# La Baule-Escoublac
Vous lisez un « article de qualité » labellisé en 2017.
La Baule redirige ici.
Pour les articles ayant des titres homophones, voir Baule, Bôle et La Bolle.
La Baule-Escoublac (prononcé /la.bol.ɛs.ku.blak/),  Écoubiâ (ou La Baull-Escóblac) en gallo et  Ar Baol-Skoubleg (ou Ar Baol-Skoulag) en breton, est une commune du département de la Loire-Atlantique en région Pays de la Loire. Située sur la façade atlantique de la Bretagne, entre Le Pouliguen et Pornichet, la station balnéaire de La Baule fait partie de la Côte d'Amour.
La localité apparaît dans l'histoire au IXe siècle sous le nom d’Escoublac. Le village est déplacé vers l'intérieur et reconstruit à deux reprises, au XVe siècle et à la fin du XVIIIe siècle, après un anéantissement presque total sous les sables de la dune, la deuxième en France par la hauteur (52 m) après celle du Pilat en Gironde.
Au début du XIXe siècle, des investisseurs visionnaires, comme André Pavie, Édouard Darlu, René Dubois, Jules-Joseph Hennecart ou Louis Lajarrige, dont les noms marquent la toponymie locale, comprennent le potentiel de la baie du Pouliguen et de sa plage longue de plus de huit kilomètres entre l'étier de Pornichet (alors partie de Saint-Nazaire) et l'étier du Pouliguen. Ils décident de créer une station balnéaire en fixant les bôles — étendues dunaires alors presque désertes — et en les lotissant. La commune jusque-là rurale se développe sur le littoral en permettant à des architectes, tels Adrien Grave, Georges Lafont ou Paul-Henri Datessen, de créer un patrimoine de villas et d'hôtels construit avec une grande diversité de styles, d'inspiration néogothique ou médiévale, régionaliste ou futuriste.
Au début du XXe siècle, la commune d'Escoublac cède une partie de sa plage (environ un quart) à la commune nouvellement créée de Pornichet. À partir des années 1950, le front de mer subit un changement majeur, du fait de la préférence donnée aux immeubles, qui se substituent petit à petit aux villas, dont quelques rares exemplaires existent encore aujourd'hui.
La commune d'Escoublac adopte le nom d'Escoublac-la-Baule au début du XXe siècle, puis son nom actuel de La Baule-Escoublac le 16 mai 1962. Mais le nom d'usage de la station balnéaire est simplement « La Baule ».
Au XXIe siècle, la commune vit principalement du tourisme, qui la place pendant l'été dans le palmarès des dix villes les plus fréquentées par rapport à leur population permanente. Le secteur tertiaire représente l'essentiel de l'activité économique, grâce à une infrastructure hôtelière de renom — avec la présence économique du groupe Barrière —, à un environnement naturel riche et protégé (notamment la forêt d'Escoublac) et à un patrimoine urbain de qualité qui attire nombre de personnalités depuis le début du XXe siècle, comme Guillaume Apollinaire, Sacha Guitry ou William Grover-Williams.
Elle a aussi développé un ensemble de manifestations sportives de dimension internationale comme le Grand Prix automobile de La Baule, le Jumping international de France ou la course La Baule-Dakar, lancée en 1980 par le cercle nautique La Baule-Le Pouliguen-Pornichet.

## Géographie

### Situation
La Baule-Escoublac est située dans l'ouest du département de la Loire-Atlantique, à 11,8 km à vol d’oiseau à l'ouest de Saint-Nazaire, chef-lieu d’arrondissement, à 50 km à vol d’oiseau au sud-est de Vannes et à 62 km à l'ouest de Nantes,.

### Localisation
Établie sur la baie du Pouliguen, la commune fait partie de la presqu'île guérandaise, rattachée au continent par un étroit passage situé sur la commune de Saint-Lyphard[pas clair]. La localité appartient à la Côte d'Amour, entre Le Pouliguen et Pornichet.
| - OpenStreetMap Limites communales. - Frontières de La Baule-Escoublac avec les communes limitrophes. |

Jusqu'en 1900, Escoublac s'étend à l'est jusqu'à l'étier de Pornichet — situé à l'emplacement de l'actuel boulevard de la République de la commune de Pornichet — où elle est alors limitrophe de Saint-Nazaire ; lors de la création de la commune de Pornichet, celle-ci reçoit 97 hectares du territoire d'Escoublac, soit la portion de la plage jusqu'au ruisseau de Mazy et quelques dizaines de mètres en arrière, qui forment le quartier du Mazy, où se trouve la gare de Pornichet.
À l'ouest, la commune est limitée par le grand étier du Pouliguen qui relie les marais salants de Guérande à l'océan et qui abrite le port des deux villes.

### Communes limitrophes
| Guérande     | Saint-André-des-Eaux |               |
| Le Pouliguen | La Baule-Escoublac   | Saint-Nazaire |
|              | Océan Atlantique     | Pornichet     |

### Géologie et relief
La superficie de la commune est de 2 219 hectares.

#### Relief
Les altitudes varient entre zéro et cinquante-cinq mètres, atteints dans la forêt d'Escoublac.
Le territoire communal est situé à cheval sur une zone littorale sablonneuse comportant des dunes conséquentes appelées falaises jusqu'au  XIXe siècle) et sur le sillon de Guérande.

#### Géologie
Le territoire de La Baule appartient au domaine sud armoricain — plus précisément au domaine de l'anticlinal de Cornouaille — marqué par la phase bretonne de l'orogenèse varisque, au début du Carbonifère inférieur, ou Tournaisien, il y a environ 360 Ma.
La collision continentale au cours de l'orogenèse varisque proprement dite se traduit dans le Massif armoricain par, d'une part, un métamorphisme général de basse ou moyenne pression, formant les gneiss et micaschistes, par, d'autre part, des phases de cisaillement et enfin par une anatexie générant migmatites et granites. Elle se traduit également par la mise en place de nombreux leucogranites (à deux micas muscovite et biotite) intrusifs à travers les schistes cristallins, simultanément aux cisaillements et à ce métamorphisme, cicatrisant ces déchirures.
La ceinture de leucogranites du sud du Massif armoricain correspond à un immense batholite mis en place dans des roches métamorphiques, seuls quelques plutons atteignant le Paléozoïque épimétamorphique. Ce batholite est subdivisé en plusieurs bandes (« rubans ») qui montrent une nette divergence vers l'est : un axe majeur (pointe du Raz - Nantes - Parthenay - Millevaches) à convexité nord-est (orienté N 110° - E 130°) associé au cisaillement sud-armoricain — décrochement dextre selon une orientation cadomienne dont le rejet horizontal est de l’ordre de 500 km — duquel fait partie le sillon de Bretagne ; au sud de cet axe s'étire une échine discontinue de moles syntectoniques — massifs granitiques de Trégunc, Pont-l'Abbé, Port-Louis - Ploemeur, Glénan - Quiberon - Houat - Hœdic - Guérande - Le Croisic, Saint-Brévin, Noirmoutier - La Roche-sur-Yon — allongés en direction sud-armoricaine dont le parallélisme avec le cisaillement sud-armoricain incite à penser à l'influence indirecte d'une contrainte linéamentaire. L'émersion actuelle du ruban de moles syntectoniques trouve son origine dans le fonctionnement de failles hercyniennes de direction WNW-ESE et qui correspondent à des rejeux tectoniques tertiaires du vieux socle, contrecoup de l'ouverture, toujours en cours, de l'océan Atlantique, rifting qui a réactivé le relief armoricain, la tectonique compressive pyrénéenne et alpine finalisant ce rajeunissement du relief par le processus de flambage lithosphérique de grande longueur d'onde.
Ces granites intrusifs, datés de 320 Ma, correspondant dans la région au sillon de Guérande et à la crête rocheuse du Croisic au Pouliguen — « Grande-Côte » précédant les trois îlots granitiques et gneissiques du Croisic, de Batz et du Pouliguen soudés par des atterrissements et des dunes —, sont produits par fusion de métasédiments avec des taux de fusion faibles, probablement en relation avec des processus de relaxation thermique.
Au-delà de la « Grande-Côte » s'étend une partie plus basse, qui correspond à une gouttière tectonique et qui s'enfonce doucement au-dessous du niveau de la mer. À la fin du Paléozoïque, s'est en effet développée une tectonique cassante et post-orogénèse varisque qui a initié la fragmentation et la dislocation du socle induré hercynien, composé de granites et de roches métamorphiques souvent plissées en anticlinaux et synclinaux. Cette tectonique induit l'individualisation de blocs basculés orientés nord-ouest - sud-est et a un rôle structurant dans la morphologie des côtes et des chaussées de la région.
L'arrière-pays (rade du Croisic et baie du Pouliguen) est affecté par deux abrupts de failles de direction nord-ouest - sud-est qui déterminent cette gouttière à l'intersection de deux blocs basculés, cette dépression étant partiellement comblée par les sédiments de la transgression flandrienne.

Géomorphologie et géologie.
La Baule-Escoublac fait partie de la ceinture de leucogranites associée au décrochement sud-armoricain.
Les structures de déformation de la chaîne hercynienne.
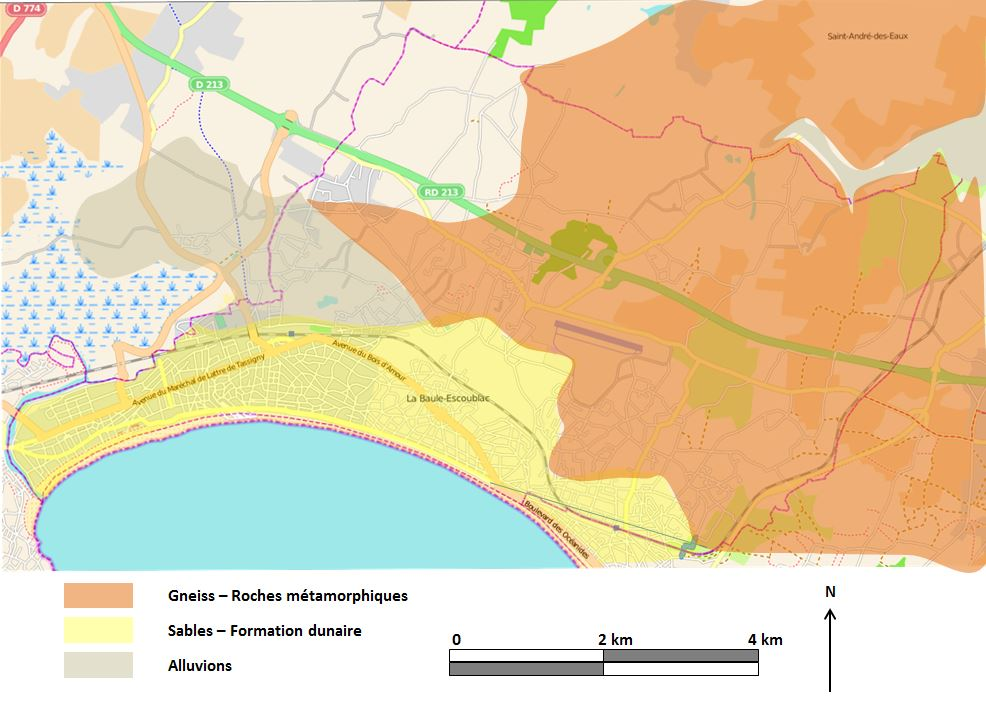
Géomorphologie et géologie simplifiée[AVAP 1].

#### Les dunes
Au cours de la transgression flandrienne, deux cordons littoraux sableux se forment dans les régions de Pen-Bron et de La Baule-Escoublac, constituant un double tombolo, accumulation de sable alimentée par les apports de sédiments venant de l'estuaire de la Loire et l'estuaire de la Vilaine. Cette accumulation rattache l'île de Batz à celle du Croisic et relie cette presqu'île au Pouliguen par l'intermédiaire du cordon dunaire baulois, flèche littorale de 8 km de long. Les flèches de sable qui encadrent le marais du Croisic et ses salines, ne forment cependant pas un tombolo double stricto sensu, l'océan pénétrant par l'étier du Pouliguen, et à hauteur du Croisic par des bras de mer dans les traicts du Croisic. Les étapes flandriennes de la formation de ce tombolo double inachevé ne sont pas connues
Les dunes semblent être postérieures à l’Antiquité, envahissant les marais côtiers dans une progression d’ouest en est.
La dune de la forêt d'Escoublac est plus éloignée du rivage et atteint l'altitude de 55 mètres, point culminant de la commune. C'est cette dune qui à la fin du XVIIIe siècle a submergé l'ancien village d'Escoublac, ainsi qu'une partie du sillon de Guérande (jusqu'à la route de la Jo). Le nouveau village d’Escoublac s’est déplacé de près d’un kilomètre vers l’intérieur des terres en 1779. La partie dunaire et les marécages sont alors exploités de façon extensive en vaine pâture.
La dune du Guézy s'élève derrière celle de Mazy jusqu'à une altitude de 25 mètres et se raccorde au sillon de Guérande vers la route de Nérac.
Entre ces deux dunes coule le ruisseau de Mazy, qui, sur le littoral, marque la limite entre La Baule et Pornichet.

Formation et évolution des dunes d'Escoublac.
Le double tombolo du bassin de Guérande.
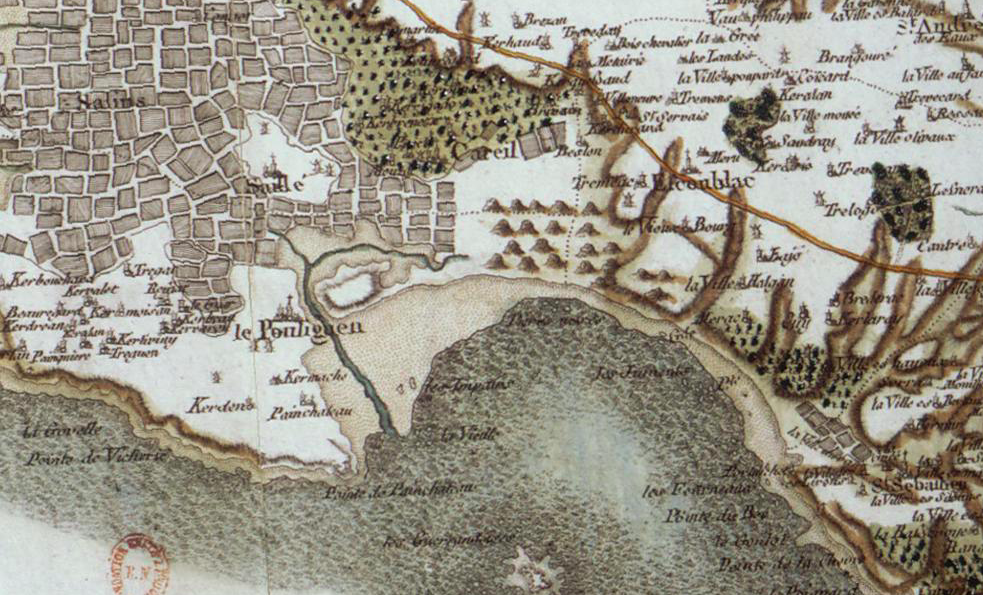
Extrait de la carte de Cassini (XVIIIe siècle) sur lequel figurent l’actuel village d’Escoublac et la mention « Vieux Bourg ».
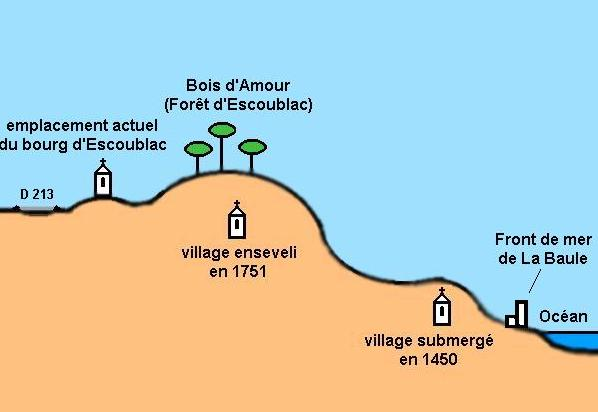
Les différents villages d'Escoublac.

#### Le sillon de Guérande
La section Guérande-La Baule-Escoublac correspond à la partie centrale du coteau de Guérande soulignée par un escarpement de faille.
La ligne de faille rectiligne s’étend de Saint-Nazaire — pointe de Chemoulin — à Piriac-sur-Mer — pointe du Castelli ; elle est parallèle au sillon de Bretagne au nord-est — et de même origine que ce dernier — et à la côte de la presqu'île du Croisic au sud. Cet ensemble de reliefs parallèles est une réactivation d'accidents tectoniques anciens, mis en place au cours de l'orogénèse hercynienne, liée à l’ouverture de l’océan Atlantique et du golfe de Gascogne au cours des derniers millions d'années et consécutive à l’ouverture de l’océan Atlantique et du golfe de Gascogne.
Le sillon borde un bloc basculé dont la partie basse s’enfonce sous les marais du Mès et ceux de la Brière ; le bloc est penché vers le nord-nord-est constituant le plateau de Guérande.
L'altitude passe ici brusquement de 10 mètres à 40 - 60 mètres.
La Baule s'intègre donc dans ce relief en marches d'escalier, la commune correspondant à une marche moins haute, ce qui a favorisé la formation de l'un des massifs dunaires les plus élevés de France et le plus haut du Massif armoricain, culminant à 55 m d'altitude.

### Hydrographie
Le réseau hydrographique, peu dense, se limite à quelques ruisseaux. Il résulte de la structure géologique et des formes de relief particulières du territoire. Du métamorphisme peu perméable de la zone nord résultent des cours d’eau réactifs aux pluies et des échanges rapides de matières vers les espaces littoraux ou humides — dont font partie les marais de Guérande. En fort contraste, la partie dunaire est très perméable et constitue une aire de transition entre la nappe phréatique et les eaux marines. Si l’influence des marées sur le niveau des nappes demeure faible dans la partie médiane de la zone dunaire, le suivi piézométrique mis en place depuis 2003 montre des variations saisonnières importantes dans le secteur de Prémare.
Parmi les cours d’eau permanents identifiés sur le territoire de la commune, le Mazy et la Torre rejoignent tous les deux l’océan. Le Mazy marque la limite est de la commune avec Pornichet ; il est souterrain dans son cours inférieur, du fait de l’urbanisation du secteur, et débouche sur la plage par une buse de gros calibre. Le lieu-dit des Écluses — délimité par les avenues Boucher et Bazin — rappelle qu’avant l’ensablement du XIXe siècle, les moines du prieuré bénédictin de Saint-Louis, établi vers l’an 800, avaient construit un moulin à marée à cet endroit.
La Torre traverse les coteaux escoublacais et la forêt, devient souterraine, puis réapparaît aux abords du quartier des Rochers avant de rejoindre l’étier.
La Jubine est un cours d’eau qui pénètre le territoire par le nord, en provenance de Saint-André-des-Eaux sur quelques centaines de mètres,.
Des talwegs naturels ou artificiels drainent également le territoire de la commune de façon temporaire. Il s’agit en particulier des talwegs de Villeneuve-Beslon à l'ouest, de la Jubine au nord — qui alimente le lac de Rézac — et de Pont Saillant au sud-est.
Ces rus et talwegs traversent des zones d’eau stagnante, mares ou prairies humides.

### Climat
La station météorologique la plus proche est, depuis 1994, celle du village de Saillé, sur le territoire de la commune de Guérande, jouxtant celui de La Baule-Escoublac.
Le climat dont jouit la commune est de type océanique, pluvieux et doux, engendré par la proximité de l'océan Atlantique dont la pénétration est favorisée par la présence de l'estuaire de la Loire et l'absence de relief important, ; l’anticyclone des Açores repousse en été vers le nord les dépressions, caractérisées par des vents froids et des fortes pluies ; l’hiver il tempère le refroidissement.
La moyenne annuelle des températures relevées à Saillé depuis 1994 est de 12,8 °C, avoisinant les 7,4 °C de décembre à février — alors qu'elle est de 6 °C à Saint-Nazaire sur la même période — et les 18,5 °C de juin à août. Ces températures résultent de minima essentiellement nocturnes et de maxima principalement diurnes.
L'amplitude minimale — écart entre températures minimales et maximales — a été enregistrée en janvier avec 4,5 °C alors qu'elle a été maximale en août avec 7,2 °C.
Les relevés effectués depuis 1994 dans la région de Guérande montrent que le nombre de jours avec une température sous abri excédant 30 °C est de 4,7 jours, à comparer aux 5 jours relevés à Saint-Nazaire et aux 9 jours à Nantes. De même en hiver, la station de Saillé n'a enregistré que 17,3 jours de gel contre 32 jours à Nantes.
Le record absolu de température de la station a été enregistré le 9 août 2003 avec 36,6 °C. La station bénéficie d’un ensoleillement proche de 2 000 heures par an, avec près de 300 heures en juillet.
Les vents dominants s'inscrivent dans le quartier ouest - sud-ouest, avec une nette prédominance des vents d'ouest moyens — de 16 à 29 km/h — associés à de fortes perturbations et, l'été, à des brises de mer ; provoquées par les fortes variations thermiques estivales, elles peuvent atteindre près de 60 km/h. Les vents de nord-est s'accompagnent, quant à eux, de période de temps stable. Lors des tempêtes, les vents peuvent dépasser les 100 km/h. Ils sont un élément catalyseur de la formation de la houle ; celle-ci, lors de marées hautes et d’épisodes de pluies fortes peut être à l’origine d’inondations marines localisées.
La pluviométrie relevée révèle un niveau annuel de près de 800 mm, inférieur aux 896 mm d'Herbignac, localité située à moins de 25 km et même aux de 838 mm de Nantes.
La faible pluviométrie estivale justifie l'implantation salicole dans la région. En effet, le nombre de jours de pluie — caractérisant les jours recevant plus d'un millimètre de pluie — est de 108 par an. Statistiquement, il ne pleut que 4,7 fois au mois de juin. La fréquence mensuelle augmente faiblement jusqu'au mois de septembre. Les records journaliers varient de moins de 20 mm : de 20,6 mm le 16 avril 1998 à 40 mm le 1er mars 2002.
| Mois                                            | jan.          | fév.         | mars         | avril        | mai          | juin         | jui.         | août         | sep.         | oct.         | nov.         | déc.         | année      |
| ----------------------------------------------- | ------------- | ------------ | ------------ | ------------ | ------------ | ------------ | ------------ | ------------ | ------------ | ------------ | ------------ | ------------ | ---------- |
| Température minimale moyenne (°C)               | 4,5           | 4,8          | 6,2          | 8            | 11,3         | 13,9         | 15,7         | 15,6         | 13,4         | 11,4         | 7,6          | 4,5          | 9,8        |
| Température moyenne (°C)                        | 6,8           | 7,4          | 9,2          | 11,3         | 14,6         | 17,4         | 18,9         | 19,1         | 17,1         | 14,2         | 10,2         | 7            | 12,8       |
| Température maximale moyenne (°C)               | 9,1           | 10           | 12,2         | 14,6         | 17,9         | 20,9         | 22,2         | 22,6         | 20,9         | 17           | 12,8         | 9,5          | 15,8       |
| Record de froid (°C) date du record             | −10,3 02.1997 | −6,5 11.2012 | −6 01.2005   | −0,4 04.1996 | 2,8 14.1995  | 6,9 01.2006  | 9,9 09.1996  | 9,2 28.1998  | 5,8 29.2007  | −0,8 29.1997 | −4,4 22.1998 | −7,5 29.1996 | −10,3 1997 |
| Record de chaleur (°C) date du record           | 15,5 24.2016  | 19,1 27.2019 | 23,2 19.2005 | 26,3 07.2011 | 29,9 26.2017 | 36,6 27.2019 | 35,5 23.2019 | 36,6 09.2003 | 32,4 03.2005 | 26,9 01.2011 | 20,9 01.2015 | 15,6 01.2011 | 36,6 2019  |
| Précipitations (mm)                             | 72,9          | 54,2         | 50,8         | 50,1         | 47           | 24,4         | 36           | 35,7         | 48,5         | 71,2         | 85,4         | 78,4         | 654,6      |
| dont nombre de jours avec précipitations ≥ 1 mm | 11,4          | 9,1          | 8,5          | 9,4          | 8,8          | 4,9          | 6,2          | 6,4          | 6,9          | 11           | 12,9         | 12,5         | 108        |
| dont nombre de jours avec précipitations ≥ 5 mm | 5,1           | 4,3          | 3,3          | 3,4          | 3            | 1,8          | 2,4          | 2,8          | 3,1          | 4,6          | 6,5          | 5,4          | 45,7       |

Pour la Baule-Escoublac les mois les plus froids vont de décembre à février avec une température avoisinant les 5 °C. Le mois le plus chaud est celui d'août avec une température moyenne de 22,7 °C ; les précipitations surviennent toute l'année variant de 25,4 mm en juin à 79,8 mm en octobre.

### Paysages

#### La plage
La plage, que la ville partage avec les communes de Pornichet et du Pouliguen — l'anse qu'elle borde porte d’ailleurs le nom de « baie du Pouliguen » — mesure plus de huit kilomètres ; elle est souvent revendiquée localement comme étant « la plus belle plage d’Europe ». Elle borde les quartiers de La Baule-les-Pins, La Baule-Centre et Casino-Benoît. D’est en ouest, c’est-à-dire de Pornichet au Pouliguen, on rencontre successivement la plage de la Grande Jument — elle fait suite à la plage de la Petite Jument, située à Pornichet —, la plage de La Baule et enfin la plage Benoît. L’estran de cette zone recèle de grandes quantités de coques.
L’île des Évens se détache sur l’horizon à 4 km au nord de la plage. Il s’agit d’un récif peu élevé au-dessus des eaux à marée haute, qui possède une plage de sable et qui a la forme grossière d'un triangle.

La baie du Pouliguen à La Baule-Escoublac.
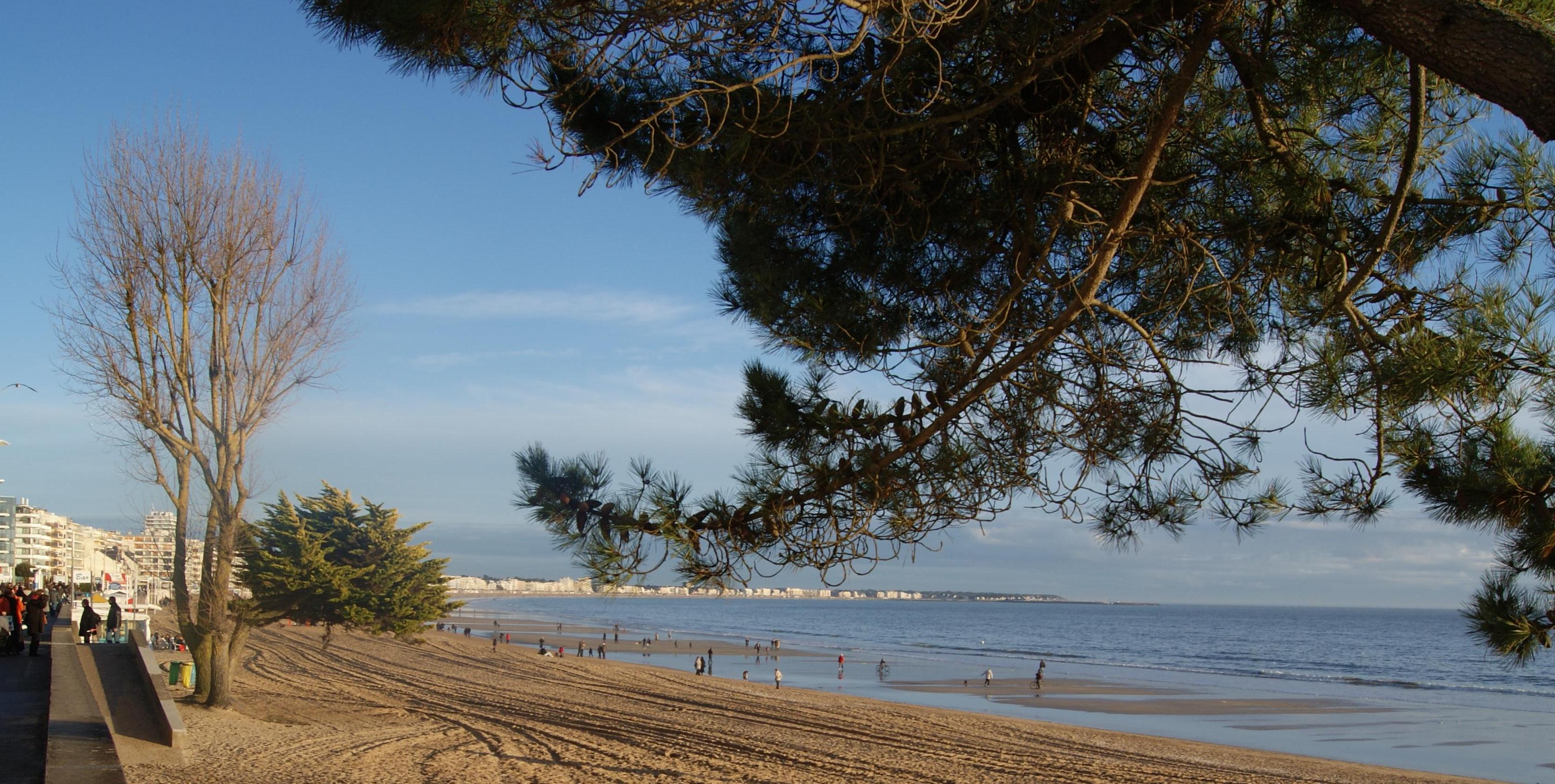
La plage vue du casino de La Baule.
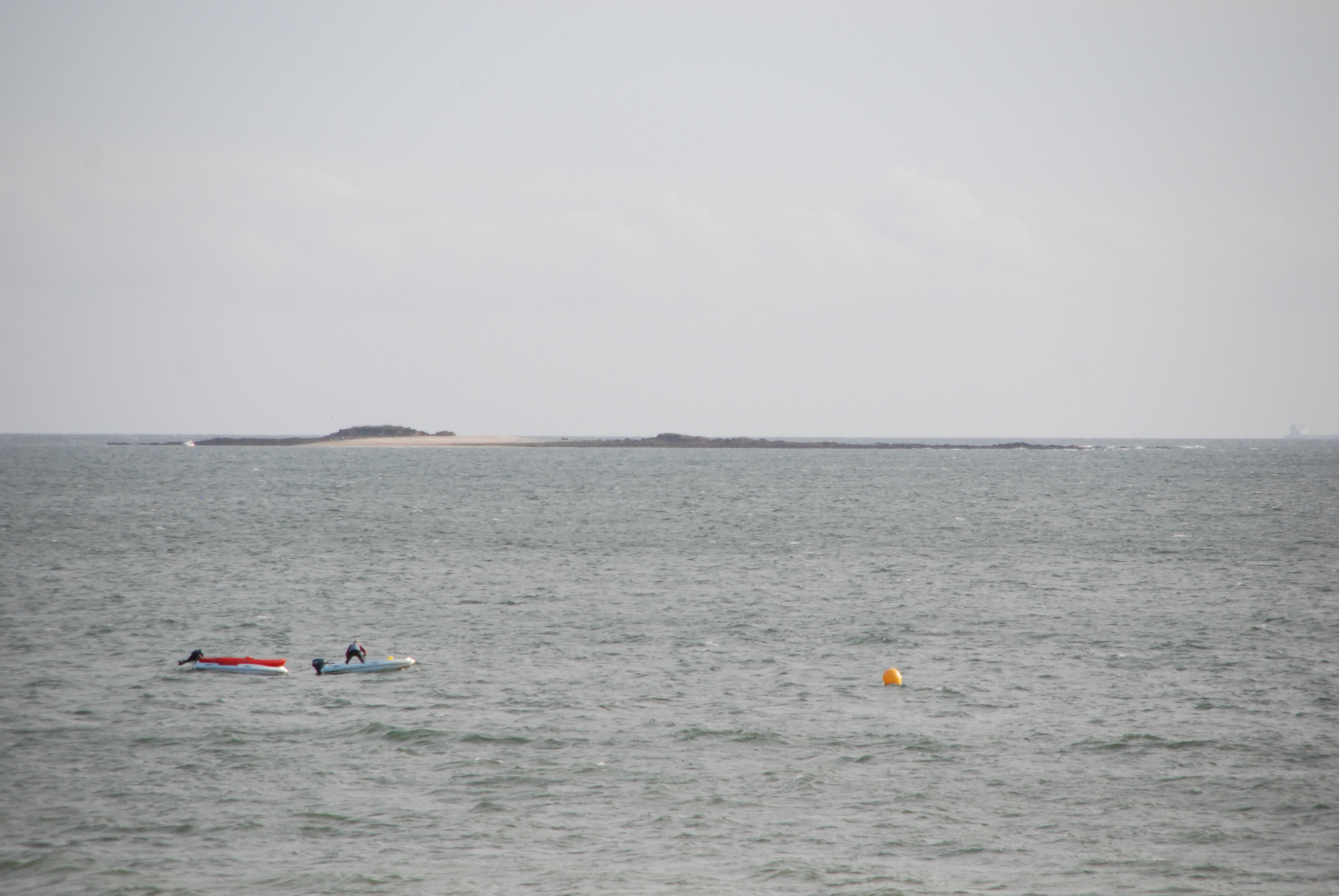
Les Évens.
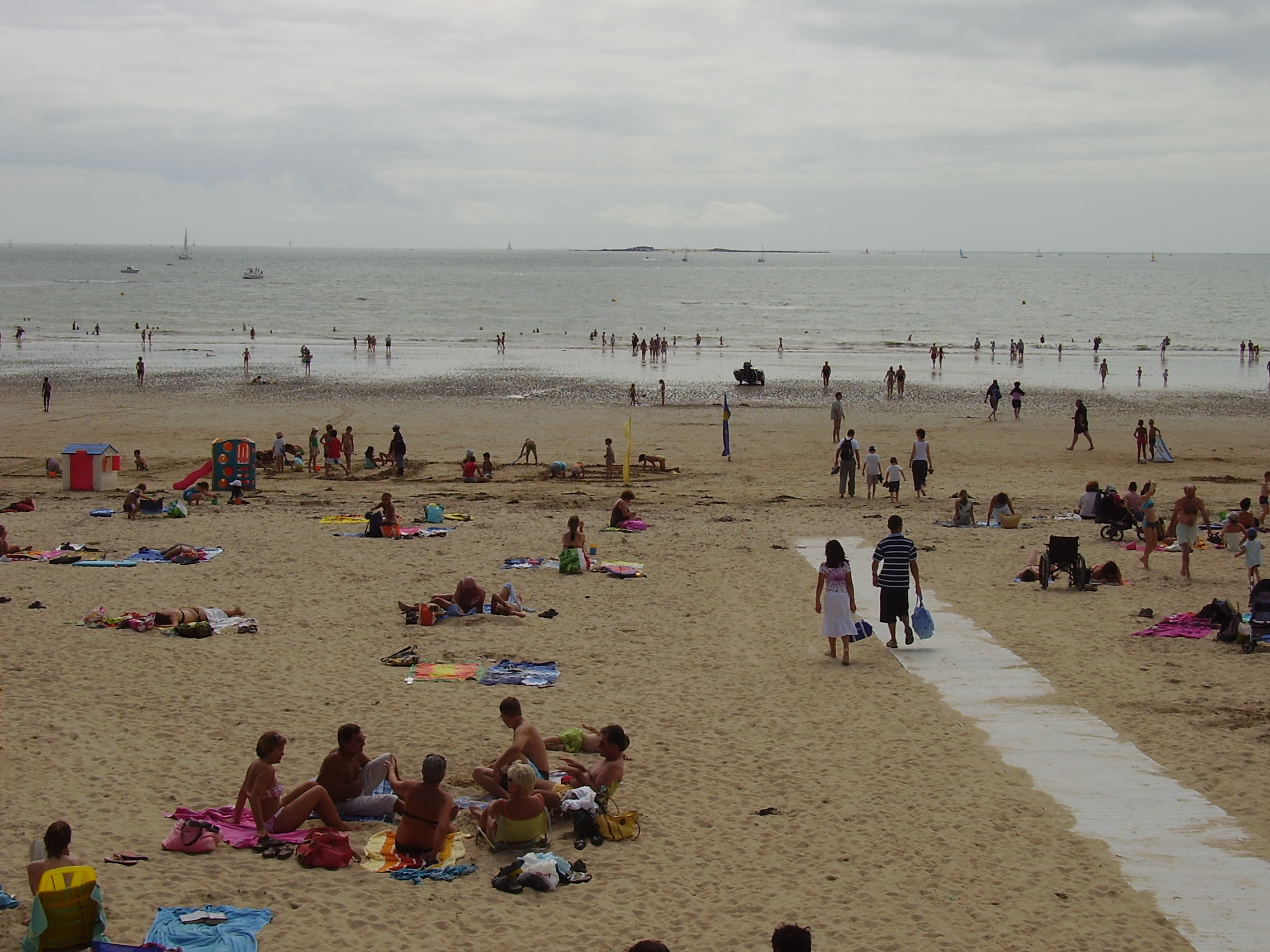
Baigneurs sur la plage.
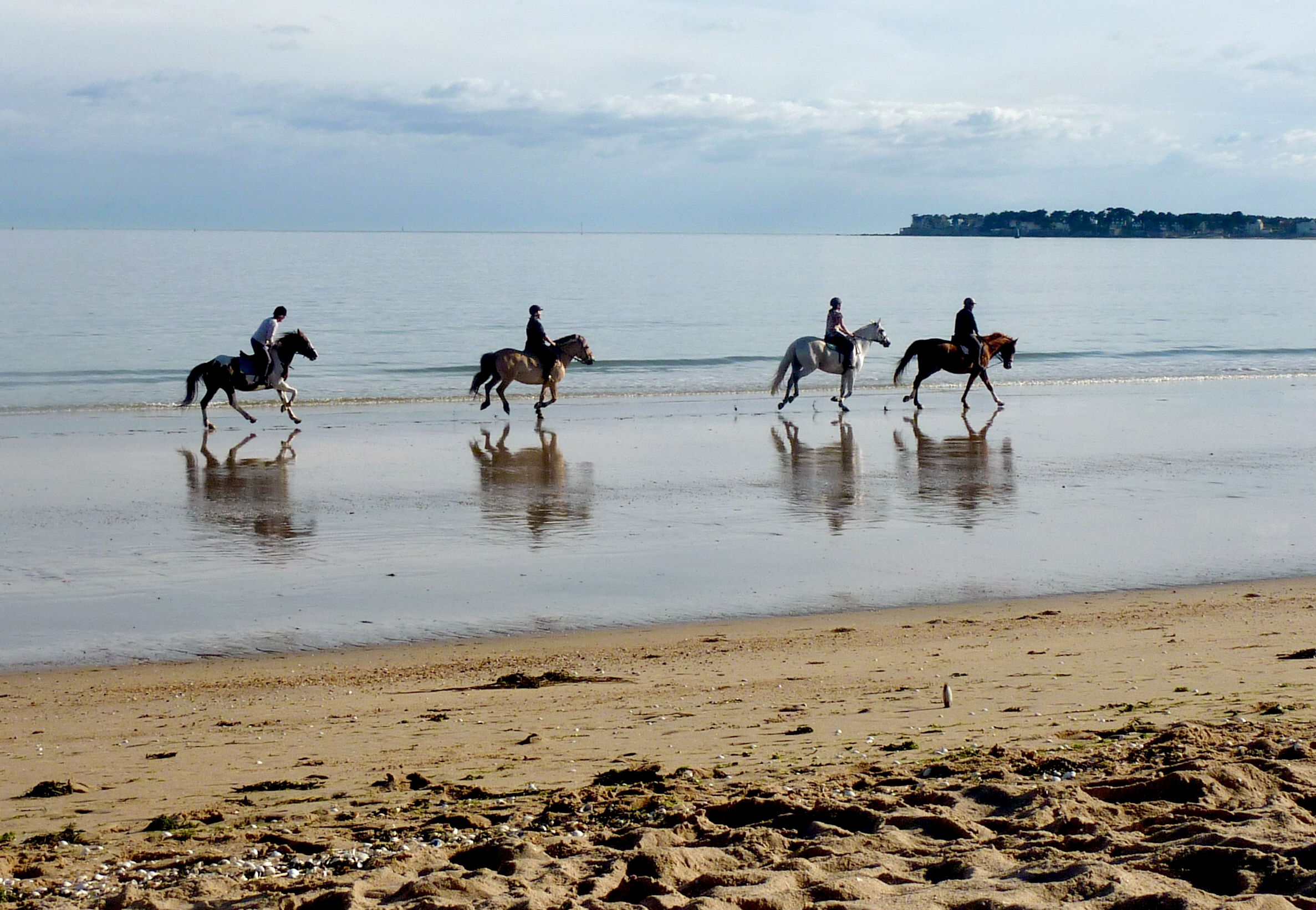
Chevaux sur la plage.

#### Parc éolien en mer
Le projet de construction d’un parc éolien de 80 turbines — d'une capacité unitaire de 6 MW, soit une puissance totale de 480 MW —, appelé parc éolien en mer de Saint-Nazaire, s'étend sur une zone de 78 km2 à 12 km, au point le plus proche, des rivages du Croisic, de La Baule-Escoublac et du Pouliguen. Il fait partie d'un plan éolien régional, initié en 2011 dans le cadre d'un appel d’offres lancé par le gouvernement français, avec ceux de Fécamp (Seine-Maritime) et de Courseulles-sur-Mer (Calvados). Le projet, dont la mise en service est initialement programmée à partir de 2018, est autorisé par le préfet de la Loire-Atlantique le 17 mars 2016, puis soumis à une enquête publique du 10 août au 25 septembre 2015. L’association de défense de l’environnement DECOS émet un avis favorable sous réserves en octobre 2015. Peu après, en juillet 2016, trois autres associations de défense de l'environnement — Pro.si.mar de Pornichet, GRSB de La Baule-Escoublac et Aspen du Pouliguen — déposent un recours contre le projet. Un premier jugement de la cour administrative d’appel de Nantes de mai 2017 rejette la requête des opposants et valide le projet porté par EDF Renouvelables. Un nouveau recours est rejeté en octobre 2017. La mise en service du projet éolien est alors prévue en 2021 ou 2022. En 2022, le parc est finalement inauguré par Emmanuel Macron et devient pleinement opérationnel.

## Urbanisme

### Typologie
Au 1er janvier 2024, La Baule-Escoublac est catégorisée centre urbain intermédiaire, selon la nouvelle grille communale de densité à sept niveaux définie par l'Insee en 2022.
Elle appartient à l'unité urbaine de Saint-Nazaire, une agglomération intra-départementale regroupant 17  communes, dont elle est une commune de la banlieue,,. Par ailleurs la commune fait partie de l'aire d'attraction de Saint-Nazaire, dont elle est une commune de la couronne,. Cette aire, qui regroupe 24 communes, est catégorisée dans les aires de 200 000 à moins de 700 000 habitants,.
La commune, bordée par l'océan Atlantique, est également une commune littorale au sens de la loi du 3 janvier 1986, dite loi littoral. Des dispositions spécifiques d’urbanisme s’y appliquent dès lors afin de préserver les espaces naturels, les sites, les paysages et l’équilibre écologique du littoral, tel le principe d'inconstructibilité, en dehors des espaces urbanisés, sur la bande littorale des 100 mètres, ou plus si le plan local d’urbanisme le prévoit.

### Occupation des sols
L'occupation des sols de la commune, telle qu'elle ressort de la base de données européenne d’occupation biophysique des sols Corine Land Cover (CLC), est marquée par l'importance des territoires agricoles (49,6 % en 2018), en diminution par rapport à 1990 (50,7 %). La répartition détaillée en 2018 est la suivante : 
zones urbanisées (36,5 %), zones agricoles hétérogènes (26,1 %), terres arables (17,9 %), prairies (5,6 %), zones industrielles ou commerciales et réseaux de communication (5,5 %), espaces verts artificialisés, non agricoles (3,8 %), forêts (3,4 %), espaces ouverts, sans ou avec peu de végétation (0,7 %), eaux maritimes (0,4 %). L'évolution de l’occupation des sols de la commune et de ses infrastructures peut être observée sur les différentes représentations cartographiques du territoire : la carte de Cassini (XVIIIe siècle), la carte d'état-major (1820-1866) et les cartes ou photos aériennes de l'IGN pour la période actuelle (1950 à aujourd'hui).

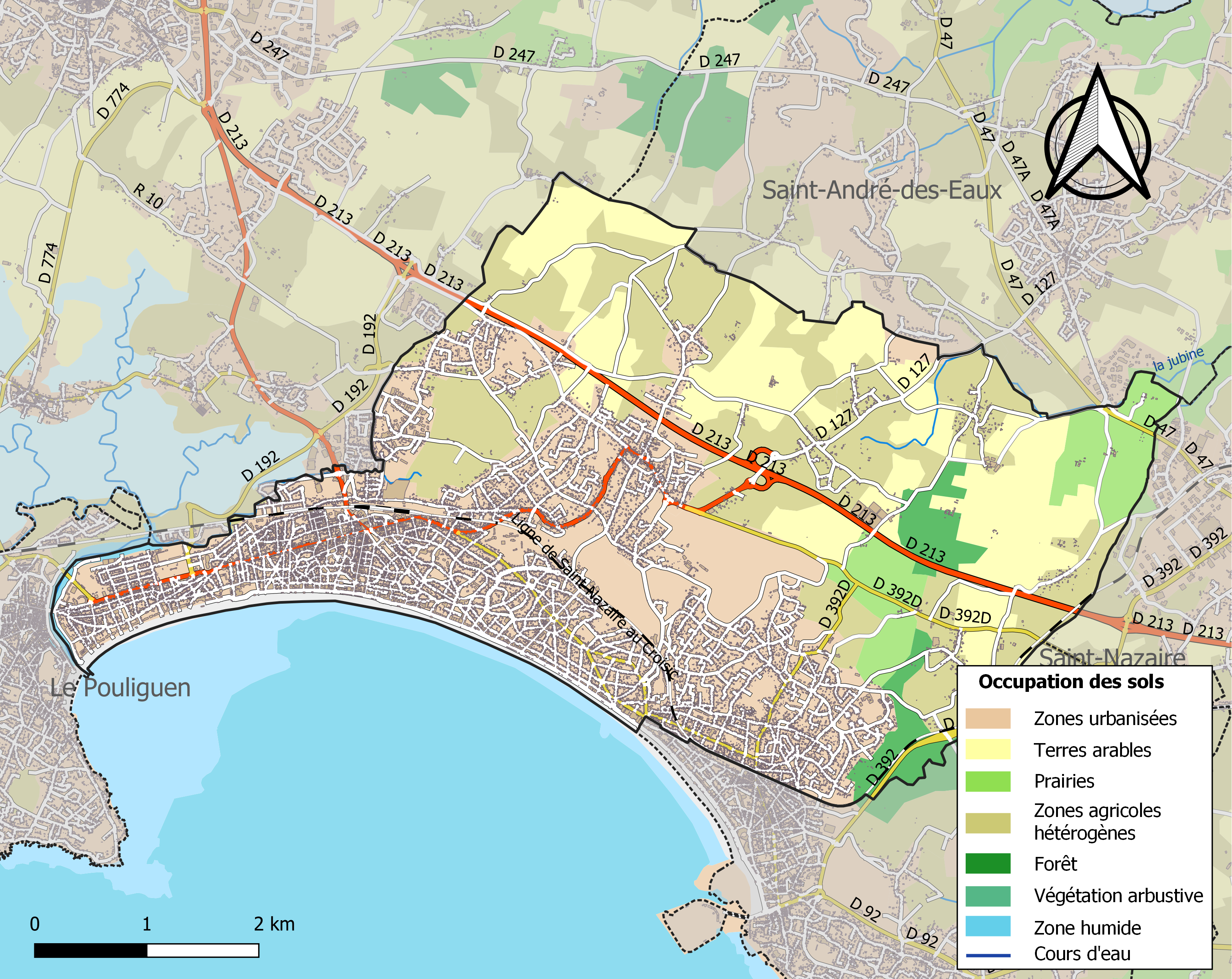
Carte des infrastructures et de l'occupation des sols de la commune en 2018 (CLC).

### Histoire du développement urbain de La Baule-Escoublac

#### La naissance de la cité balnéaire

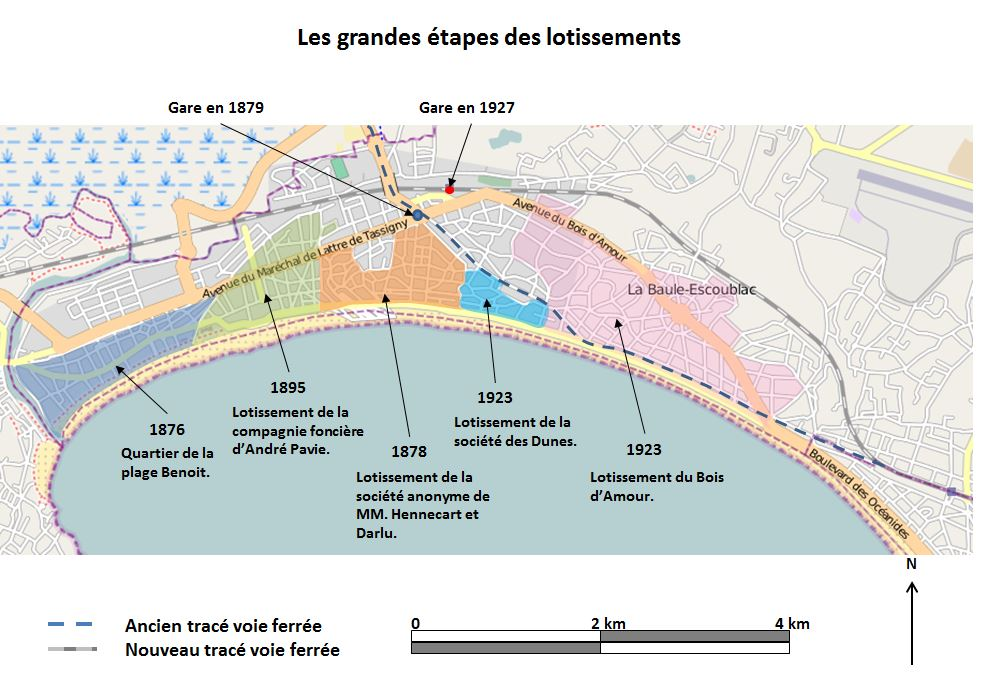
Les grandes étapes des lotissements de la station balnéaire.

En 1787, une tempête d’une extrême violence provoque des dommages considérables aux marais salants situés à l’ouest d’Escoublac, en pénétrant dans les traicts du Croisic. Elle atteint et endommage la partie occidentale des dunes d’Escoublac faisant craindre la création d’un nouveau déversoir des marais salants, à l’est de l’étier du Pouliguen.
En conséquence, le parlement de Bretagne ordonne la construction d'une digue, longue de 400 mètres, apte à contenir les grandes marées. Cette digue, achevée en 1788 et qui sépare les marécages sablonneux — ou « bôles » — au nord des dunes du sud, sert encore au XXIe siècle de support à l’avenue de Lattre-de-Tassigny au Pouliguen.
Ces événements concourent à la désertification humaine des dunes locales, la population se réfugiant sur le plateau guérandais, ou sur les anciennes îles du Croisic, de Batz et du Pouliguen.
En 1823, parvenant au village de Saint-Sébastien-de-Pornichet qui est situé au sud-est d’Escoublac, Édouard Richer écrit :

« Les habitants de Saint-Sébastien témoignent d'un étonnement stupide à la vue d’un étranger […] Dunes mobiles aux sommets escarpés […] Terres sans végétation où tout est mort […] Vous êtes là, seul, entre une plage déserte et les dunes abandonnées. »

— Édouard Richer, Voyage pittoresque dans le département de la Loire-Inférieure, 1823.
Et Gustave Grandpré ajoute en 1828 :

« Aucune trace, aucun sentier n’indique la route, seulement des pas d’hommes, empreintes sur le sable dans toutes les directions, annoncent que le désert est fréquenté. Autour de moi, rien qu’un affreux désert. Des dunes entassées les unes sur les autres s’allongent à perte de vue. Rien n’interrompt leur désespérante uniformité ! »

— Gustave Grandpré, Promenade au Croisic, 1828.
Le désert dont il est question couvre 628 ha de dunes mouvantes d’Escoublac, bordées de marais salants, auxquels s’ajoutent 75 ha menaçant Le Pouliguen. L’ensablement puis la disparition d’Escoublac, alliés au décret du 14 décembre 1810 préconisant la fixation des dunes dans tous les départements maritimes, sont à l’origine des travaux de plantation entrepris dès 1818.
L'ordonnance royale du 26 août 1818 accorde au comte Donatien de Sesmaisons la concession de sable jusque-là appartenant à l’État et portant sur les 628 ha sus-nommés. Les premières réactions des habitants d’Escoublac sont brutales, ceux-ci détruisant systématiquement tous les semis pour sauvegarder leur liberté de pâture.
Les premières plantations entreprises par MM. de Sesmaisons et Jacques-Yves Berthault durant la première moitié du XIXe siècle — pin maritime, chêne vert, bouleau, frêne, cyprès dans un premier temps, puis peuplier, aulne, hêtre, houx, if et acacia — sont complétées après 1860 par la future forêt domaniale d'Escoublac.
Ce sont finalement 700 ha qui sont boisés à partir de 1826, dans une démarche initiée par les pouvoirs publics, mais concédée à des sociétés et à des investisseurs.
L'arrivée du chemin de fer dans la commune constitue un autre élément déterminant de l'urbanisation de la zone. Une première gare est ouverte en 1876 et la liaison avec Paris est achevée en 1879.
Les entrepreneurs investissent immédiatement pour créer, d’ouest en est, la future station balnéaire ; à l'ouest, le lotissement Benoît est construit dès 1876. L'initiative est bientôt suivie, en 1878, par le lotissement de la société créée par Jules-Joseph Hennecart et Édouard Darlu à proximité de la gare. L'actuelle avenue du Général-De Gaulle est dessinée et rejoint la côte sous le nom d'« avenue de la gare » ; une promenade de bord de mer et une estacade suivent rapidement,.
En 1895, la compagnie foncière d’André Pavie construit à son tour un lotissement à proximité d’un établissement spécialisé dans le traitement de la tuberculose. En 1923 naît le lotissement du Bois d’Amour, revendu en partie en 1925 à Louis Lajarrige, dont la société immobilière trace les plans de l’actuelle La Baule-les-Pins,,.
Durant la seconde partie du XIXe siècle, les équipements indispensables à une cité balnéaire viennent compléter le développement de la ville. Il s’agit en particulier d’établissements de bains, du casino, du jardin anglais, du square, des cabines de plage et de villas aux styles nouveaux. En parallèle de nouvelles voies sont tracées, comme en 1880, le boulevard Darlu d'une largeur de 16 mètres.
La crise engendrée en France par le krach de 1929 oblige la station à se diversifier et à rechercher une densification, qu'elle trouve en se tournant en partie vers le tourisme de masse. La densification est amplifiée par les mouvements de population engendrés par la destruction de Saint-Nazaire durant le second conflit mondial.
Si la première moitié du XXe siècle voit la transformation d'un lieu de villégiature chic et familial en station internationale, la seconde moitié de ce même siècle consacre l'accès des classes moyennes à la résidence secondaire ; on dénombre 855 résidences secondaires en 1954 et 5 408 en 1970.

#### Les styles architecturaux
Le patrimoine urbain et architectural de La Baule se caractérise par au moins trois niveaux qualitatifs et quantitatifs que sont les grands hôtels, les villas châteaux ou chalets et enfin, les immeubles et maisons urbaines.

##### Les grands hôtels
C'est dès 1886 qu'est construit l'hôtel Mauspha dans le quartier Benoît. Il est bientôt suivi en 1896 par l'hôtel de l'institut Verneuil, destiné aux parents des enfants soignés à l'institut. Ce dernier devient l'hôtel Royal à partir de 1902. On doit à Ferdinand Ménard la transformation de La Baule en station internationale. Il construit le Ker Causette — un apéritif concert — et l'hôtel Castel Marie-Louise, un manoir de style Belle Époque ; il est à l'origine de la création du Tennis Club et, à partir de 1925, de la construction de l'hôtel Hermitage. Ce dernier hôtel est un palace de style anglo-normand qui dispose de 240 chambres et appartements.
L'infrastructure hôtelière continue de se développer à marche forcée jusqu'à la veille de la Seconde Guerre mondiale. En 1931, la cité balnéaire dispose de 180 établissements hôteliers. L'inauguration, cette même année, du palace Le Celtic est le point d'orgue de cette période fastueuse.

Les grands hôtels de La Baule-Escoublac (sélection).
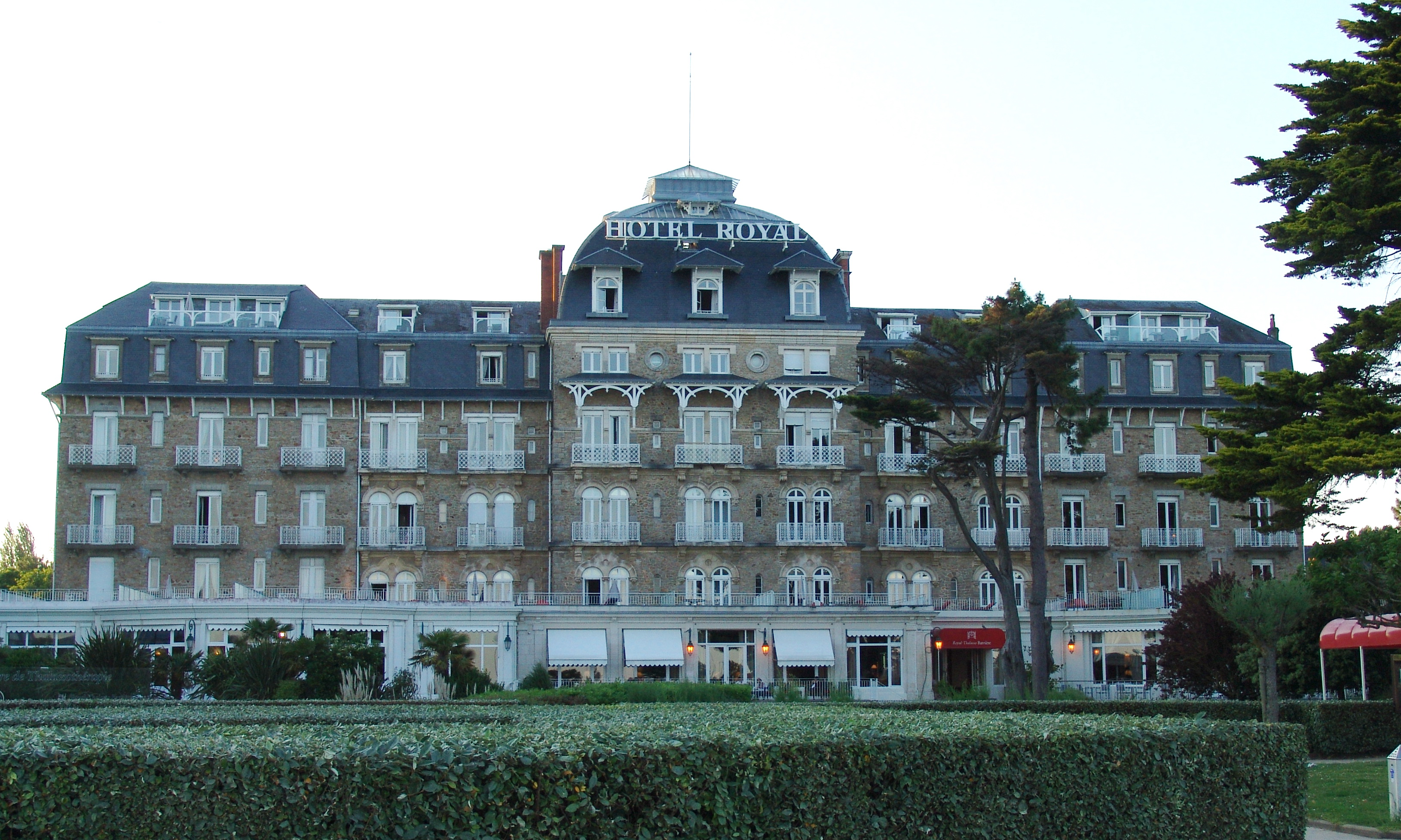
L’hôtel Royal, de style néo-roman.
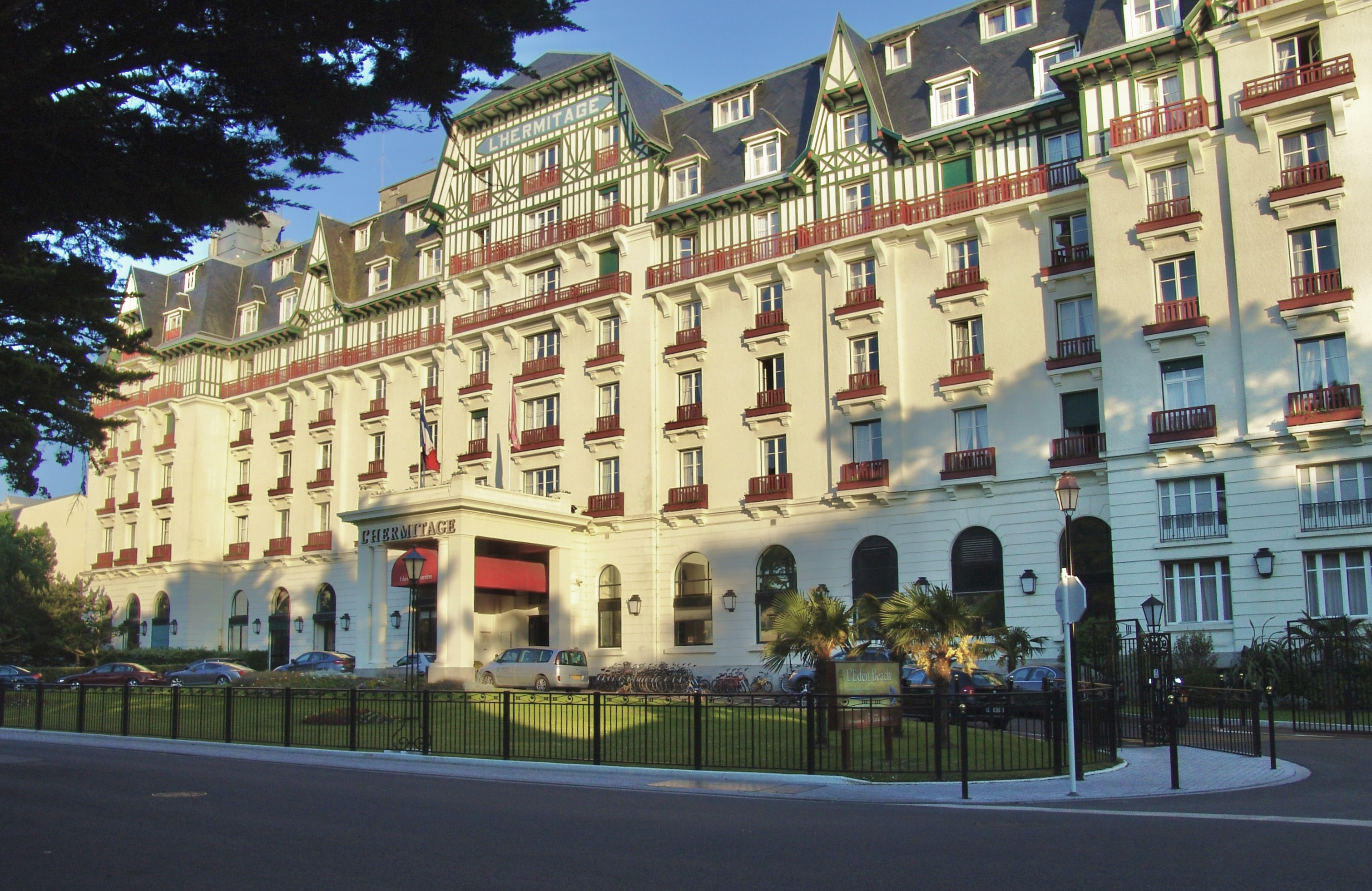
L’hôtel Hermitage, de style anglo-normand.
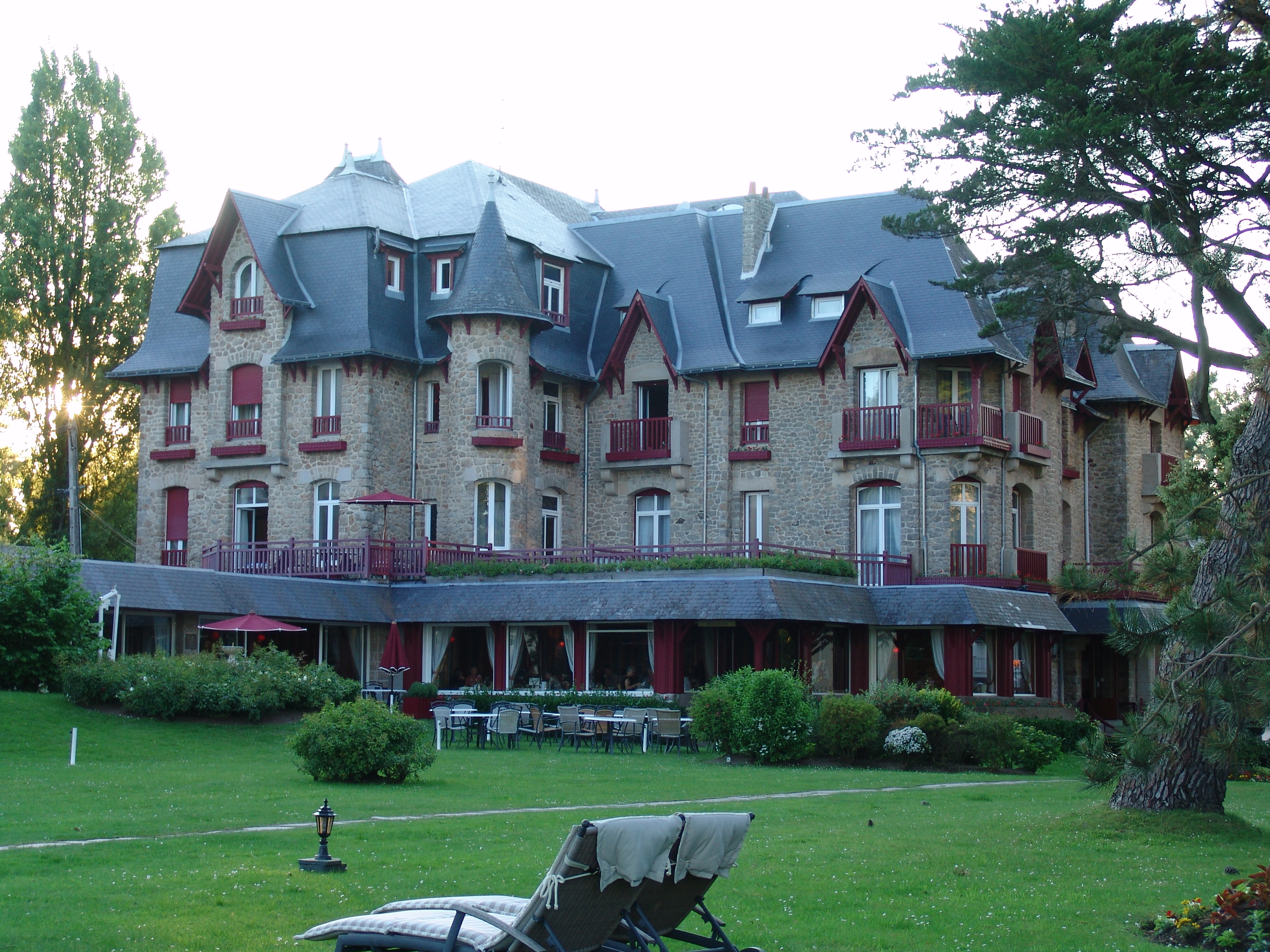
Le Castel Marie-Louise, un manoir de style Belle Époque.

##### Les villas
L’ensemble des villas — caractérisé soit par une implantation en front de mer ou sur une parcelle isolée avec un retrait d’alignement — affiche une multiplicité de styles qui se déclinent en quatre grandes familles : les courants historicistes, régionalistes, du XXe siècle et enfin résolument contemporains.
Le style historiciste qui, à La Baule, se développe au XIXe siècle se montre éclectique et d'inspiration néogothique et médiévale. Les architectes Ferdinand Ménard, Émile Le Bot, Georges Dommée ou encore Georges Lafont — qui dessine notamment les plans de la villa Ker Vary en 1896, des halles en 1912 et de la villa Pax — suivent les traces de Viollet-le-Duc.
C'est à partir des années 1920 que le courant régionaliste se développe, empruntant son inspiration aux styles anglo-normand, basque et landais, breton, provençal et colonial, souvent sous forme de chalets ou de cottages.

« [Il] traduit le retour de l’homme à une nature idéalisée, qui s’incarne dans un imaginaire champêtre, et donne lieu à des déclinaisons de styles architecturaux d’inspiration vernaculaire, n’excluant pas les formes les plus osées du « kitsch » rural. La vie « rustique » comme un remède à la folie de la grande guerre. »

— Ministère de la Culture, Aire de mise en valeur de l'architecture et du patrimoine (AVAP) de La Baule-Escoublac : modification du 10 janvier 2013, p. 37.
Le style dit « du XXe siècle » est décliné sous différents visages : Art nouveau, Art déco, Rationalisme, expressionnisme, futurisme, Postmodernisme, Modernisme international, maisons-terrasses et villas « paquebots »,.
L'architecture du XXIe siècle à La Baule-Escoublac est caractérisée par un souci d'intégration dans l'environnement et par l'utilisation de matériaux naturels aux côtés d'une esthétique industrielle.

Villas de La Baule-Escoublac, une mosaïque de styles (sélection).
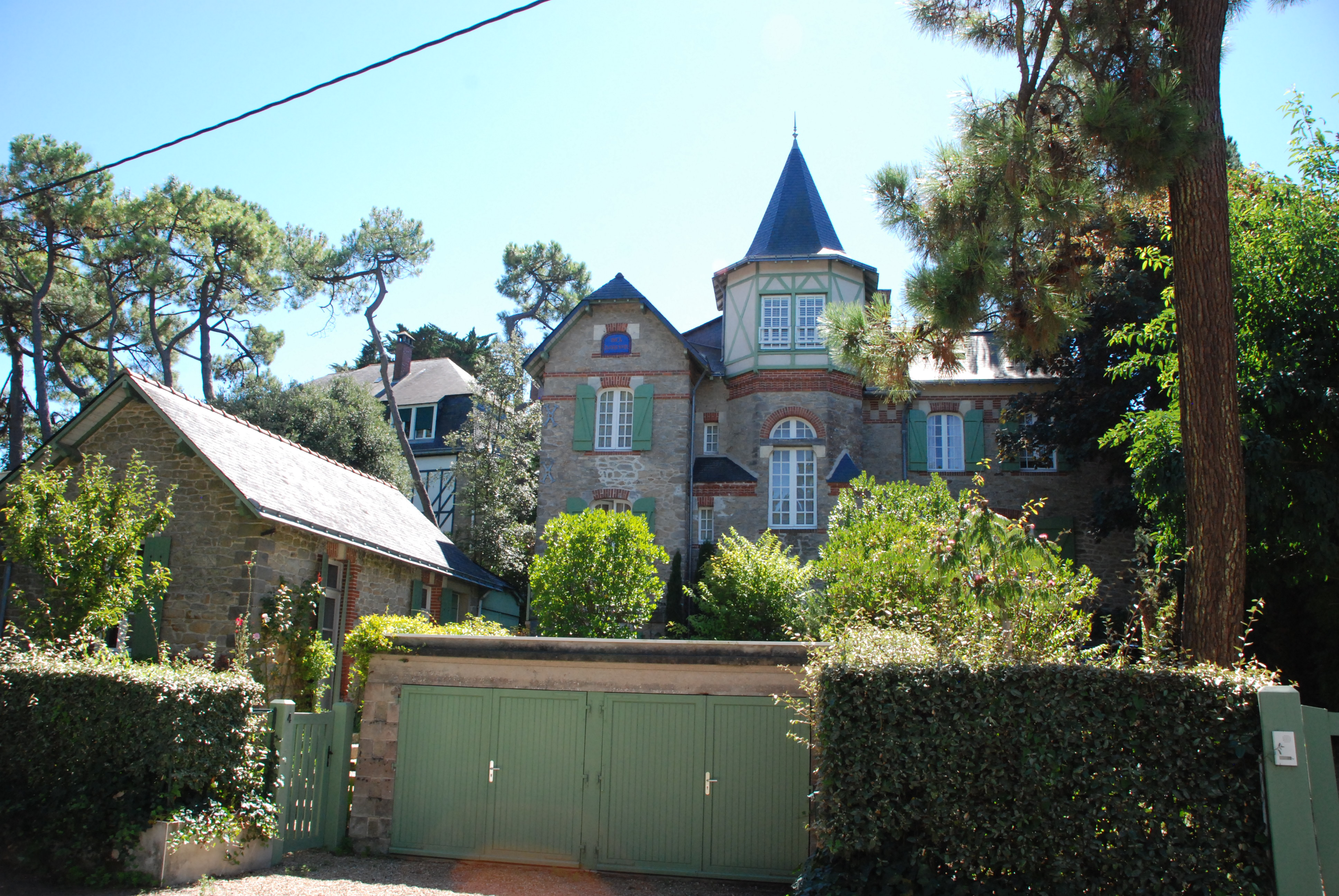
La villa Bel Horizon (1932), d’inspiration médiévale
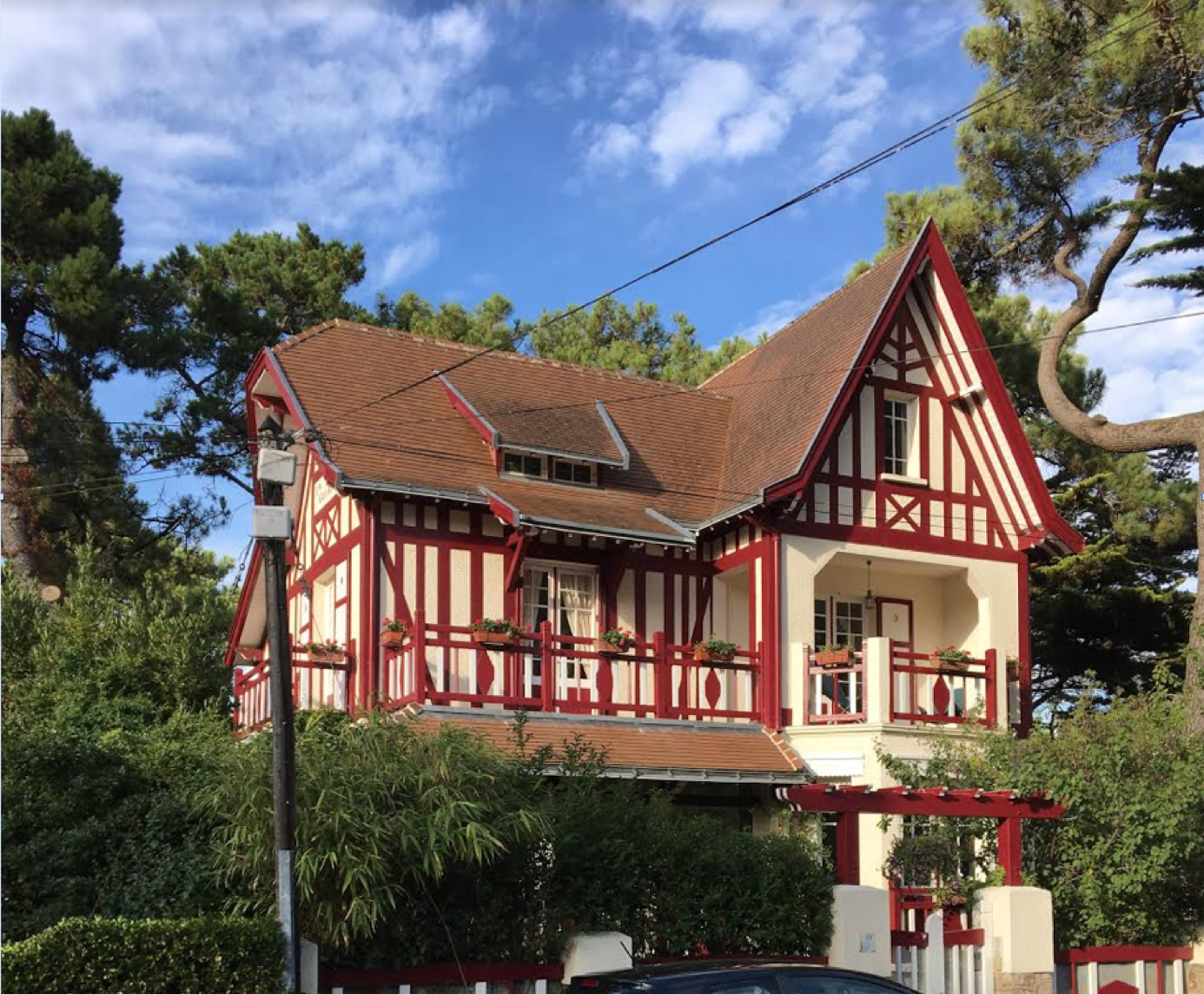
La villa La Glorita (1925), d’inspiration anglo-normande, de l’architecte Adrien Grave[65].
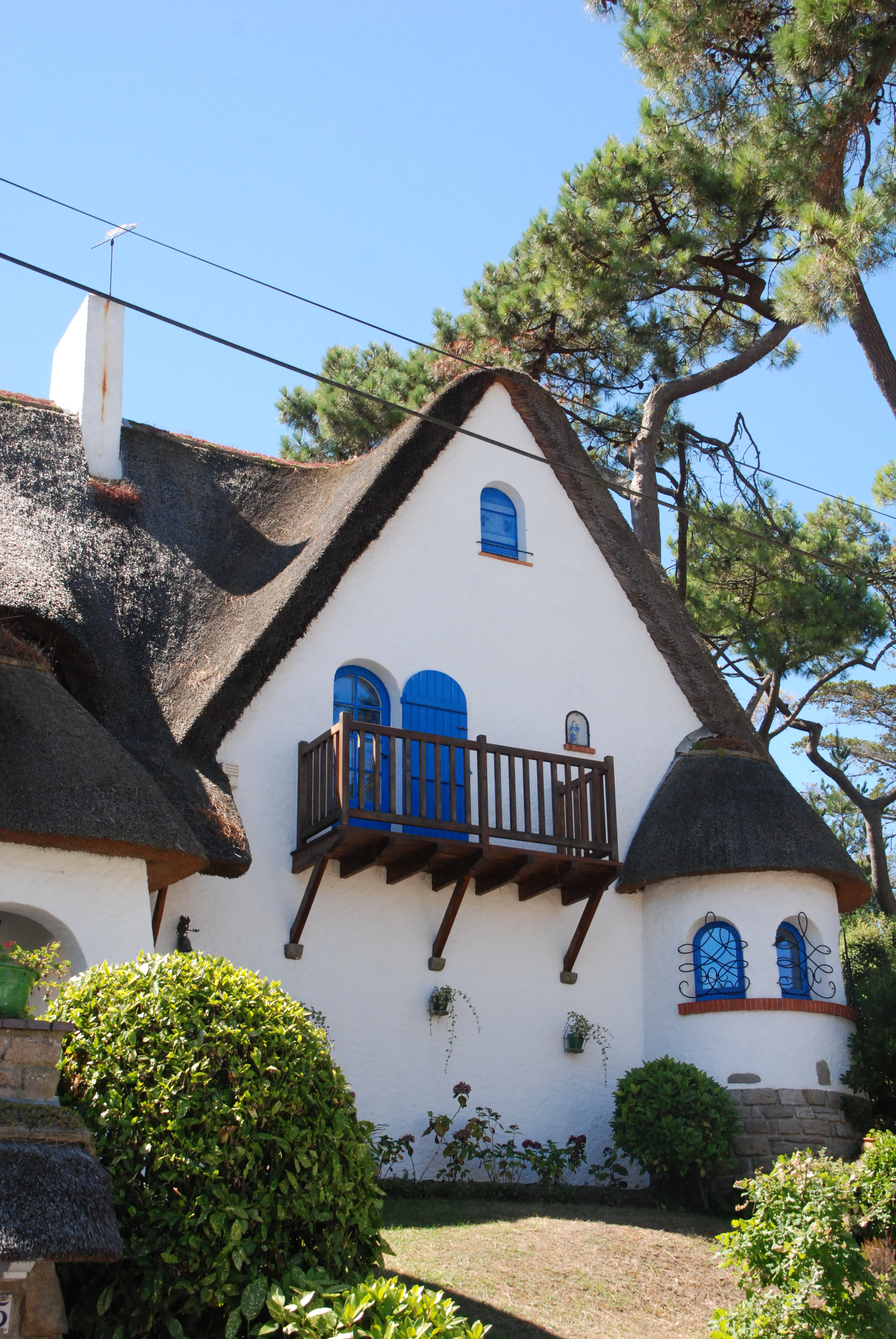
Villa d'inspiration brièronne.
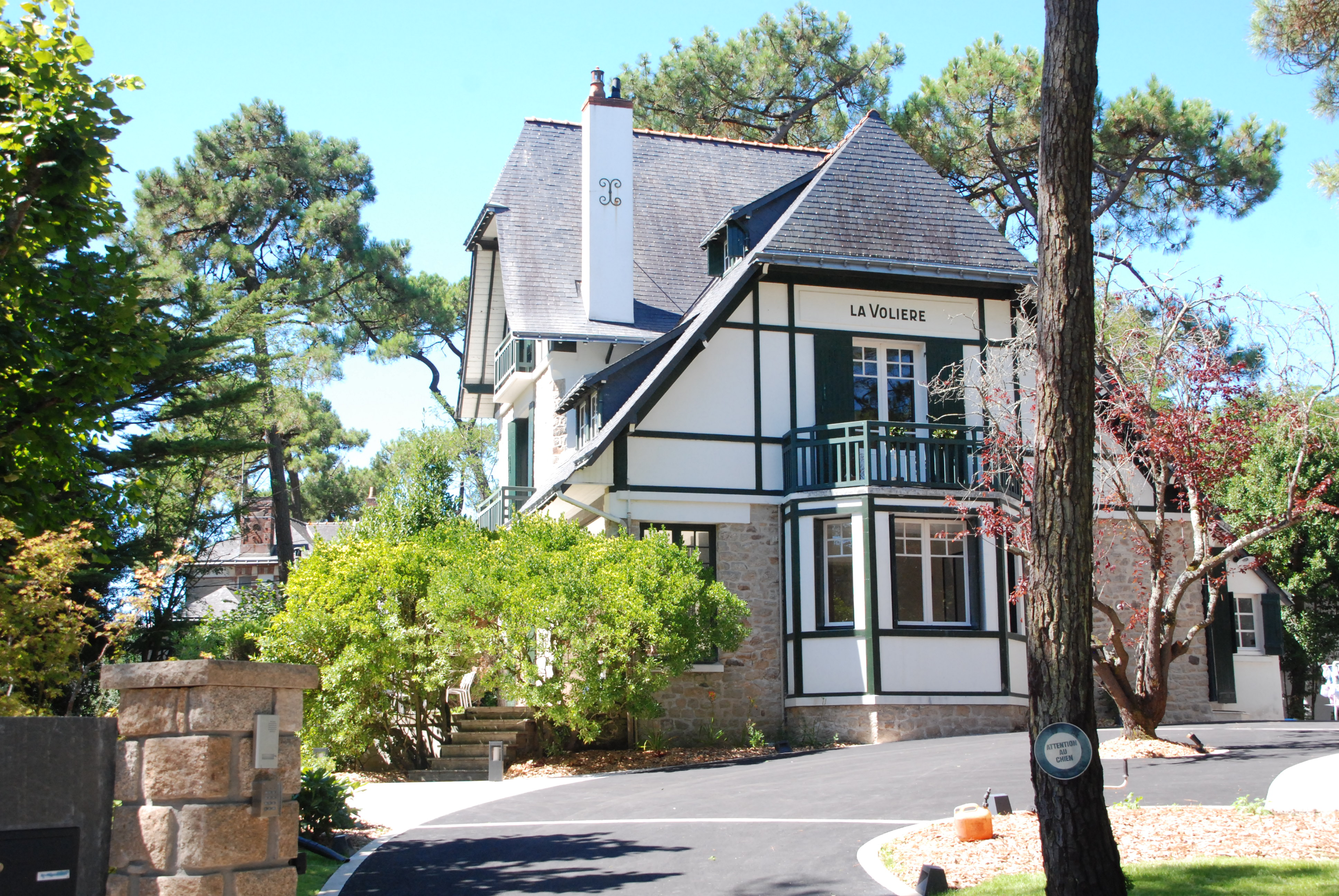
La villa La Volière, d’inspiration anglo-normande.
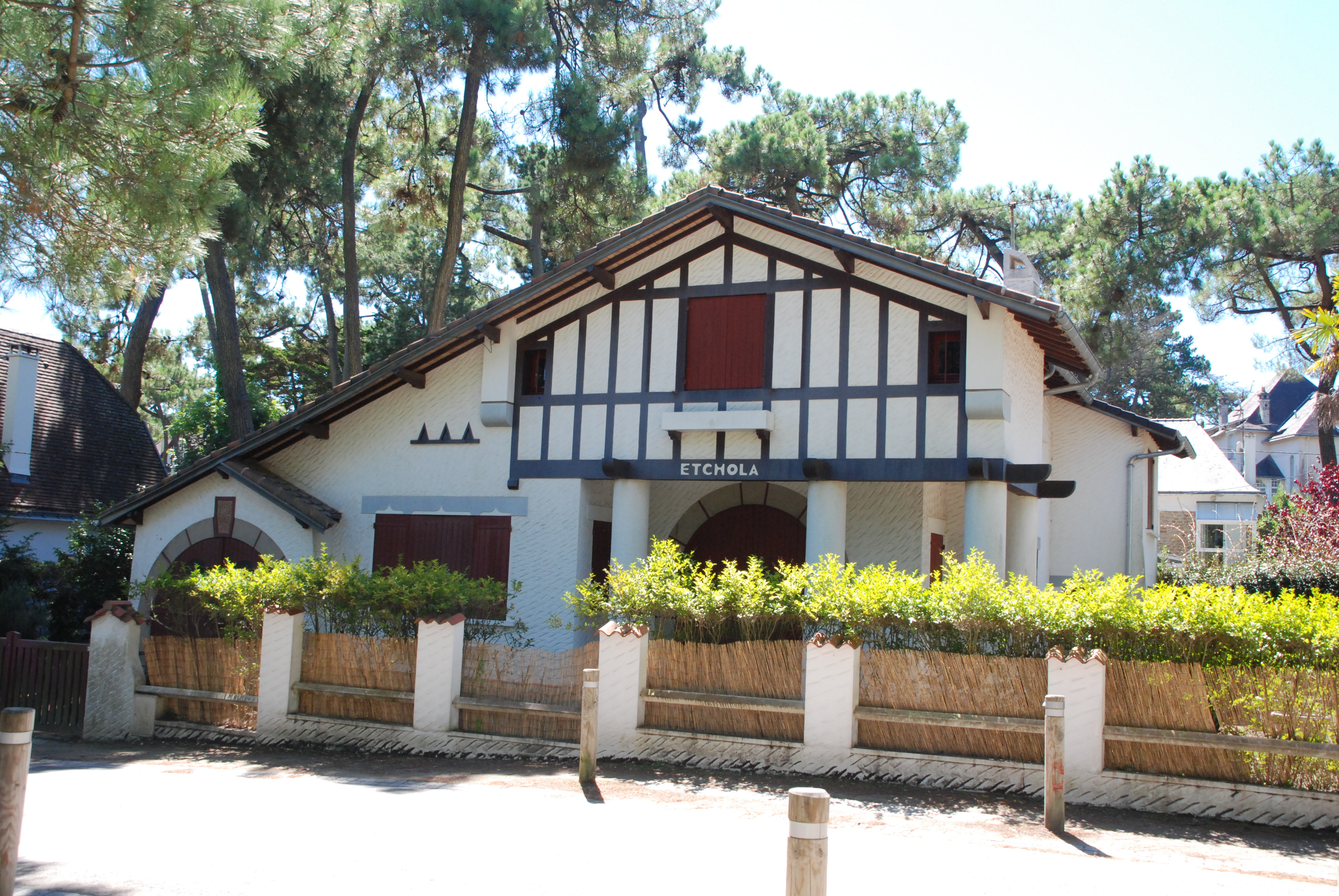
La villa Etchola, d'inspiration basco-landaise.

##### Les immeubles collectifs
C’est principalement durant la seconde partie du XXe siècle que les immeubles collectifs se développent à La Baule-Escoublac, concentrés essentiellement sur le front de mer.
L’hébergement hôtelier est, à partir des années 1950, supplanté par la préférence donnée au studio, agrémenté d’une terrasse, d’un balcon ou d’une loggia face à la mer.
Le Bellevue Building, immeuble de 7 étages fait en 1928 figure de précurseur ; viennent ensuite Le Constellation (1959, dessiné par Philippe Louis), le Panorama et Les Héliades (1960) et le Spendid (1962). Le Santa Clara, également nommé « La Vague », à la limite est avec Pornichet, date de 1979 ; il est signé de Pierre Doucet.
À partir des années 1980, les balcons se font plus transparents et les baies vitrées couvrent en totalité les façades, par l’utilisation du verre et du Plexiglas (marque déposée).

### Morphologie urbaine

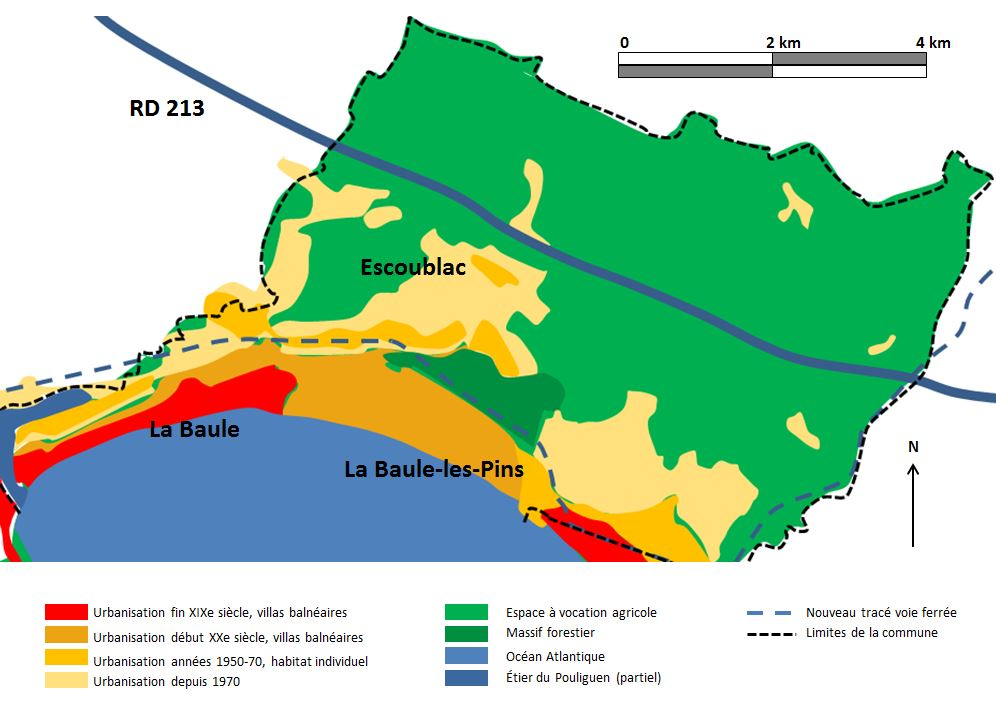
Morphologie de la commune.

La commune de La Baule-Escoublac est une commune faisant partie de l’établissement public de coopération intercommunale Cap Atlantique, de l’unité urbaine de Saint-Nazaire, de l’aire urbaine de Saint-Nazaire, de la zone d’emploi de Saint-Nazaire et du bassin de vie de cette même commune.
Elle est principalement urbanisée sur deux secteurs, La Baule, station balnéaire située sur la baie du Pouliguen et le bourg d'Escoublac, le long de la RD 213 ou route bleue.
Escoublac est le nom du village où les habitants s'installent en 1779 après que le premier bourg a été enseveli par les dunes et abandonné en 1527. Peu dense, la zone est essentiellement pavillonnaire.
La morphologie urbaine est en grande partie héritée des opérations de lotissement du XIXe siècle. Les cahiers des charges mis en place à partir de 1877 fixent en effet les règles d’implantation des villas et de cession à la commune d’espaces destinés à la création de jardins publics, la part des espaces libres et boisés au sein des lotissements — au moins un quart de la surface totale du lotissement —, la taille minimale des parcelles et les essences végétales dans les espaces publics.
La richesse du patrimoine architectural, urbain et paysager a justifié la mise en œuvre d’une zone de protection du patrimoine architectural, urbain et paysager (ZPPAUP), créée par l’arrêté préfectoral du 10 mai 2006. Cet outil a ensuite été transformé en aire de mise en valeur de l'architecture et du patrimoine (AVAP), servitude d'utilité publique ayant pour objet de « promouvoir la mise en valeur du patrimoine bâti et des espaces » et instituée par la loi Grenelle II du 12 juillet 2010.
Résultant de ce dispositif, trois secteurs sensibles, nécessitant une protection, ont été déterminés. Il s’agit du secteur urbain du « quartier des villas », du front de mer et enfin, d’un îlot non bâti, avenue de la Mer, destiné à accueillir un ensemble hôtelier lié à un projet de balnéothérapie.

#### La bande littorale
La bande littorale, d'une profondeur de 200 à 800 m sur une longueur de 6 km est entièrement urbanisée. Elle comprend le front de mer et le quartier des villas.
Le front de mer se présente en une bande de 30 à 80 m de large, longue de 5 km ; il couvre un peu moins de 2 % de la superficie communale. Son architecture est caractérisée par la présence d'une majorité d’immeubles d’habitations collectives — datant pour l’essentiel de la seconde moitié du XXe siècle — et de quelques villas anciennes.
Le quartier des villas couvre près de 18 % du territoire communal. Il se développe progressivement, sous la forme de lotissements, à partir du XIXe siècle. Il intègre une pinède, en grande partie en domaine privé.

#### Les quartiers urbains

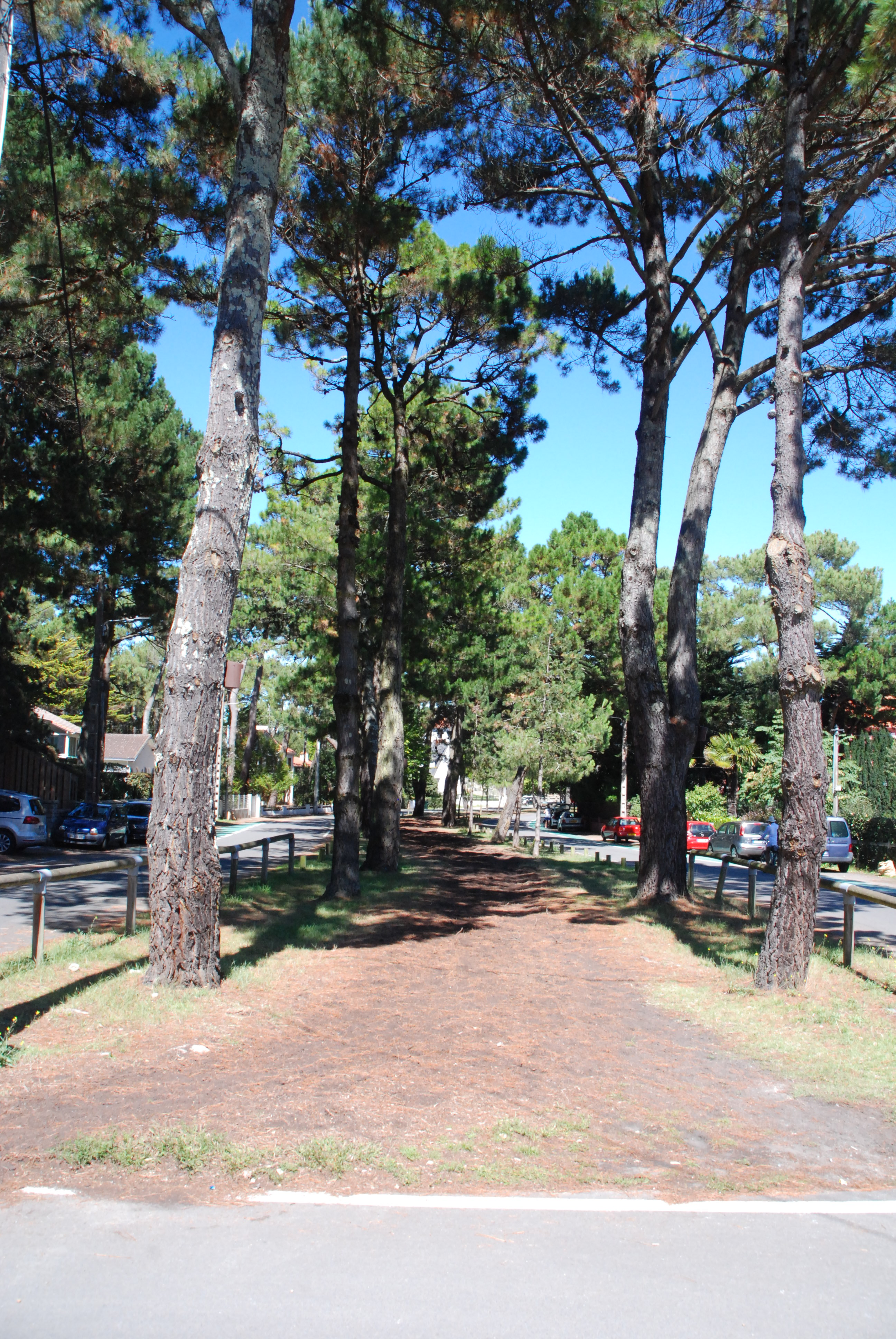
L'allée cavalière.

Le centre-ville de La Baule s'articule autour du marché, des avenues du Général-de-Gaulle et du Maréchal-de-Lattre-de-Tassigny, de la mairie, de la gare et de la grande poste. Il respecte la structure des anciens lotissements de MM. Hennecart et Darlu datant de 1878.
Le quartier de la plage Benoît est situé à l'ouest du centre-ville. Il s'étend jusqu'au port de La Baule-Escoublac - Le Pouliguen. Les grands hôtels, l'Hermitage Barrière, le Royal-Thalasso, le Castel Marie-Louise et le Majestic,, y sont implantés, ainsi que le casino et le centre des congrès Atlantia.
Les quartiers du nord-ouest sont reliés au centre-ville par le pont du boulevard du Docteur-Chevrel qui se termine au rond-point de la place des Salines. Tout près commence la piste cyclable établie sur le parcours de l'ancienne ligne de chemin de fer de La Baule à Guérande. À l'ouest se trouve le quartier des Salines, avec la zone commerciale des Salines, située sur le territoire de Guérande. Dans le secteur baulois (rue des Salines, rue des Floralies), se dressent quelques bâtiments publics (salle des fêtes, salle omnisports, MJC, boulodrome, locaux centraux de la communauté d'agglomération de la Presqu'île de Guérande Atlantique) et un quartier résidentiel, notamment la cité des Floralies. Ce quartier dispose d'une passerelle cyclable pour l'accès au centre-ville. À l'est, le long de la voie ferrée, sont situés les équipements collectifs de la rue Jean-Mermoz : le cimetière, un poste EDF, un poste GDF, les ateliers communaux. Un peu plus au nord se trouvent le quartier de Beslon (commune de Guérande), la zone industrielle de Beslon, la déchèterie de La Baule-Escoublac, l'étang de Prémaré près duquel il y avait dans l'après-guerre une cité de logements provisoires qui a été supprimée après la construction des immeubles de la cité des Rochers.
Le secteur du Garden Tennis est constitué de lotissements qui se sont créés autour de l'ancienne gare. Il regroupe les quartiers Saint-Clair, de l’Hallali et celui des prénoms féminins.
Le quartier — anciennement village d'Escoublac — au nord-est du centre-ville, jouxte Saint-André-des-Eaux, Guérande et La Baule-les-Pins dont il est séparé par la forêt d'Escoublac.
La Baule-les-Pins est un quartier plus résidentiel situé à l'est de La Baule-Centre. On y trouve un axe commerçant, l'avenue Louis-Lajarrige — qui menait autrefois à la gare maintenant déclassée — (seule une halte SNCF pour les TER a été conservée), la place des Palmiers au tracé en étoile, le rond point de Rennes, le parc des Dryades et la piscine municipale. Le quartier est contenu à l’ouest par l’allée dite « cavalière », longue de 2 km, épine dorsale plantée d'arbres en son milieu, d’où part un réseau de voiries tertiaires. Il correspond à l’ancien lotissement du Bois d’Amour. Le quartier se distingue par des avenues larges et des parcelles de grande taille avec des villas respectant un alignement précis. La topographie n’a pas été modifiée ou aplanie.
Le quartier du Guézy — « La Baule-est » sur certains panneaux de signalisation — est un secteur urbanisé situé au nord de la voie ferrée Nantes-Le Croisic et à l'est de la forêt d'Escoublac et de l'aérodrome de La Baule-Escoublac. Ce secteur, assez peu structuré avec sa mairie annexe-agence postale avenue Saint-Georges, sa maison de quartier, son groupe scolaire primaire et le collège Éric-Tabarly éloignés les uns des autres, est principalement résidentiel. Son pôle commercial est le quartier de la gare de Pornichet. Le versant de la dune a connu une urbanisation balnéaire dès l'avant-guerre (villas), mais de niveau plus modeste qu'à La Baule-les-Pins. L'urbanisation récente (lotissements) sur le plateau a absorbé d'anciens hameaux (Nérac, la Ville Halgand, Cuy, la Ville aux Fèves, la Ville Massonnet) et atteint au début du XXIe siècle ceux de Brédérac et du parc Nicol.

#### Les quartiers ruraux
Ils sont constitués par un bocage ancien, la forêt d’Escoublac, une frange urbaine et l’aérodrome d’Escoublac.
Le bocage recouvre près de la moitié du territoire de la localité, au nord de la route dite d’Escoublac.
Le domaine de Lesnerac, au nord-est de la commune, fait partie de ce bocage, tout comme le domaine de la Saudraie (Sauldraie ou Sauldraye) au nord de la RD 213.
Le bocage est un secteur agropastoral où l'urbanisation se limite à quelques exploitations agricoles isolées.
La frange urbaine est constituée des espaces urbanisés situés entre la RD 213 et la voie de chemin de fer, s’étendant sur près de 25 % du territoire de la commune. Il s’agit d'un tissu hétérogène peu boisé qui regroupe le bourg d’Escoublac et sa périphérie.
À l’est de cet ensemble et au sud de la RD 392 se trouve l’aérodrome d’Escoublac, représentant 3 % du territoire de la commune. Il est entouré d'un cordon très boisé.
La forêt d’Escoublac, au sud-est de l’aérodrome et au nord de la voie ferrée, s’étend sur une surface équivalente à celle de l’aérodrome. Elle est constituée en majorité de pins — Pin maritime (Pinus pinaster), Pin d’Alep (Pinus halepensis), Pin laricio de Corse (Pinus nigra var.' corsicana) — mais également de Cyprès de Lambert (Cupressus macrocarpa) et de chênes verts (Quercus ilex).

### Logements

#### Statistiques actuelles
En 2014, le nombre total de logements dans la commune était de 22 133, alors qu'il était de 21 631 en 2009.
Parmi ces logements, 36,8 % étaient des résidences principales, 58,4 % des résidences secondaires et 4,8 % des logements vacants. Ces logements étaient pour 39,6 % d'entre eux des maisons individuelles et pour 59,2 % des appartements.
La proportion des résidences principales, propriétés de leurs occupants était de 71,2 %, en progression par rapport à 2009 (70,2 %). La part de logements HLM loués vides était de 4,3 % contre 5,2 %, leur nombre étant en forte diminution, 352 contre 437.
Des statistiques précédentes, il ressort que l'habitat en 2014 est majoritairement collectif, et que les logements individuels sont une minorité.
La commune ne respecte pas la loi SRU (elle ne compte que 7 % de logements sociaux) et subit donc des amendes importantes, et majorées, à hauteur d'environ 800 000 euros en 2022,.

### Planification de l'aménagement
Dans le cadre de sa politique d'amélioration des accès routiers, La Baule-Escoublac fait l’objet d’un projet de pôle d'échanges multimodal (PEM), (initié par l'État, la région des Pays de la Loire, les conseils départementaux de la Loire-Atlantique et du Morbihan, la SNCF et Réseau ferré de France (RFF), Cap Atlantique et la ville). Ce projet est mené par Cap Atlantique et la commune, et vise à favoriser les transports en commun et les « circulations douces », à améliorer les conditions de circulation automobile et à rehausser la qualité esthétique du quartier concerné. À terme c'est l'ensemble du quartier de la gare qui doit bénéficier d'une restructuration.
La mairie de La Baule-Escoublac est confrontée à un problème de saturation des cimetières existants et de contraintes hydrogéologiques entravant les inhumations en pleine terre. Depuis 1996 le projet d'un cimetière paysager existe, la mairie a réservé une parcelle lors de la révision du plan d'occupation des sols en 1999, et le conseil municipal a approuvé sa définition technique en 2002. La zone choisie couvre 11,5 hectares et est située à l'est du bourg d'Escoublac, entre la route bleue et l'aérodrome.
Le plan d'occupation des sols (PLU) de la localité, qui a été approuvé par les délibérations du conseil municipal du 22 février 2013 et dont la révision a été soumise lors de la réunion du conseil municipal du 20 novembre 2015, est encadré par des contraintes fortes. Celles-ci proviennent essentiellement de la réglementation qui interdit les constructions nouvelles hors des espaces déjà urbanisés de la commune — loi relative à l'aménagement, la protection et la mise en valeur du littoral de 1986 dite loi littoral —, des décisions prises à la suite de la tempête Xynthia, qui interdisent toute construction dans des zones où la hauteur du sol est inférieure à 3,20 mètres, et enfin d’un schéma directeur des eaux pluviales, datant de décembre 2011, qui limite l’urbanisation dans des bassins versants fragiles telle celui de La Torre,.
La Baule-Escoublac est intégrée au schéma de cohérence territoriale (SCOT) arrêté par la communauté d'agglomération de la Presqu'île de Guérande Atlantique le 26 mars 2011 ; le SCOT est en cours de révision afin de s'adapter aux lois Grenelle et devrait rendre ses conclusions courant 2020.

### Voies de communication et transports

#### Réseau routier

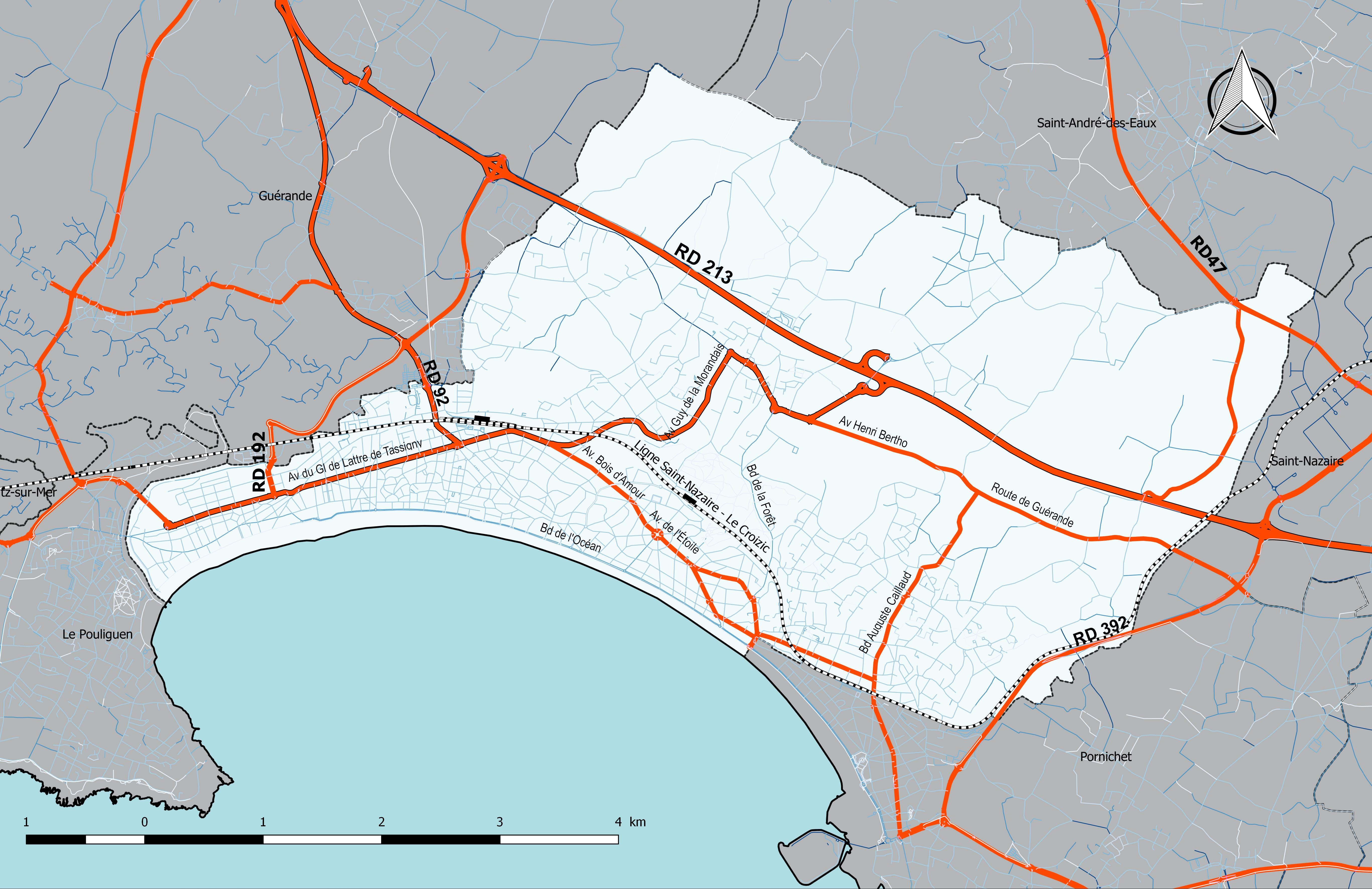
Carte des principales voies de communication

La ville de La Baule-Escoublac est desservie par la route départementale 213 (RD 213) surnommée la Route bleue. Cette départementale reliant Les Moutiers-en-Retz à Guérande constitue un axe majeur qui longe une grande partie du littoral de la Loire-Atlantique. Elle conclut l’extrémité ouest de la route nationale 171 transférée au département par l’acte II de la décentralisation,. En 2011, le trafic moyen annualisé de cette portion de route bidirectionnelle 2x2 voies s’élève à 15 000 véhicules par jour, à comparer aux 30 000 véhicules journaliers à la sortie de Saint-Nazaire.
La ville est aussi traversée par la route départementale 92, formée par les avenues du Maréchal-De-Lattre-de-Tassigny, du Bois-d'Amour, de l'Étoile et du Rhuys, permettant de relier Le Pouliguen à Pornichet via le centre de La Baule et de desservir la gare.

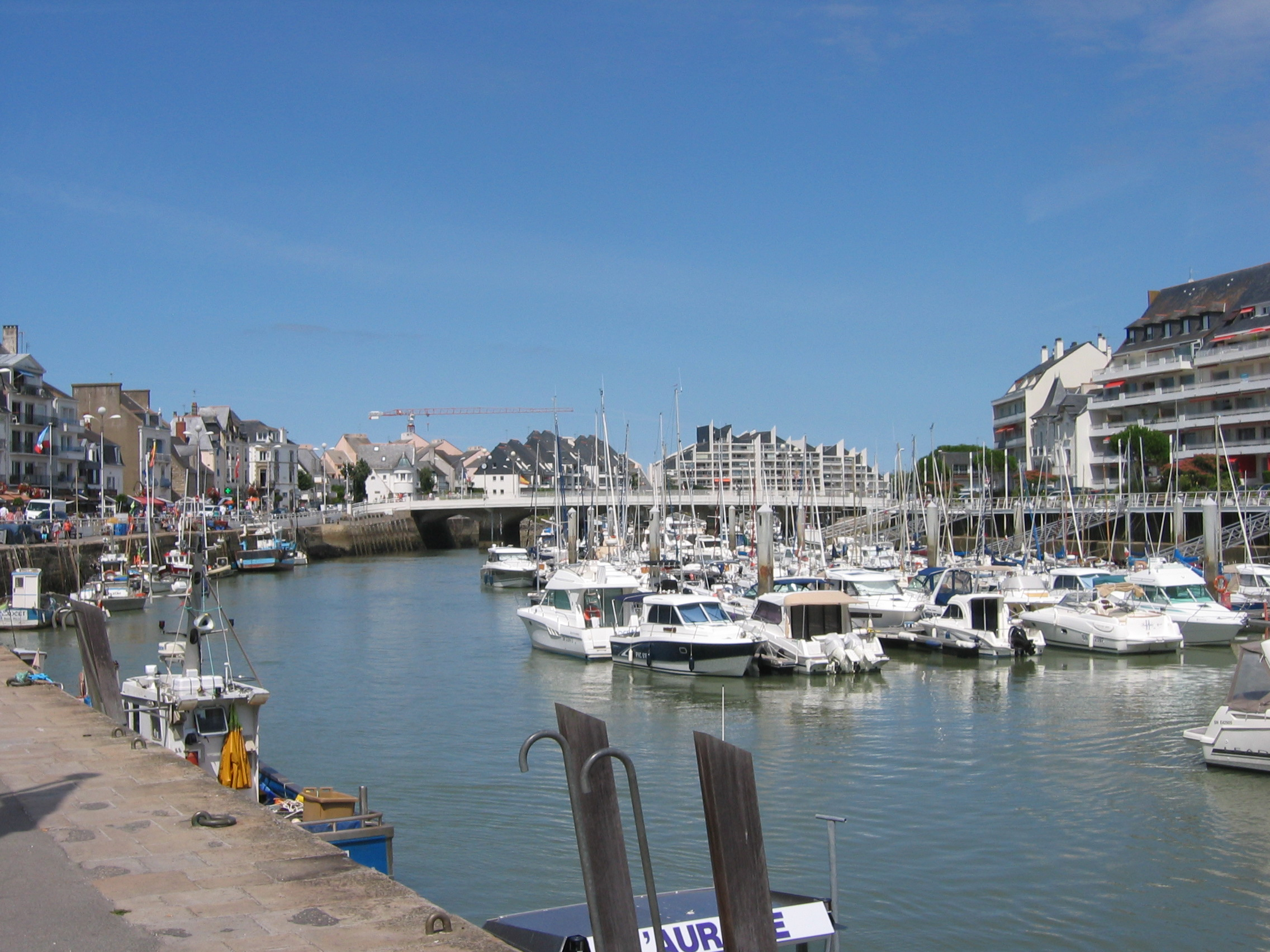
Le pont qui prolonge le boulevard Guy de Champsavin en direction du Pouliguen, en arrière-plan du port de plaisance.

L'avenue Charles-De-Gaulle et l'avenue Lajarrige, perpendiculaires aux RD 213 et RD 92, constituent les principales rues commerçantes de La Baule. Elles aboutissent toutes les deux aux boulevards longeant le front de mer.
Deux ponts relient la localité au Pouliguen. Le premier remplace en 1853 le bac qui traversait l’étier du Pouliguen au niveau de l’avenue De Lattre. Il s’agit à l’origine d'un pont fixe avec travée mobile pour permettre le passage des bateaux. Il demeure à péage jusqu’à son rachat par le département le 16 novembre 1879. Il est élargi en 1933, l’arche mobile ayant été désaffectée à partir de 1926.
Un second pont se dresse face à l’avenue de Champsavin ; il est ouvert à la circulation le 29 janvier 1961.
La ville est desservie par le dispositif Vélocéan, itinéraire cyclable de type véloroute du département de la Loire-Atlantique permettant de découvrir le littoral atlantique.

#### Réseau ferroviaire

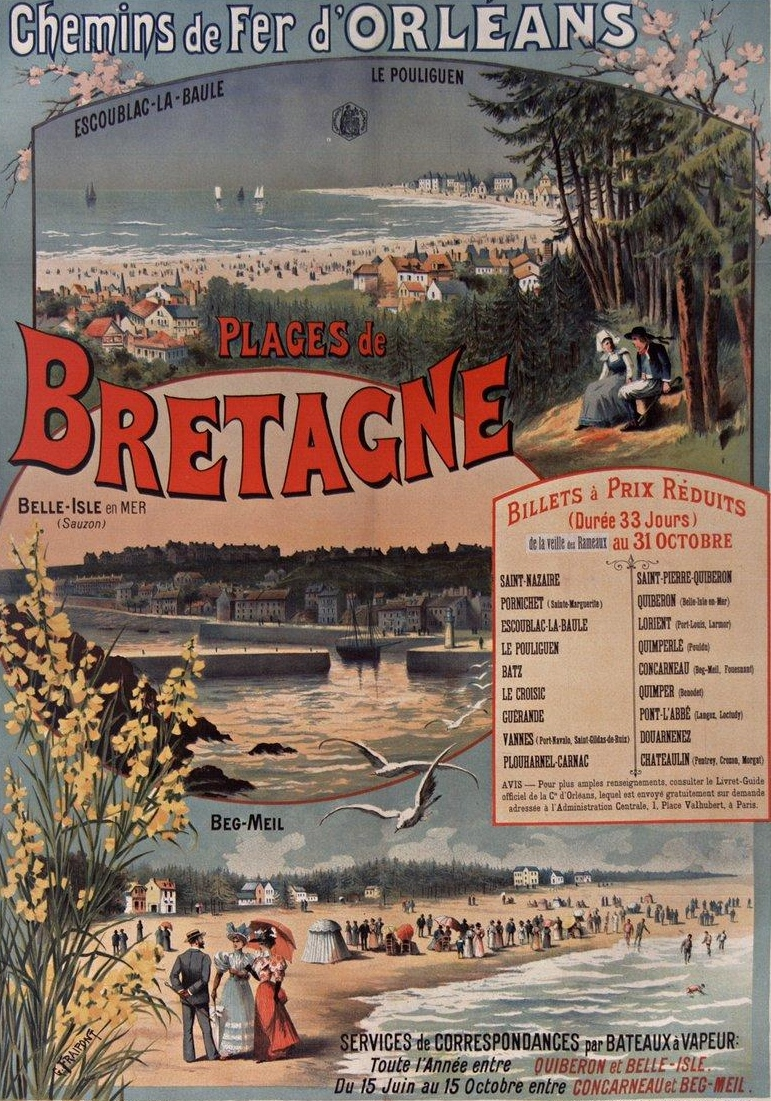
Affiche de la Compagnie du chemin de fer de Paris à Orléans, avec un arrêt à Escoublac-la-Baule (1896).

La Baule-Escoublac possède deux gares : La Baule-Escoublac, située à la Baule, et La Baule-les-Pins, implantée à l'est de la ville. Elles sont traversées par la ligne Saint-Nazaire - Le Croisic en prolongement de la grande radiale en provenance de Tours.
Le premier train s'arrête dans la gare de La Baule-Escoublac le 11 mai 1879, date de la mise en service des lignes de Saint-Nazaire au Croisic et d’Escoublac-La Bôle (la graphie au pour Baule n’est définitivement choisie qu’en 1896) à Guérande. La gare est due aux architectes Adrien Grave et Roger Pons.
La ligne est cédée par l'État à la Compagnie du chemin de fer de Paris à Orléans par une convention signée entre le ministre des Travaux publics et la compagnie le 28 juin 1883. Cette convention est approuvée par une loi le 20 novembre suivant.
La première ligne emprunte une voie qui longe la plage. Guillaume Apollinaire qui habite la villa Printania du 22 au 27 août 1913 écrit :

« […] Nous sommes tout au bout du pays et ce pays est pour ainsi dire sans rues […] le chemin de fer est tout près et le premier train me réveille à sept heures du matin […]. »

— Lettre d’Apollinaire d’août 1913.
En 1885, après le développement de la station balnéaire, il est envisagé la création d'une ligne à voie étroite de 0,60 m entre Le Pouliguen et Pornichet. Le 19 juillet 1887 la ligne est mise en place entre le Pouliguen et La Baule-Escoublac, puis prolongée le 21 juin 1891 jusqu'à Pornichet. La ligne surnommée « Trait d'Union » ferme en 1902 pour être remplacée par des bus l'année suivante. Le 14 juillet 1904 un second service de tramway est mis en place sur une nouvelle voie, l'ancienne étant supprimée avec la mise en place des remblais. Surnommée Navette, cette nouvelle ligne débute devant la villa Suser au Pouliguen et s'achève à l'hôtel Robert à La Baule-Escoublac. Le service est définitivement fermé le 2 août 1914.
La décision ministérielle décidant de la déviation de la ligne de chemin de fer et du déplacement de la gare date du 26 février 1926. Le ministre des Travaux, André Tardieu inaugure les nouvelles réalisations, ligne et gare, le 31 juillet 1927.
La gare de La Baule-Les Pins, créée pour desservir le nouveau lotissement qui a entraîné le déplacement de ligne ferroviaire, est l’œuvre de l’architecte Fernand Colin. Elle est de style anglo-normand.
La Baule-Les Pins est une halte voyageurs du réseau TER Pays de la Loire, desservie par des trains express régionaux de la relation Nantes - Saint-Nazaire - Le Croisic (ligne 01).
Le 24 septembre 1989 est mise en service la ligne TGV Paris-Nantes-Le Croisic permettant de relier La Baule-Escoublac à Nantes en une heure et Paris en trois heures. La gare de La Baule-Escoublac connaît en été un accroissement de 25 à 40 % du trafic d’hiver. Cette ligne ferroviaire est parcourue en 2011 par 12 à 13 trains par jour, TGV compris dans chaque sens de Nantes au Croisic. Une étude de 2005, menée pour la DRE des Pays de Loire et la DDE 44, et titrée « les gares ferroviaires comme leviers de projet de territoire », met en relief le potentiel du TER et la nécessité d’un aménagement urbain autour des gares de La Baule-Escoublac et du Croisic, dans la perspective de la construction d’une intermodalité.

Les deux gares de la station balnéaire.
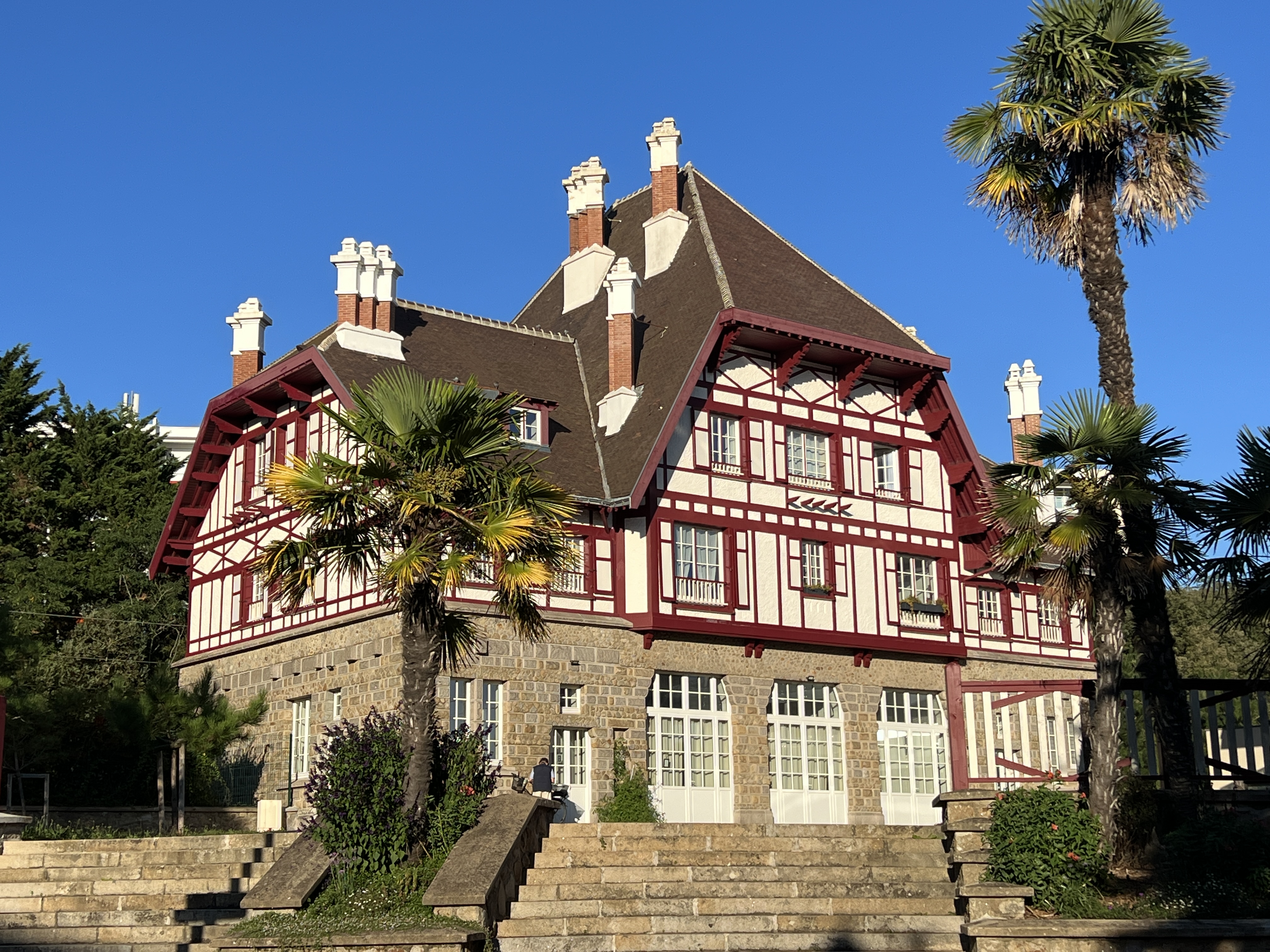
La gare de La Baule-les-Pins, dans les années 1930.
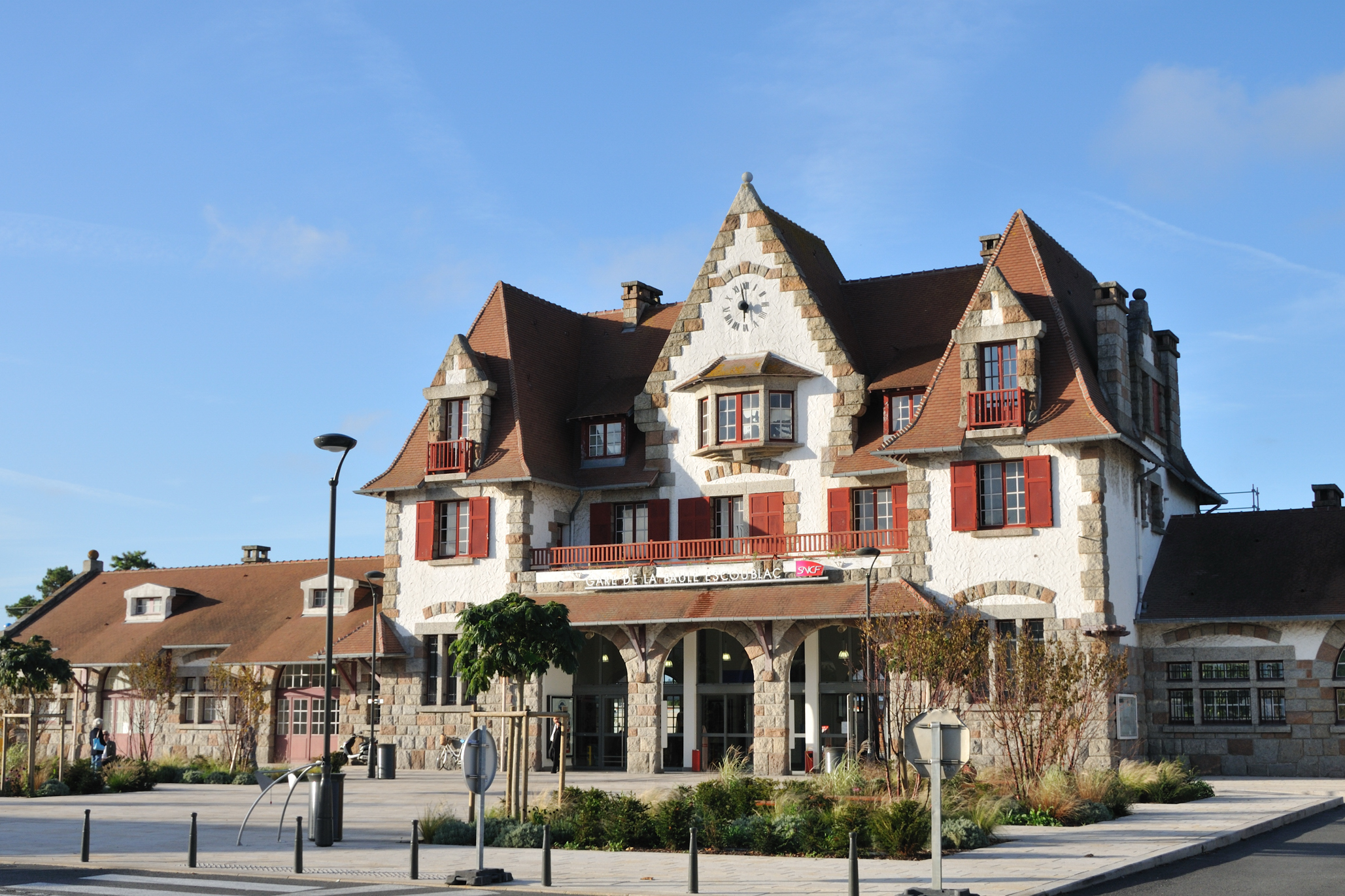
La gare de La Baule-Escoublac (2009).

#### Transport en commun routier
La Baule-Escoublac ne possède pas de réseau de transport en commun qui lui soit propre mais est desservie par les cars et bus du réseau Lila Presqu'île de la presqu'île guérandaise. Depuis septembre 2015, quatre lignes du nouveau réseau Lila Presqu'Île traversent la commune ; l'une relie Guérande à La Baule (ligne 1), une autre permet de rejoindre Le Croisic (ligne 6), la ligne 4 relie La Baule à La Turballe et Piriac-sur-Mer, une autre ligne enfin assure la jonction de la commune avec Pornichet et Saint-Nazaire (ligne L13, mutualisée avec le réseau Ycéo de la CARENE). La ligne 20 assure des déplacements à l'intérieur des limites de la commune.

#### Transport aérien
La ville possède un aérodrome situé à l'est de la commune (code IATA : LBY • code OACI : LFRE). Il est géré par le syndicat intercommunal de La Baule-Escoublac - Pornichet - Le Pouliguen. Il s'agit d'un aérodrome ouvert à la circulation aérienne publique (CAP),.
Cet aérodrome naît en 1917 pour les besoins de l’armée qui y stationne l’escadrille côtière 484 et trois hangars Bessonneau. Le premier vol entre Paris (Le Bourget) et Escoublac a lieu le 17 août 1918 et cette liaison postale va durer jusqu’au 10 janvier 1919,.
En 1926, les Ateliers et Chantiers de la Loire, alors fabricants d’avions militaires, achètent les 18 ha de l'ancien terrain d’aviation.
L’aéro-club est créé en décembre 1929 et le syndicat intercommunal — regroupant les intérêts de La Baule-Escoublac, Pornichet et Le Pouliguen — le 5 avril 1933. L’arrêté du ministère de l’Air du 22 novembre 1934 ouvre l’aérodrome à la circulation aérienne publique.
Le 25 août 1938, Air France inaugure une liaison directe et régulière La Baule - Paris - Londres,. L’aérodrome s’appelle désormais « aérodrome Maurice-Morin ». Cette ligne est interrompue en 1955 et l’aérodrome est alors classé « aérodrome saisonnier sur demande » puis, à partir de novembre 1955 « aéroport international doté d’un service saisonnier de douane, police et de santé ».

L'aérodrome de La Baule-Escoublac (sélection).
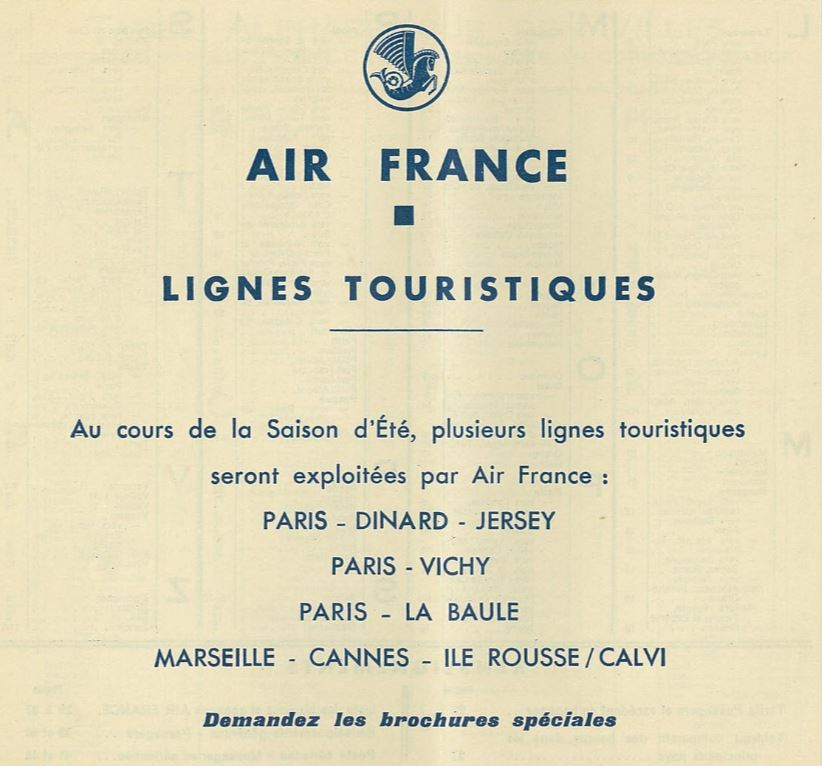
Feuillet publicitaire pour la ligne Paris-La Baule par Air France (1939).
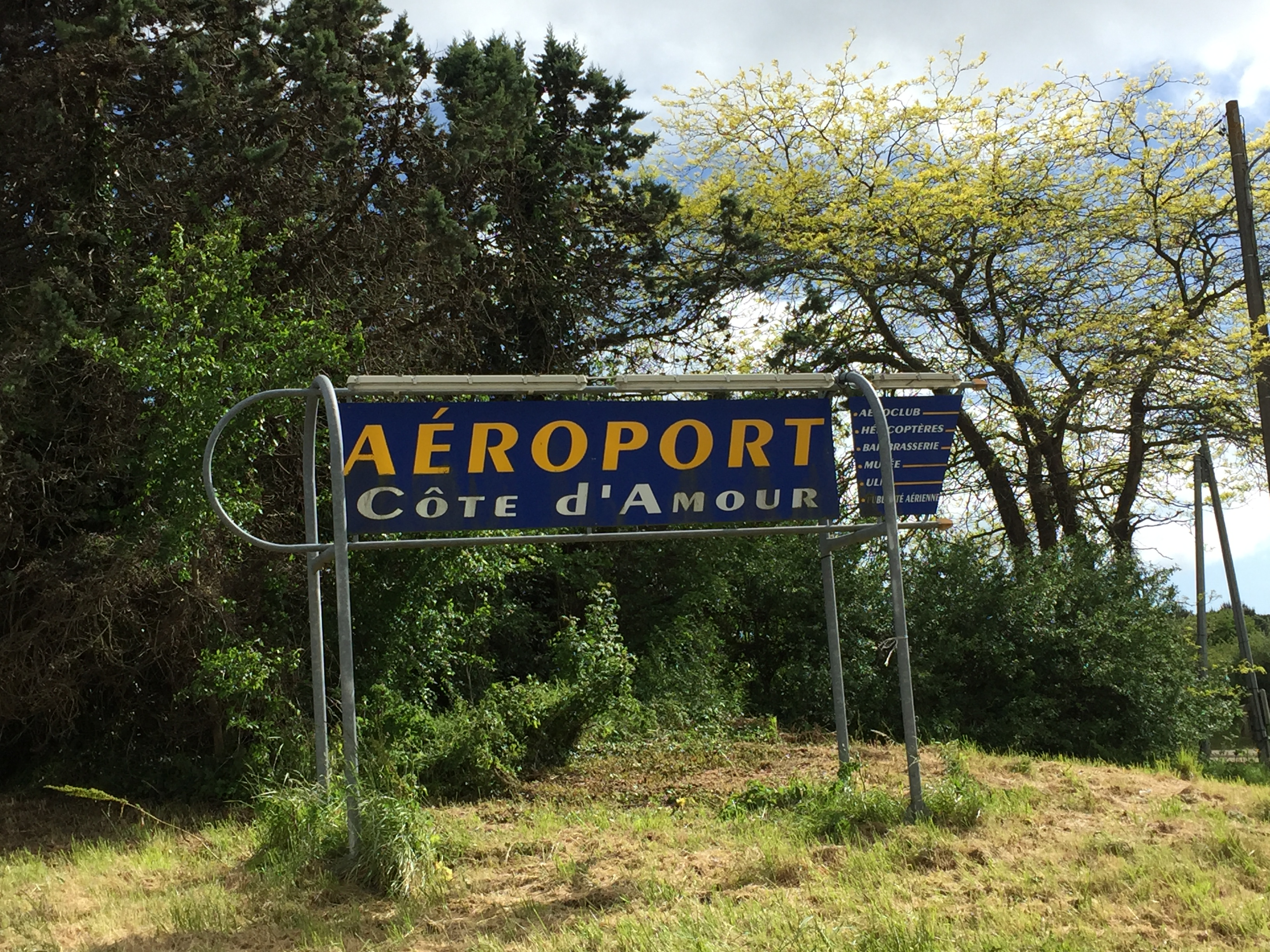
Entrée de l'aérodrome de La Baule - Côte d'Amour.
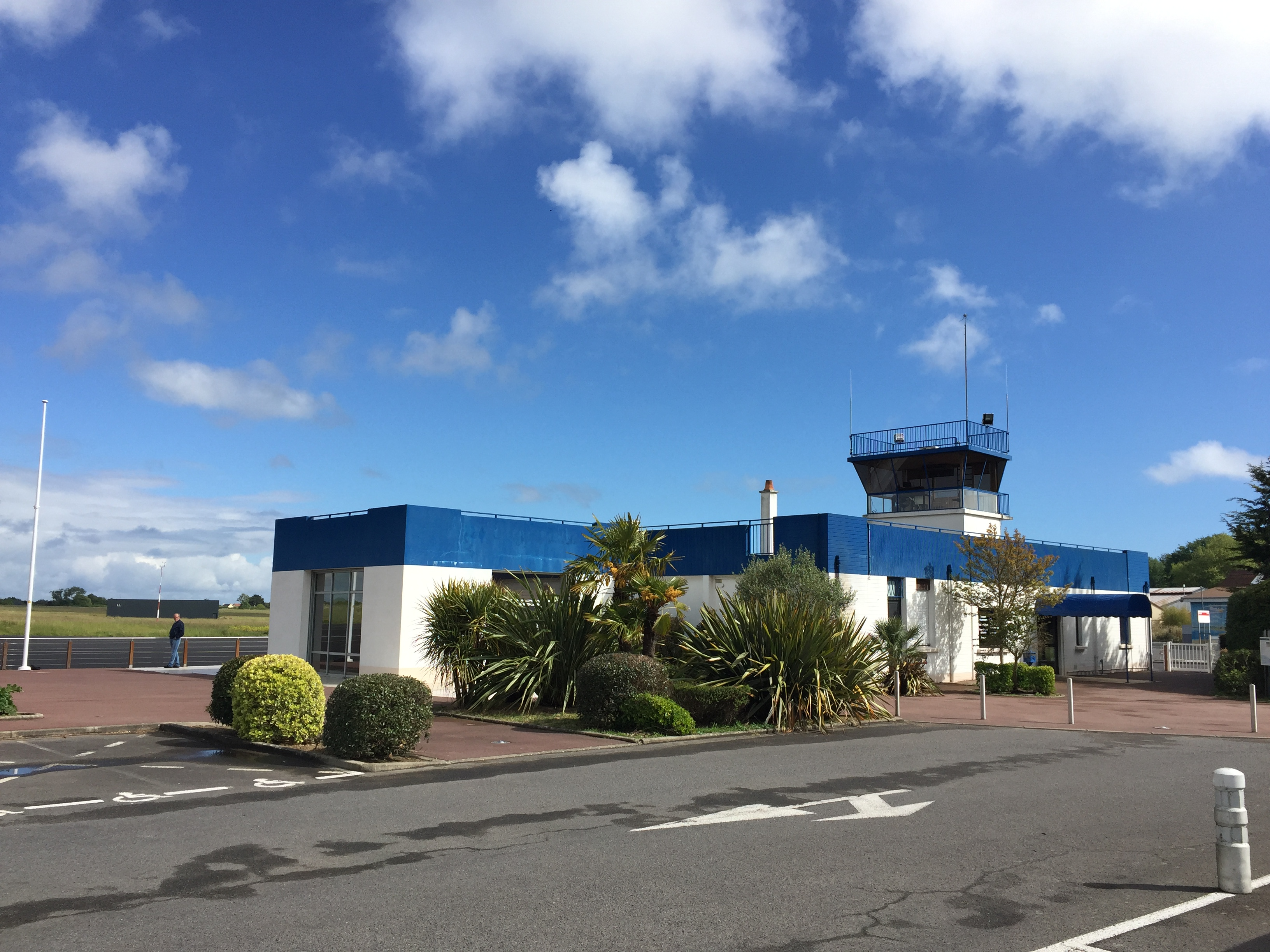
Club-house et tour de contrôle de l'aérodrome de La Baule-Escoublac en mai 2017.

### Risques naturels et technologiques
La commune est soumise aux risques majeurs suivants : inondation (submersion marine), feu de forêt, tempête et grain (vent), séisme et transport de matières dangereuses. Afin de pouvoir faire face aux catastrophes de manière efficace, la commune a arrêté le 24 mars 2010 un plan communal de sauvegarde (PCS) qui fixe l’organisation nécessaire à la diffusion de l’alerte, précise des consignes de sécurité, recense les moyens disponibles et définit la mise en œuvre des mesures d’accompagnement et de soutien de la population. Ainsi le PCS prévoit la mobilisation de 250 agents communaux sur 300 et de la quasi-totalité des élus qui doivent se référer à des fiches réflexes pour le pilotage des actions,. Afin d'informer la population sur ces risques majeurs, la commune a élaboré et diffusé en 2011 un document d'information communal sur les risques majeurs (DICRIM).

#### Inondations
Les inondations qui peuvent se produire à La Baule sont essentiellement de type submersion marine, par pénétration des eaux marines par l'étier du Pouliguen débouchant dans la baie du Pouliguen, à l'ouest de la commune. Selon l’orientation, la puissance des vents et la pression atmosphérique, une tempête est en effet susceptible d’entraîner une élévation exceptionnelle du niveau de l’océan (surcote marine) qui, venant s’ajouter à une marée de fort coefficient, peut entraîner ponctuellement la submersion de terrains généralement à l’abri de ce phénomène,. C'est en particulier ce qui s'est passé lors de la tempête Xynthia du 28 février 2010 qui a fait 47 morts et occasionné d'importants dégâts sur l’ensemble de la côte Atlantique. À La Baule, des surverses se sont produites sur les digues de protection de l'étier du Pouliguen et ont touché principalement les secteurs du palais des congrès d'Atlantia et du centre équestre,.
Le risque d'inondation est pris en compte dans l'aménagement du territoire de la commune par le biais du plan de prévention des risques du littoral (PPRL) de la presqu’île guérandaise - Saint-Nazaire qui a été prescrit en février 2011, à la suite précisément de la tempête Xynthia, approuvé le 13 juillet 2016 puis rectifié le 31 mars 2017. Le PPRL s'impose au plan local d'urbanisme de la ville (PLU) qui doit conditionner les autorisations de construire selon les risques et le plan de zonage défini. Certains quartiers, en zone rouge ou orange, deviennent inconstructibles et des dispositions imposent pour certaines habitations existantes la réalisation d'une pièce-refuge,.
Parallèlement, en application de la directive inondation du 23 octobre 2007 qui vise à créer un cadre commun permettant d'évaluer et de réduire les risques d'inondation sur le territoire de l'Union européenne, une évaluation du risque d'inondation a été entreprise en France en 2011 au niveau de chaque bassin hydrographique dont le bassin Loire-Bretagne et a permis de dresser une cartographie des différentes zones inondables. Sur le bassin Loire-Bretagne, 20 territoires à risques importants d'inondation (TRI) ont été arrêtés par le préfet coordonnateur de bassin le 26 novembre 2012,. Pour le département de la Loire-Atlantique, deux TRI ont été retenus : celui de Saint-Nazaire – Presqu’île de Guérande (8 communes dont La Baule-Escoublac) et celui de Nantes (11 communes). Dans ce cadre une stratégie locale de gestion du risque d’inondation (SLGRI) a été définie débouchant sur un Programme d’actions de prévention des inondations dénommé « PAPI du littoral de Cap Atlantique » approuvé par le Conseil communautaire de la CA Cap Atlantique le 14 mars 2013 et labellisé au niveau national par la commission mixte inondation le 10 juillet 2013,. Une des actions consiste en un important renforcement des digues de l'étier du Pouliguen sous maîtrise d'ouvrage du SIVU du port de pêche et de plaisance.
Six arrêtés reconnaissant l'état de catastrophe naturelle ont été pris pour la commune de La Baule-Escoublac à la suite d'inondations entre 1988 et 2016 et un pour chocs mécaniques liés à l'action des vagues (Xynthia en 2010).

#### Autres risques
Les espaces boisés représentent environ 475 hectares sur la commune de La Baule-Escoublac, soit près de 17 % du territoire communal et sont soumis à l'aléa feu de forêt. Plus du tiers de ces espaces se localisent dans la partie sud de la commune, c’est-à-dire sur la bande littorale urbanisée, accentuant le risque de départs de feux.
Le risque de mouvements de terrain consécutifs à la sécheresse est dû à des phases de retrait-gonflement des argiles pouvant fragiliser les fondations des bâtiments. La partie nord de la commune est en aléa moyen. Un arrêté reconnaissant l'état de catastrophe naturelle a été pris pour la commune en 1989 pour une problématique de mouvements de terrains.
Les aléas climatiques pouvant affecter la commune sont des épisodes de tempêtes venteuses (vents dépassant 89 km/h). Plusieurs tempêtes ont marqué la commune : le 27 mars 1967, le 31 décembre 1978, le 15 octobre 1987 et Xynthia le 28 février 2010.
La plage située au fond de la baie du Pouliguen est l'objet d'une forte érosion en partie centrale et d'un engraissement aux extrémités, justifiant la décision prise par la mairie de La Baule-Escoublac de procéder à un rechargement massif de sable, entrepris depuis 2004,.
Un réensablement de 220 000 m3 a été effectué en 2005 ; chaque année, 10 000 à 15 000 m3 de sable sont rechargés sur les plages de La Baule et de Pornichet ; en 10 ans près de 80 000 m3 de sédiments ont disparu, se déplaçant, principalement sur le banc dit « des Chiens », au large du Pouliguen. En 2016, un projet de l'entreprise Ecoplage propose de drainer sur un kilomètre le sable de la plage, afin de stopper l'érosion. L'eau récupérée serait réutilisée pour les bassins du centre aquatique Aquabaule en construction.
La Baule est située dans une zone de sismicité de niveau 3, qualifié de « modéré », sur une échelle qui en comporte 5, ce qui implique des contraintes constructives pour de nombreuses habitations.
Enfin la commune est soumise au risque de transport de matières dangereuses (TMD), consécutif à un accident se produisant lors du transport de telles matières. Les secteurs concernés sont ceux situés aux abords de voies routières importantes — la route bleue (RN 171 à l’est qui continue en RD 99 à la hauteur d’Escoublac) et l’avenue Maréchal de Lattre de Tassigny ou canalisations comme le gazoduc « Étoile du matin » au sud de la commune et la canalisation d’hydrocarbures « Meulin – Donges » au nord. Le transport de matières dangereuses par voie maritime menace aussi particulièrement la commune. Le naufrage du pétrolier Erika le 12 décembre 1999 occasionne ainsi une pollution massive du littoral Atlantique départemental et en particulier de la plage de La Baule,,.

### Qualité de l'environnement
L'urbanisation du territoire et les activités humaines ont un impact sur l'environnement et contribuent à la dégradation de la qualité des eaux, des sols, de l'air ou génèrent des nuisances comme le bruit. Différentes mesures de planification, de prévention ou de protection permettent de limiter cet impact ou d'améliorer la qualité de l'environnement.

#### Eau
La gestion de l’eau, soumise à une législation nationale et à des directives européennes, se décline par bassin hydrographique. La Baule-Escoublac est située dans le bassin Loire-Bretagne. Chaque bassin élabore un document de planification dans le domaine de l’eau, le schéma directeur d'aménagement et de gestion des eaux (SDAGE), faisant un état des lieux et visant à atteindre un objectif de qualité des eaux à un horizon donné en mettant en place certaines mesures et débouchant sur un programmes d'actions opérationnel territorialisé (PAOT). Le premier SDAGE Loire-Bretagne est élaboré en 1996, puis révisé en 2009 (période 2010-2015) puis en 2015 (période 2016-2021). Il est décliné au sein de schémas d'aménagement et de gestion des eaux (SAGE), des outils de planification au périmètre plus restreint. La commune fait partie du « SAGE Estuaire de la Loire » approuvé le 9 septembre 2006,. L'atlas interactif de l'Ifremer permet de connaître l'état des eaux côtières au large de la commune qui est qualifié de « moyen »,. Les risques de pollution des eaux identifiés par la communauté d’agglomération résultent principalement du ruissellement non maîtrisé des eaux pluviales sur les surfaces urbanisées, entraînant la concentration rapide des eaux souillées vers les communes situées en position aval et les exutoires en mer, altérant ainsi les marais salants, les zones conchylicoles et l'estran. Le réseau d'assainissement des eaux usées connaît par ailleurs des problèmes d'étanchéité entre eaux pluviales et eaux usées, polluant aussi ces milieux récepteurs.
La qualité des eaux de baignade de la commune est, quant à elle, mesurée par l'agence régionale de santé (ARS) en trois points différents de la côte de la station. Depuis 1997, des contaminations bactériologiques sont ponctuellement relevées.

#### Air
Depuis 2017, l’Agence européenne pour l'environnement (AEE) et la Commission européenne publient une carte interactive qui permet aux utilisateurs de suivre heure par heure la qualité de l'air en Europe. Ce nouveau service est réalisé sur la base de mesures provenant de plus de 2 000 stations de surveillance de qualité de l’air en Europe. Concernant La Baule-Escoublac, la station de mesure la plus proche se trouve à Pornichet et est gérée par Air Pays de Loire,,.

#### Sols
L’inventaire Basias qui conserve la mémoire des « anciens sites industriels et activités de service » relève 32 sites sur le territoire de la localité. L’inventaire Basol, qui identifie les « sites et sols pollués ou potentiellement pollués appelant une action des pouvoirs publics, à titre préventif ou curatif », répertorie le site EDF-GDF de La Baule-Escoublac, situé avenue Alsace-Lorraine.

#### Bruit
Sur le territoire de la communauté d’agglomération Cap Atlantique, les infrastructures de transport à fort trafic constituent les principales sources de nuisances sonores. À ces axes routiers, au nombre desquels compte la route nationale RN 171 qui dessert La Baule-Escoublac entre Saint-Nazaire et Guérande, s’ajoute l'aérodrome de La Baule-Escoublac et ses 20 000 mouvements par an ; ce dernier n’a pas fait l’objet d’un plan d'exposition au bruit (PEB), mais une démarche de concertation a été lancée accompagnée en juin 2008 de la signature d'une charte de bonne conduite associant aérodrome, sous-préfecture, municipalité, associations et riverains.

## Toponymie

### Le nom de la commune: d'Escoublac à La Baule-Escoublac
La commune a porté successivement les noms d'« Escoublac », puis d'« Escoublac-La Baule » à partir de 1925, enfin de « La Baule-Escoublac » à partir de 1962.
Dès la fin du XIXe siècle, « La Baule » est le nom le plus connu de la station balnéaire d'Escoublac : en effet, les estivants y arrivant à Escoublac descendent dans une gare nommée « Gare de la Baule » (le lieudit où elle a été construite), ce qui a très vite occulté le nom d'Escoublac pour la plupart des touristes.
Le 1er juillet 1924, la commune est classée en « station climatique » avec le nom (touristique) d'« Escoublac-La Baule ». Ce nom est officialisé l'année suivante, après l’élection de Roger de Lapeyrouse comme maire (10 mai 1925).
Le 13 novembre 1961, le conseil municipal décide à une faible majorité de remplacer « Escoublac-la-Baule » par « La Baule-Escoublac », décision entérinée par décret du gouvernement le 16 mai 1962,.

### Noms breton et gallo
La presqu'île de Guérande a longtemps fait partie de la zone d'extension de la langue bretonne. On parlait encore breton à Escoublac en 1073 et beaucoup plus tard à Batz-sur-Mer. Après le recul du breton, les habitants parlent couramment un dialecte de langue d'oïl spécifique, le gallo[réf. nécessaire].
Le nom de la commune en breton (dialecte vannetais)[réf. nécessaire] est Ar Baol-Skoubleg, attesté à la fin du XXe siècle,[réf. à confirmer]. En gallo, le nom de la commune est attesté sous la forme Ecoubllâ (écriture ABCD) ou Écoubiâ (écriture MOGA) et se prononce [e.ku.bjɑ] ou bien encore La Baull-Escóblac (écriture ELG).

### Escoublac
« Escoublac » est le nom de la paroisse avant de devenir celui de la commune en 1790.
La plus ancienne attestation de ce nom remonte à 1050 dans un document en latin : de Scublaco, Escoplac en 1073 et Escoublac dès 1287.
D'après Charles Rostaing, Il s'agirait d'une formation toponymique gauloise en -(i)acum, dont le premier élément Scubl- / Escopl- représente le nom de personne gaulois Scopilus, bien que la forme la plus ancienne Scublaco renvoie directement au nom de personne gaulois Scublius (attesté à la Graufesenque), surnom basé sur celui du milan en celtique (ancien breton scubl, breton skoul « milan », vieux cornique scoul), de cette racine sont issus le français écoufle (anciennement escoufle) et le provençal escofla. L'explication par l'ancien breton scubl (breton vannetais skoufl) « buse » ou  « milan » peut convenir aussi, bien que le suffixe -(i)acum soit d'origine indigène. Il existe plusieurs homonymes dans des départements étrangers à la Bretagne, dont Écublé (Eure-et-Loir, Escublé vers 1250) et Écublei (Orne, Escublaio au XIe siècle, Scublacum, sans date), dont la terminaison -é / -ei représente le suffixe -(i)acum dans son évolution typique de l'ouest du domaine d'oïl. Le suffixe -(i)acum n'est pas passé à -é (anciennement -ei) dans la région tout comme dans la partie orientale de la Bretagne, en raison de l'influence de la langue bretonne.
L'étymologie « Ecclesia Episcopi Lacus quam lingua britannica Escoplac uocant », c'est-à-dire « l'église du lac de l'évêque, qu'en langue bretonne on appelle Escoplac » est sans doute une fantaisie de clerc, le toponyme aurait été compris Escop-lac par les Bretonnants. Cette étymologie populaire n'est pas reprise dans le nom breton moderne de la commune Skoubleg qui renvoie directement au nom gaulois (le suffixe -acum < gaulois -acon, tout comme le suffixe vieux breton -oc > breton -ec > -eg, remontent tous deux au celtique commun *-āko-).
Il faut néanmoins noter que « terres de l’évêque » pourrait faire allusion à Bernard, natif d’Escoublac, devenu évêque au XIIe siècle (de 1148 à 1169) ; on lui doit la chapelle dédiée à sainte Marie Madeleine, édifiée dans un ravin de Mazy. Mais il s'agit là d'une coïncidence, sans rapport avec l'étymologie du lieu. La forme Escoplac est isolée et les formes régulières sont du type Escoblac, Escoublac avec un [b] étymologique.

### La Baule
Les avis sont partagés sur l’étymologie du toponyme et sur son sens.
Selon Dauzat et Rostaing, le toponyme provient du verbe bauler, « hurler en parlant du vent ».
Le dictionnaire d’André Pégorier, s’appuyant sur le dictionnaire breton-français de Roparz Hemon, donne quant à lui « dune » comme signification du toponyme.
À son tour, Gildas Buron désigne du terme baule la zone située entre le niveau moyen des hautes mer et celui plus haut des marées de vives-eaux ; ce sont ces prairies maritimes qui sont travaillées par les paludiers pour « construire » les salines. Il retient que baule est d'origine gauloise, provenant de balua, mot qui désigne une hauteur. Cette acception est connue, selon Buron, en Bretagne méridionale ainsi qu’à Noirmoutier.
Le terme est donc ancien et est utilisé comme un substantif : les « grandes baules du Poulliguen » sont, en 1629, laissées en pâture aux vaches, brebis et autres bestiaux des « habitants du […] port du Poulliguen et du bourg de Saillé ».
Les délibérations du conseil municipal ont, de façon constante depuis la première mention le 29 octobre 1826 — « pour les baules qui sont bien à nous » — utilisé la graphie baule.

### Microtoponymie

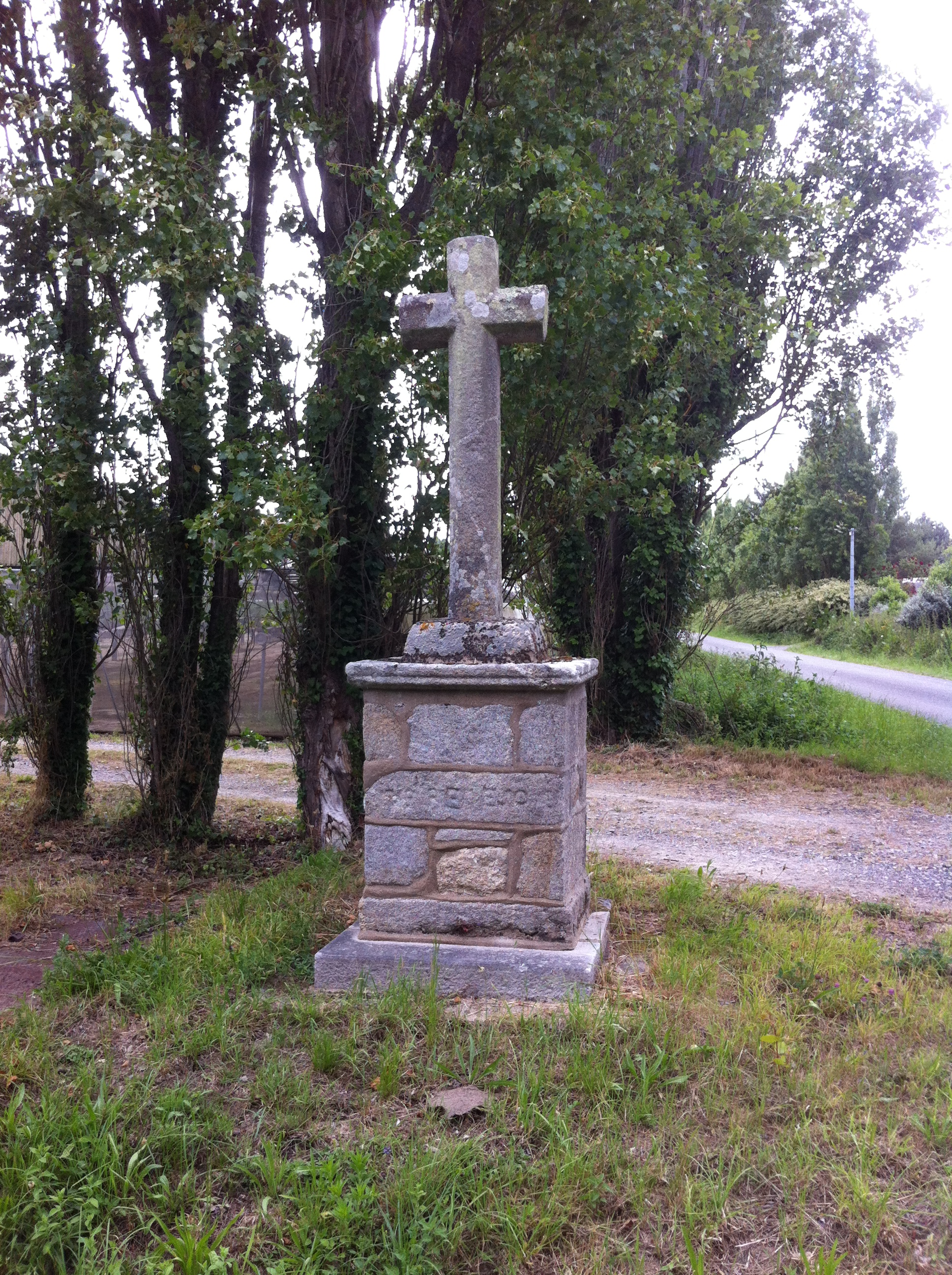
Croix de chemin à Trologo.

Elle est à la fois française (La Bosse, La Saudraie, etc.) et bretonne (Trevenan, Trologo, etc.).
On trouve plusieurs toponymes en « -(i)ac » (cf. Assérac, Herbignac, Missillac), qui marquent l'influence du breton sur des termes anciens qui, en français, ont perdu la consonne finale (toponymes en -é ou -i). Le même phénomène se rencontre dans les pays de langue d'oc (Blagnac, Marciac, Vic-Fezensac) : ainsi Nérac, qui est une ville du Lot-et-Garonne, est aussi un lieudit de La Baule, situé dans le quartier du Guézy, où « Nérac » apparaît aujourd'hui dans l'odonyme « route de Nérac ». En revanche, il existe un lieudit Lesnerac, correspondant à un manoir : l'élément préfixé les- indique en effet en breton une demeure seigneuriale située près du lieudit indiqué.
En ce qui concerne le lieudit Trologo, tro vient mot breton treo, « vallée » en breton de Batz-sur-Mer (KLT : traoñ, vannetais : teno). On retrouve cet élément toponymique dans le nom des lieudits Tromartin et Troffigué à Guérande ou Kerantrou (le hameau de la vallée) au Pouliguen.
On trouve de nombreux toponymes formés avec le mot breton ker (Ker Durand, Ker Quessaud, Ker Rivaud — ou Kerivaud —, la Querdouda, Kernias), qui correspond ici au sens de « hameau », voire « ferme ». En breton moderne, kêr signifie aussi bien « ville » (kreiz-kêr : « centre-ville ») que « chez soi » : da gêr. On peut le rapprocher de l'élément « La Ville-ès », qu'on trouve à Saint-Nazaire (La Ville-ès-Martin) ou à Pornichet (La Ville-ès-Babin, La Ville-ès-Blais).
On trouve aussi des toponymes français : « l'île » (par exemple, l'Isle de l’Hervio, l'Île du Bourg, à Escoublac), « le parc » (le Parc Nicol à Bréderac, le Parc Neuf à Escoublac).

## Histoire

### Préhistoire
Des vestiges archéologiques ont été mis au jour sur le territoire de la commune et sont répertoriés par le service régional de l'archéologie de la direction régionale des Affaires culturelles (DRAC) des Pays de la Loire.
Les traces d'occupation les plus anciennes proviennent du Paléolithique moyen, c'est-à-dire dans une période s'étendant de −300 000 ans à −30 000 ans av. J.-C. Elles sont situées le long de la D 213, à l'extrême nord-ouest du territoire, au lieu-dit « La Métairie de Villeneuve ». Le dolmen de Tréveday — au nord du site précédent — et des traces d'occupation du lieu-dit « Les Morlaines » datent du Néolithique, −5 000 ans av. J.-C.
« La Métairie de Villeneuve » présente également des vestiges d'occupation datant du Néolithique final, soit −3 300 ans av. J.-C.
La période du Bronze moyen est représentée par un fossé au lieu-dit « Kerivaud » et par des traces d'occupation au « Menigo » (partie centrale de la commune).
Aux « Morlaines » encore, habitat et production de sel ont laissé des vestiges datant de La Tène, soit −450 ans à −25 ans av. J.-C.
Des fouilles archéologiques, conduites par l'Institut national de recherches archéologiques préventives et en cours en 2021, mettent en évidence une occupation gauloise dense sur 10  à   20 ha. Il pourrait s'agir d'une importante agglomération occupée entre le IIIe et Ier siècle av. J.-C., caractérisée par la présence d'au moins deux voies de desserte et des activités commerciales et artisanales.

### Antiquité
Des vestiges de l'âge du fer ont été retrouvés lors de fouilles préventives en 2021, le long de la route du Quesquello, sur les lieux d'un futur lotissement.
Des vestiges de la période gallo-romaine, dont certains datés du Haut-Empire romain, ont été découverts au cimetière paysager Bel-Air, au lieu-dit « La Ville Massonnet » et à celui des « Voilées » sous forme d'habitat et d'enclos.
Les dunes sont apparues postérieurement à l'époque antique. Elles ont envahi les anciens marais côtiers, en progressant d'ouest en est, atteignant à la fin du XVIIIe siècle l'ancien village d'Escoublac. Le premier bourg d’Escoublac se dresse probablement sur un rocher escarpé, poste d’observation sur une côte moins ensablée qu’au Moyen Âge.

### Moyen Âge

#### Escoublac
Un espace fortifié datant du Moyen Âge central a été mis au jour dans le bois d'Escoublac. Le prieuré de Saint-Louis a, d'autre part, été fondé par des moines bénédictins, près du lieu-dit Le Guézy, vers l’an 800.
En 1050, l'évêque de Nantes fait appel à des moines de l'abbaye de Saint-Florent-le-Vieil pour assister la population d'Escoublac et fonder un prieuré, avec cette clause : « que les religieux devraient pourvoir de bénéfices les quatre fils du recteur ». Sous l'épiscopat de Guérech II de Cornouaille, une charte établie à Chantenay, datée de 1073, confirme cette disposition. Les moines construisent alors un petit monastère placé sous le vocable de Saint-Pierre et une église. La paroisse est d’abord dédiée à saint André.
De 1148 à 1184, Escoublac donne deux évêques successifs à Nantes : Bernard, évêque de 1148 à 1169, et son neveu Robert, évêque de 1170 à 1184.
Escoublac est d’abord la propriété des évêques de Nantes ; elle passe ensuite sous le pouvoir des seigneurs de Lesnerac, qui possèdent au Moyen Âge les terres situées d’est en ouest entre la Brière et la mer et du nord au sud, entre le Pouliguen moderne et l’étier de Pornichet.
En 1350, le premier bourg d’Escoublac rassemble 300 habitants solvables — 122 feux ; ce nombre approche les 1 500 âmes en 1426 — 164 feux,.
La foire de saint Servais est connue, avec la foire du lundi de l’Assomption et celle de saint Georges, depuis 1441 à Escoublac. Elle a persisté jusqu’en 1914, sous le nom de « foire aux chapeaux de paille ».
Un événement encore à identifier survient en 1450, entraînant la diminution du nombre d’habitants de près de 500 âmes ; cette catastrophe, si tant est qu’elle soit réellement survenue, pourrait être la conséquence d'un raz-de-marée, mais également d'un épisode de la guerre de Cent Ans ou de la peste. Une partie des survivants, ceux qui ne se seraient pas réfugiés autour du prieuré bénédictin Saint-Pierre, auraient fondé le village du Pouliguen avec des Guérandais.
Le premier bourg d’Escoublac est complètement abandonné en 1527.
Le deuxième bourg d’Escoublac se développe aux alentours du prieuré Saint-Pierre, dans l'actuelle forêt d’Escoublac, où les habitants construisent bientôt l’église Notre-Dame-la-Blanche.
Les digues, appelées « turcies » semblent, au début du XVIe siècle, en mesure de protéger la côte et le bourg de l’avancée des sables ; des corvées sont organisées afin de les entretenir.

#### Les seigneurs d’Escoublac
La châtellenie d’Escoublac semble avoir été érigée au XIe siècle. Elle appartient à Auffroy d'Escoublac en 1070 et à Robert de Lesnerac en 1388. Elle passe à la famille de Goüyon à la fin du XIVe siècle ou au début du XVe siècle puisqu’en 1400, elle appartient à Jehan de Goyon, sieur de Matignon.
Selon Alain Gallicé, « le territoire d’Escoublac présente deux seigneuries pourvues d’une haute justice : Escoublac et Trévecar.
Escoublac dispose d’une justice à quatre potz, centrée autour de l'herbregement d’Escoublac et du bourg, elle est possessionnée en salines.
Brantonet en est une prévôté fieffée. Le 20 novembre 1427, il est recensé 78 feux contribuants pour la seigneurie d’Escoublac, 30 pour Trèvecar, alors que 49 sont du duc et 7 de l’évêque ».
En 1423, la châtellenie appartient à Lancelot de Goyon, frère du précédent. Prisonnier des Anglais, il en est libéré grâce au versement d'une rançon de 1 800 écus d'or rendue possible par le rachat de la châtellenie par Pierre de L'Hôpital sur la demande de Jean V.
La famille de L'Hôpital conserve la seigneurie jusqu’en 1553, François de l'Hospital succédant à Pierre en 1470. Viennent ensuite Poncet de l'Hospital, Christophe de l'Hospital puis Gilles de l'Hospital en 1500. Ce dernier échange alors la châtellenie d’Escoublac contre un domaine près de Carquefou, la Seilleraie, à son cousin Poncet du Dreiseuc — on trouve également Drezuc ou Dreizeuc.
La famille du Dreiseuc conserve la seigneurie jusqu’au mariage de Françoise du Dreiseuc avec Gédéon le Pennec, seigneur du Boisjolan. Lorsqu’au XVIIIe siècle, Julie Le Pennec épouse le marquis Charles de Sesmaisons, la châtellenie passe alors à la famille de Sesmaisons.
Donatien de Sesmaisons, propriétaire du château de Lesnerac de 1804 à 1836, se charge d'une opération de fixation des dunes d’Escoublac et se heurte à une forte résistance des paysans locaux.
Le château actuel existe déjà partiellement en 1460, étant l’ancienne seigneurie de la famille Le Pennec. Il passe ensuite en la possession de la famille Lesnerac puis en celle du comte de Sesmaisons de 1818 à 1836.

Blasons de familles ayant possédé la châtellenie d’Escoublac (sélection)
Famille de Lesnerac.
Famille de Goüyon.
Famille de L'Hôpital.
Famille du Dreiseuc.
Famille de Sesmaisons.

### Époque moderne
Le traité d’union de la Bretagne à la France du 13 août 1532 va changer l’ordre établi et la relative sécurité du bourg face aux éléments naturels, l’État se désintéressant progressivement de la gestion du littoral. L’ensablement, sensible sur la côte nord d’Escoublac jusqu’à La Turballe et au sud, jusqu’à Saint-Brévin, progresse irrésistiblement provoquant la disparition de la forêt de Pen-Bron et de quartiers du bourg de Batz (La Govelle).
Une mention de 1541 fait état d’un moulin à vent « tout rompu et tout les environs dudit moulin gaigné o le sable de la mer ». À partir de 1598, à la suite d'une tempête mémorable, l’ensablement du deuxième bourg d’Escoublac devient une menace constante, amplifiée à partir de 1600 par des décisions de déboisement des rives et des îles de la Loire. Les effets du défrichement sont encore aggravés par l’action des troupeaux de moutons qui, pour se nourrir, arrachent les plantes et empêchent la fixation des sables. Les dunes se font plus pressantes et leur progression sous l'action des vents menace les habitations. La tempête de 1751 précipite l’invasion, les dunes atteignant le toit de l’église Notre-Dame-la-Blanche.
Les délibérations du conseil général de la paroisse de Saint-Pierre d’Escoublac, dont les registres consultables s’étalent de 1753 à 1790, reflètent les préoccupations des habitants de la commune. Ainsi le 25 mars 1764, des mesures militaires sont décidées ; il s’agit de l’établissement d'un état des sentiers garde-côte, ainsi que de l’organisation d’un recensement des hommes de 16 à 60 ans susceptibles d’être enrôlés dans la milice garde-côtes. En 1771, des règles du ramassage du goémon sont fixées.
Au cours du XVIIIe siècle, le village d'Escoublac subit un phénomène d'avancée dunaire qui amène son ensevelissement et la construction en 1779 d'un nouveau village un kilomètre plus au nord sur la route de Guérande. Bien sûr, la progression du phénomène fait partie des préoccupations du conseil de la paroisse. Le 25 juillet 1770, il ordonne à tous les habitants de la paroisse de débarrasser les sables menaçant l’église et d’établir les ouvrages d’art nécessaires à sa protection. Las, les efforts demeurent insuffisants et le 24 juillet 1777, le conseil de paroisse délibère pour la première fois sur le projet de construire une nouvelle église en un autre point de la paroisse.
Le conseil autorise la construction d'une nouvelle église par délibération du 22 janvier 1782. Celle-ci, sous le patronage de saint Pierre, est inaugurée le 4 juin 1786.

### Révolution française et Empire
Le 1er février 1790 marque la fin de la paroisse en tant que système administratif et la création de la « paroisse de Saint-Pierre d’Escoublac, diocèse de Nantes en Bretagne ». L’élection du premier maire, l'abbé Mathurin Phelippès de Beauregard, se déroule « dans la joie […] et les anciens délibérants du conseil de la paroisse sont élus notables ».
Le 14 novembre 1793, l’officier municipal Julien Denié s’étant étonné de l’absence d’un arbre de la liberté et de l’égalité dans la commune, la municipalité « décide de planter l’arbre de l’égalité [le] vendredi [suivant], sixième jour de la troisième décade du second mois de la deuxième année de la République française Une et Indivisible ».
Comme indiqué précédemment, des travaux de plantation sont entrepris dès 1818 et vont se développer sous le Second Empire ; plus de 700 ha ont été boisés avant la fin du XIXe siècle.

### Époque contemporaine
En 1876, si la commune qui comprend encore une partie de ce qui va devenir Pornichet recense près de 1 800 habitants, le lieu-dit La Baule ne compte que 11 personnes.

#### Le développement de la cité balnéaire

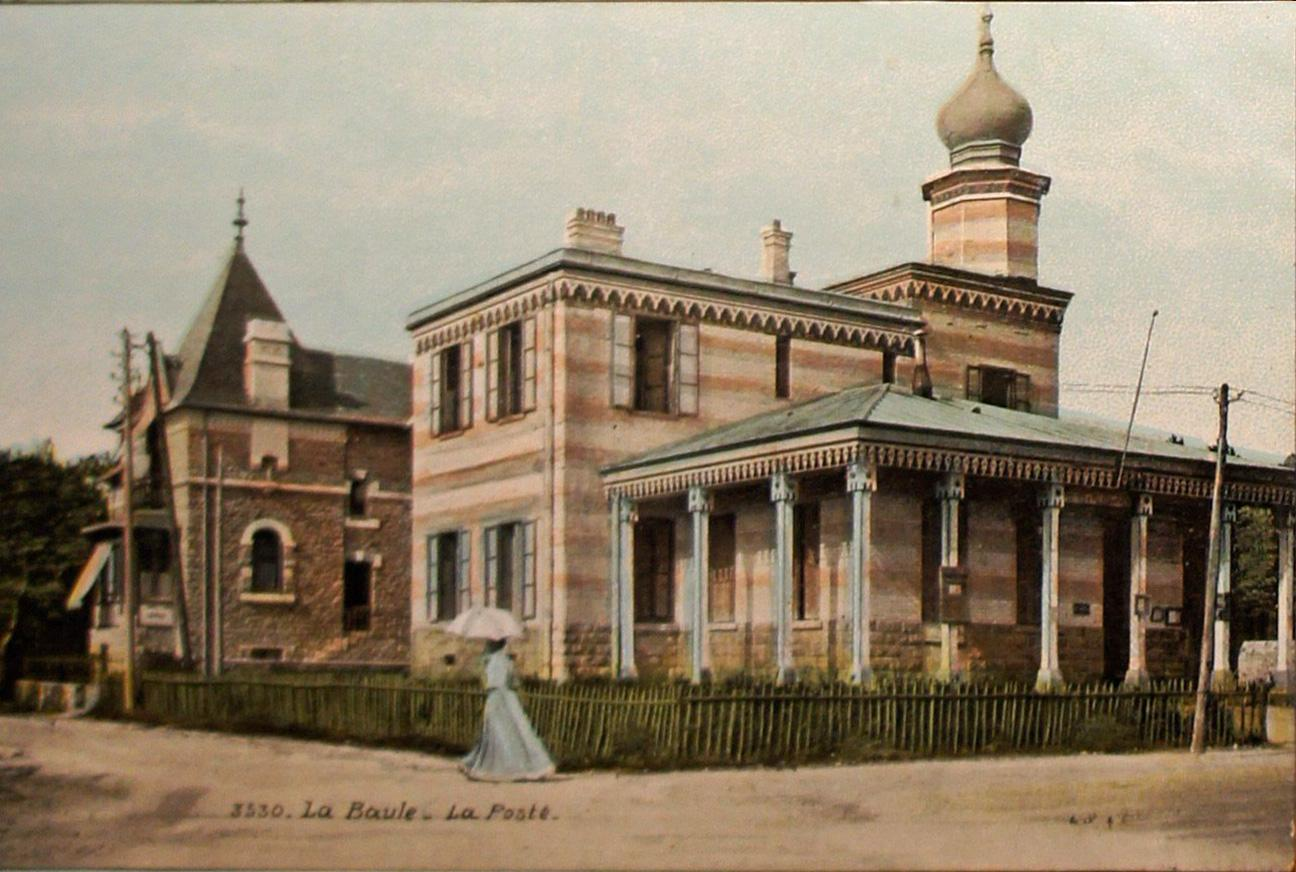
La Casbah, bureau de poste au début des années 1920.

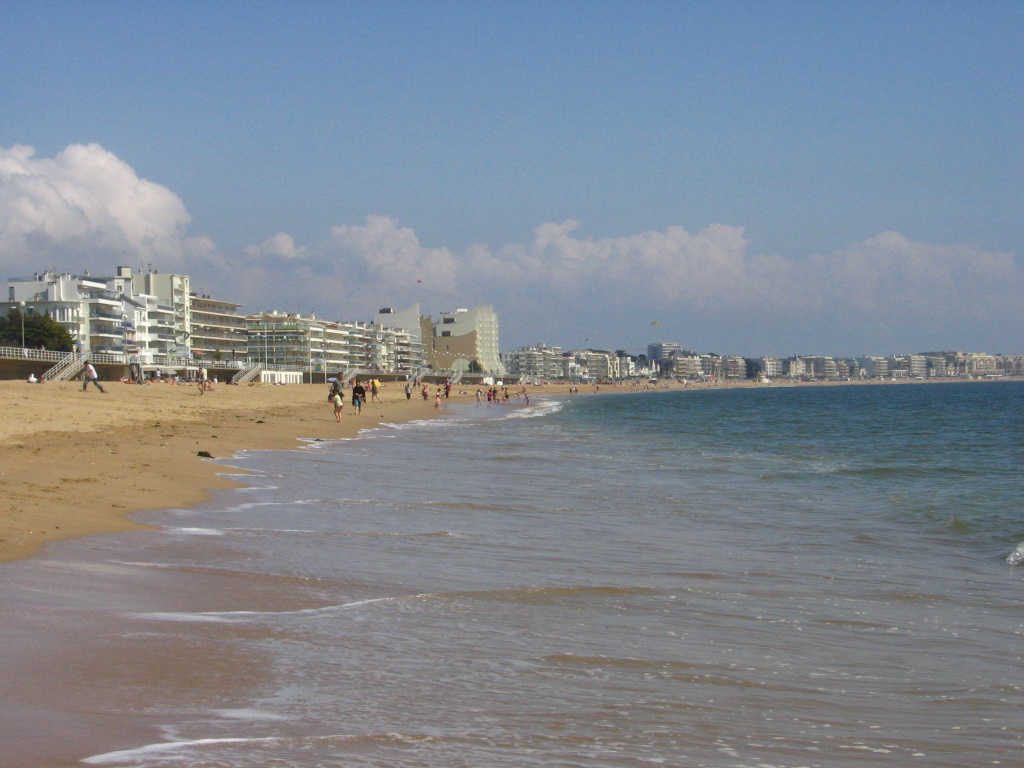
L'histoire balnéaire de La Baule est emblématique de la bétonisation massive du littoral dans les années 1970 : la verticalisation du front de mer, avec une enfilade d'immeubles à balcons, répond aux aspirations touristiques de l'époque (recherche de la vue, accès direct à la mer).

Le tourisme balnéaire dans la baie du Pouliguen est lancé au début des années 1820 par des écrivains-voyageurs attirés par les rivages sauvages aux extrémités de la baie car les pratiques de l'époque romantique privilégient les côtes rocheuses. Ainsi, viennent « prendre les bains de mer » Camille Mellinet, Balzac qui séjourne au Pouliguen et y puise l'inspiration de son roman Béatrix, Gustave Flaubert et Maxime du Camp qui passent par Le Croisic vers 1840.
En 1886, le télégraphe est installé à Escoublac. En 1892, un bureau de poste et télégraphe temporaire, dit « de la Casbah » — bâtiment de style mauresque à l’angle de l’avenue Drevet et de l’esplanade François-André — est ouvert à La Baule, à l’origine durant la saison des bains, de juin à octobre, et en 1895, les appareils télégraphiques d'Escoublac sont transférés temporairement à La Baule durant la saison balnéaire. Le 11 mars 1896 est créée la recette auxiliaire rurale des Postes de la mairie d’Escoublac, succédant au service de poste journalier rural organisé en 1835 et au bureau de distribution de 1872.
En 1903, la recette de la Casbah est érigée en bureau permanent — la recette d’Escoublac demeure auxiliaire — constituant la première cabine téléphonique de la commune. La recette simple des Postes de 3e classe permanente demeure dans l’immeuble de la Casbah jusqu’en 1921. Le premier hôtel des Postes se situe à l'emplacement de l’actuel office du tourisme de 1920 à 1936. La nouvelle poste est construite en 1936, avenue de la Gare, sur des plans des architectes Paul-Henri Datessen et Gabriel Guchet,. La poste de La Baule-les-Pins, à l'angle des avenues Sarah-Bernhardt et de la Grande Dune, est l'œuvre de l'architecte Noël Le Maresquier, grand prix de Rome en 1930.
À la fin des 1890, une usine de production d’électricité subvient aux besoins d’éclairage public et aux besoins domestiques de la Société des Dunes et de la Compagnie foncière ; elle est située à l’angle des actuelles avenues Marie-Louise et Pierre-Loti. Une première ligne de transport de vingt mille volts en provenance de Penhoët et une ligne de distribution de cinq mille volts sont autorisées en 1911.
En mars 1930, la commune adhère au syndicat intercommunal d’électrification des écarts de la région de Guérande.
En 1906, Alfred-Frédéric Landier obtient le soutien du conseil municipal et du préfet pour l’établissement d'une usine de production de gaz ; la société anonyme Compagnie bauloise du gaz qu’il a créée jouit à partir du 1er janvier 1907 d’une concession de trente ans lui permettant « la distribution de l’éclairage, chauffage et force motrice au moyen du gaz canalisé sur la plage et dans les rues et places de la station balnéaire de La Baule ». La durée de l’éclairage dépend alors des saisons et de la fréquentation touristique ; ainsi, d’octobre à janvier l’éclairage est assuré de 17 h à 23 h, et de juin à septembre, de 19 h à minuit. Le 5 décembre 1942, les Compagnies réunies du gaz et de l’électricité absorbent la Compagnie bauloise du gaz, et le gaz provient alors de Saint-Nazaire.
La mise en tourisme de La Baule est relativement tardive. Dans les années 1920, la croissance de la commune connaît une accélération et la fonction touristique est confirmée. Elle se développe dans les années 1930 avec 4 000 villas (beaucoup en style anglo-normand alors en vogue), 70 hôtels, 30 pensions de famille qui correspondent à l'époque du grand essor de tourisme balnéaire, celle où la ville fréquentée par les bourgeois et les aristocrates affirme sa suprématie en presqu'île guérandaise grâce à l'action conjuguée de François André (l'homme des casinos de France qui implante palaces, casinos et boutiques de luxe), et des deux maires André Pavie et Louis Lajarrige qui développent les lotissements balnéaires.
Par décision du conseil municipal du 20 juin 1937 naît le camping-caravaning municipal, auquel conduit l’allée de Diane.
Station balnéaire fréquentée par les stars dans les années 1950 et 1960, elle s'adapte au tourisme de masse individualisé dans les années 1970 qui voient des barres fonctionnelles se dresser à la place des villas. En lien avec la mise en place de la loi Littoral, l'artificialisation de front de mer se ralentit entre 1985 et 1999.
En 1986, l'électrification de la voie ferrée jusqu'au Croisic est réalisée. Depuis le 24 septembre 1989, le TGV Atlantique permet de relier La Baule à Paris en près de trois heures,.
En 1990, le président François Mitterrand prononce à La Baule un célèbre discours, dit « discours de La Baule », où il invite les pays d'Afrique à lancer un processus de démocratisation dans le contexte de la fin de la guerre froide.
Depuis les années 1990, la commune rompt avec ce modèle touristique et entre dans le post-tourisme qui se caractérise par un recul de l'hébergement marchand et une augmentation de la population résidentielle, pour une large part des personnes âgées.

#### La Première Guerre mondiale
En juin 1917, l'escadrille côtière 484, dite « La Baule-Escoublac », est stationnée sur l'aérodrome d'Escoublac sous le commandement du capitaine Lallemand ; ses ordres sont de protéger les convois navals entrant et sortant de Saint-Nazaire. Elle est ensuite basée au Croisic, dont le terrain d'aviation est moins exigu, à partir du 1er février 1918 et ce jusqu'en avril de la même année, puis partiellement détachée à l'île d'Yeu ; elle est dissoute le 31 décembre 1918, sans totaliser de victoire homologuée ou probable. Durant cette même période — second semestre de 1917 — le casino est transformé en hôpital militaire,. Le coût du premier conflit mondial est particulièrement élevé dans la commune : 292 soldats morts à la guerre soit plus de 8 % de la population.

#### La Seconde Guerre mondiale

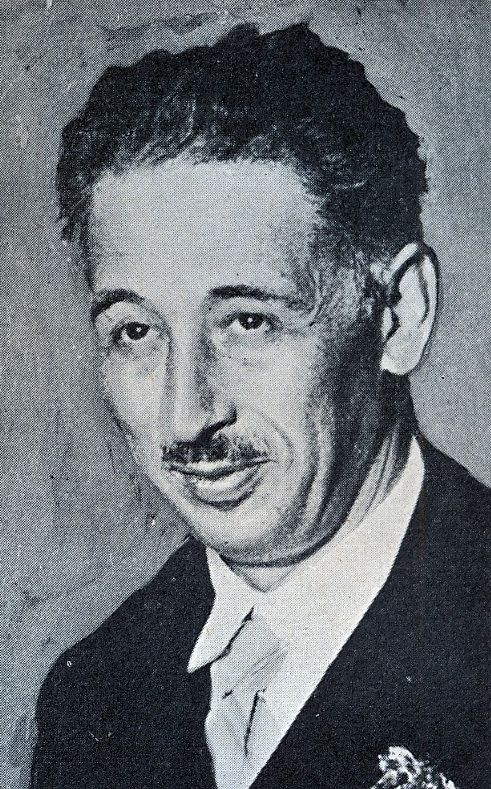
Lluís Companys arrêté par la Gestapo à Escoublac-la-Baule.

Dès la déclaration de guerre de la France à l'Allemagne, le 3 septembre 1939, la municipalité organise un comité d'accueil des réfugiés, aux côtés du comité de la propriété bâtie. Un service médical à leur intention est créé. Le recensement du 18 septembre 1939 relève 78 réfugiés puis, en janvier 1940, 663 de façon temporaire, puisqu'en décembre 1940, on n’en dénombre plus que 196. Durant cet hiver, La Baule ne désemplit pas, accueillant près de 400 étudiants qui poursuivent leurs études dans la cité balnéaire, ayant fui les universités parisiennes ; une école préparatoire aux concours des grandes écoles est installée dans la villa El Cid,.
Le 21 octobre 1939, la mairie d’Escoublac-la-Baule donne son accord aux autorités militaires pour créer un cimetière anglais à La Ville-Halgand. En 1943, 255 tombes y sont recensées, dont celles de nombre de naufragés du RMS Lancastria, paquebot transatlantique britannique coulé le 17 juin 1940 devant Saint-Nazaire.
C’est le 23 juin 1940 que les premiers soldats allemands de la 11. Schützen-Brigade pénètrent dans la localité. Les troupes de la 290. Infanterie-Division s’y installent à partir de juillet suivant. Ils vont y demeurer dix mois. Le 24 juin 1940, les Allemands réquisitionnent l’aérodrome d’Escoublac.
Le 13 août 1940, Lluís Companys, nationaliste catalan et président de la généralité de Catalogne, est arrêté par la Gestapo à Escoublac-la-Baule. Interrogé à Paris puis transféré en Espagne, il est fusillé à Barcelone le 15 octobre 1940 de la même année,.
En décembre 1940, le XXV. Armeekorps, sous le commandement du General der Infanterie Karl Ritter von Prager installe son état-major à Escoublac-la-Baule ; ce quartier général y demeure jusqu'en avril 1942. Le 1er janvier 1943, le Generalleutnant Friedrich-Georg Eberhardt, à la tête de la 38. I.D. (Infanterie Divizione), installe ses quartiers à Escoublac-la-Baule. D'autres unités vont se succéder dans la localité, comme le 9 avril 1943, la 94. I.D. commandée par le General der Artillerie Georg Pfeiffer ou, le 1er mai 1943, la 76. I.D. du général Erich Abraham. Du 4 octobre 1943 au 12 février 1944, c'est la 243. I.D. qui s'installe dans la localité. La 275. I.D. lui succède de façon éphémère, le débarquement allié venant de commencer en Normandie.
Entre le 14 et le 20 juin 1942, 52 Juifs sont arrêtés à Escoublac-la-Baule par les Allemands, aidés par la police nationale française ; 32 d’entre eux sont déportés à Auschwitz,.
Le 3 janvier 1943, un combat aérien oppose au-dessus de la localité des chasseurs de la Luftwaffe à des bombardiers américains. L’un de ces derniers est abattu et s’abat à côté de la villa La Grande Dune,.
À la suite du sabotage du train de travailleurs La Baule - Saint-Nazaire, le 19 janvier 1945, ayant entraîné 5 morts et 26 blessés, le maire d'Escoublac-la-Baule, Marcel Rigaud, doit servir chaque jour de bouclier humain, aux côtés de cinq autres notables baulois, à bord de chaque train de cette même liaison .
À la fin de la Seconde Guerre mondiale, à cause de l'existence de la poche de Saint-Nazaire, l'occupation allemande se prolonge à Escoublac-la-Baule comme dans l'ensemble des localités voisines de l'estuaire durant 9 mois — d'août 1944 au 11 mai 1945 —, la reddition effective de la poche intervenant 3 jours après la capitulation du Troisième Reich.
Le monument aux morts qui fait face à la Poste rappelle les noms de 40 soldats morts durant le second conflit mondial sur les 121 morts recensés entre La Baule et Escoublac,.

## Politique et administration

### Découpage territorial

#### Bloc communal: commune et intercommunalités

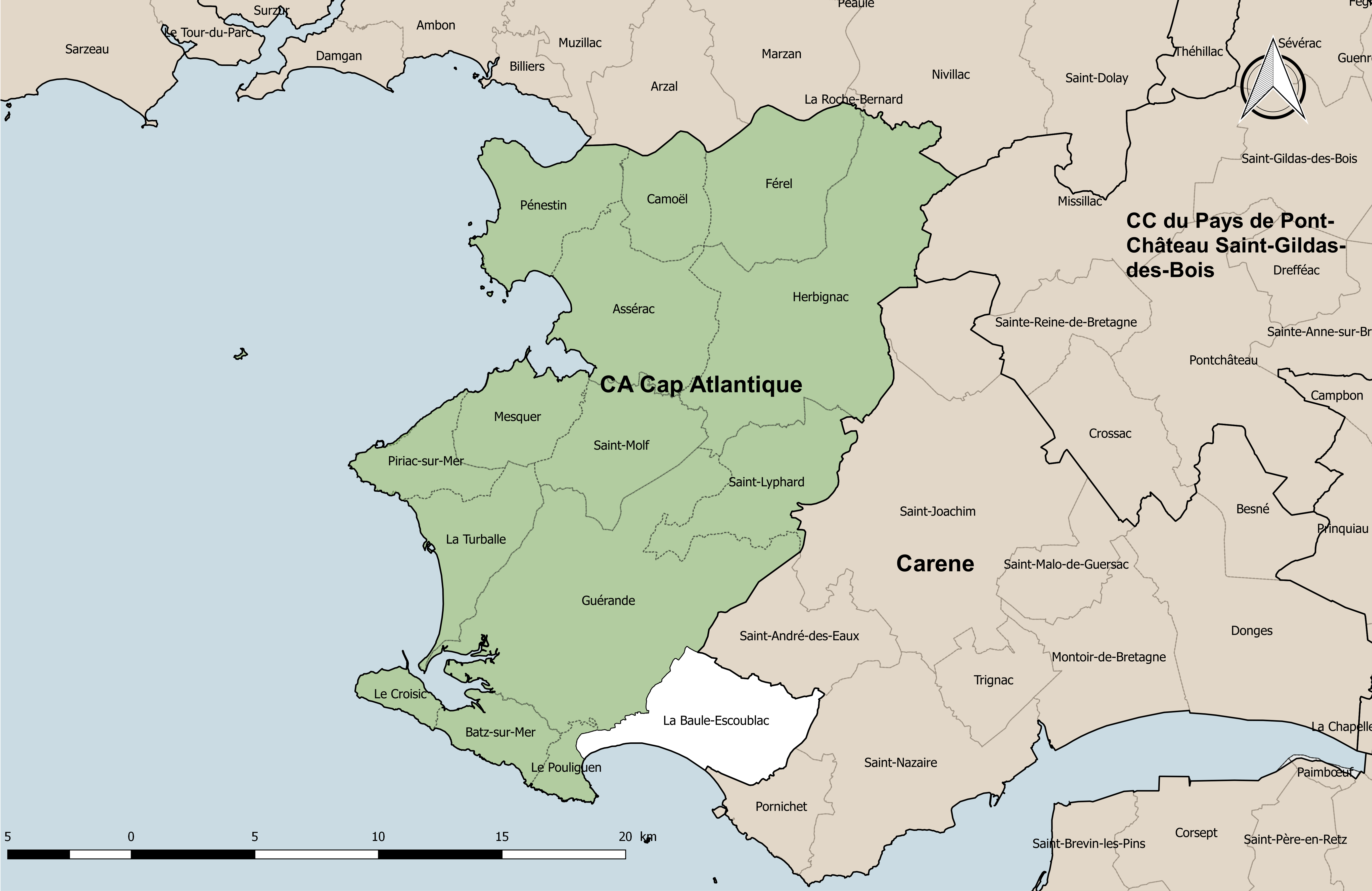
Localisation de la commune au sein de la CA Cap Atlantique et des EPCI environnantes.

La paroisse d'Escoublac acquiert le statut de municipalité avec le décret du 12 novembre 1789 de l'Assemblée Nationale puis celui de « commune », au sens de l'administration territoriale actuelle, par le décret de la Convention nationale du 10 brumaire an II (31 octobre 1793). Il faut toutefois attendre la loi du 5 avril 1884 sur l'organisation municipale pour qu'un régime juridique uniforme soit défini pour toutes les communes de France, point de départ de l’affirmation progressive des communes face au pouvoir central. Le 9 avril 1900 Pornichet est érigée en commune par décret. À cette occasion, des sections d'Escoublac et de Saint-Nazaire sont soustraites de leur commune d'origine et apportées à la nouvelle localité, pour respectivement 97 et 1 152 hectares. Ce transfert concerne également les habitants qui occupent ces parcelles, soit respectivement 289 et 974 personnes. La commune prend le nom de La Baule-Escoublac par décret du 16 mai 1962.
La localité fait partie, au 1er octobre 2017, de sept groupements. Elle adhère à la communauté d'agglomération Cap Atlantique, différente de celle de Saint-Nazaire, la CARENE, à laquelle est rattachée Pornichet, commune mitoyenne.
Elle adhère également au syndicat intercommunal (SI) du port de pêche et de plaisance de La Baule - Le Pouliguen (SIVU), au SI de la fourrière pour animaux de la presqu'île guérandaise, SIVU dont le siège est sis dans la commune et au SI pour la création d’un centre de voile à Penchâteau (SIVU).
Elle participe au SI de l’aéroport de La Baule-Escoublac, Pornichet, Le Pouliguen (SIVU) et est partie prenante du syndicat mixte du parc naturel de la Brière, à caractère environnemental ainsi qu’à celui portant sur l’aménagement du bassin versant du Brivet,.

#### Circonscriptions de rattachement
La Baule-Escoublac appartient à l'arrondissement de Savenay en 1801. En 1868, le chef-lieu en est transféré à Saint-Nazaire et depuis cette date la commune est rattachée à l'arrondissement de Saint-Nazaire. Sur le plan électoral, elle fait depuis 1986 partie de la septième circonscription de la Loire-Atlantique, dont le député est depuis 2017 Sandrine Josso (LREM).
La localité a fait partie du canton de Saint-Nazaire en 1793, puis de celui de Guérande à partir de 1801. Depuis 1985, la commune est le chef-lieu de canton du canton de la Baule-Escoublac. Avec le redécoupage cantonal de 2014, le canton perd en 2015 sa fonction de circonscription administrative et demeure uniquement une circonscription électorale pour l'élection des conseillers départementaux. La commune est dès lors bureau centralisateur d'un canton dont le territoire comprend désormais les communes de Batz-sur-Mer, Le Croisic, Le Pouliguen, Pornichet et Saint-André-des-Eaux. En 2022, la population municipale du nouveau canton était de 46 979 habitants. Depuis mars 2015, Danielle Rival et Gatien Meunier (LR) sont les conseillers départementaux.

### Administration municipale
Le conseil municipal compte trente-trois élus. Le maire, Franck Louvrier, est entouré de sept maires-adjoints. Parmi les autres conseillers municipaux, dix-sept font partie de la majorité (liste Une énergie nouvelle), huit de l'opposition (sept pour la liste Unis pour La Baule-Escoublac, un pour la liste Un nouveau cap).

### Tendances politiques et résultats
La ville de La Baule-Escoublac est traditionnellement ancrée à droite, tendance qui se confirme lors des différents scrutins nationaux ou locaux où les partis de droite remportent une majorité des suffrages exprimés.

#### Élection présidentielle la plus récente
Lors du second tour de l'élection présidentielle de 2017, Emmanuel Macron (EM), élu, a recueilli 76,78 % des suffrages exprimés et Marine Le Pen (RN), 23,22 % des suffrages ; le taux de participation était de 78,16 %.

#### Élection municipale la plus récente
Le nombre d'habitants au recensement de 2017 étant compris entre 10 000 et 19 999, le nombre de membres du conseil municipal pour l'élection de 2020 est de 33.
Lors des élections municipales de 2020, les 33 conseillers municipaux ont été élus à l'issue du second tour, lors duquel le taux de participation était de 50,25 %. Dix conseillers ont été élus au conseil communautaire. Les six listes en présence se présentaient avec les étiquettes Union de la droite (LUD), La République en marche (LREM), Union de la gauche (LUG), Divers droite (LDVD), Rassemblement national (LRN) et Divers centre (LDVC).
La liste LUD a obtenu 25 des 33 sièges au conseil municipal et 8 au conseil communautaire.

### Liste des maires
Depuis 1947, quatre maires seulement se sont succédé à La Baule-Escoublac :
| Période        | Période        | Identité         | Étiquette        | Qualité |
| -------------- | -------------- | ---------------- | ---------------- | --- |
| 1945           | 1971           | René Dubois      | FNRI             | Médecin, chef de clinique ; résistant ; député, sénateur, conseiller général du canton de Guérande                         |
| 1971           | 1995           | Olivier Guichard | UDR puis RPR     | Député de la Loire-Atlantique, conseiller général du canton de Guérande, président de la région Pays de la Loire, ministre |
| 1995           | 5 juillet 2020 | Yves Métaireau   | UDF, UMP puis LR | Financier, président de Cap Atlantique                                                                                     |
| 5 juillet 2020 | En cours       | Franck Louvrier  | LR               | Communicant, conseiller régional des Pays de la Loire (depuis 2010)                                                        |

### Finances locales
La Baule-Escoublac appartient à la strate des communes ayant une population comprise entre 10 000  et   20 000 habitants.
En 2016, le total des produits de fonctionnement de la commune s'établit à 40,5 millions d'euros, pour un total des charges de fonctionnement de 30,3 millions d'euros, soit un résultat comptable de 10,2 millions d'euros, ou 627 euros par habitant, à comparer à la moyenne de la strate qui est de 133 euros par habitant.

#### Capacité d’autofinancement
Le tableau ci-dessous présente l'évolution de la capacité d'autofinancement, un des indicateurs des finances locales de La Baule-Escoublac sur la période de 2005 à 2016 :
|                      | 2006 | 2007 | 2008 | 2009 | 2010 | 2011 | 2012 | 2013 | 2014 | 2015 | 2016 |
| -------------------- | ---- | ---- | ---- | ---- | ---- | ---- | ---- | ---- | ---- | ---- | ---- |
| La Baule-Escoublac   | 211  | 596  | 695  | 557  | 617  | 708  | 649  | 686  | 623  | 731  | 729  |
| Moyenne de la strate | 160  | 153  | 149  | 159  | 183  | 201  | 192  | 180  | 164  | 183  | 186  |

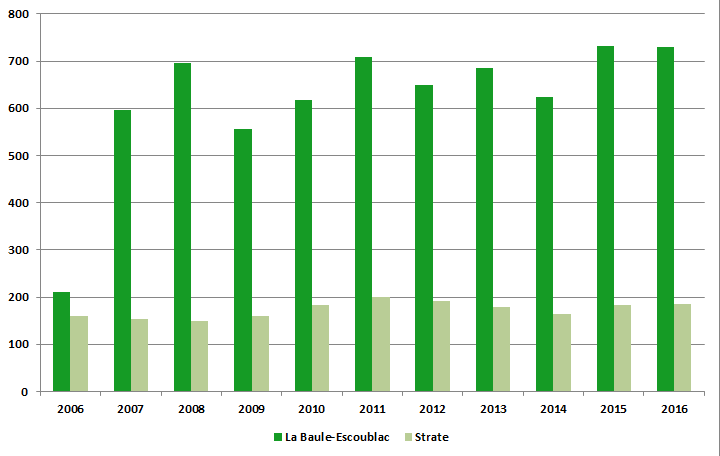
Capacité d'autofinancement à La Baule-Escoublac de 2006 à 2016
Résultats exprimés en €/habitant.
Strate : communes de 10000 habitants appartenant à un groupement fiscalisé.

La capacité d'autofinancement de la commune, comparée à la moyenne de la strate, semble observer des cycles assez longs ; elle est très supérieure à la moyenne de 2006 à 2016. Le fonds de roulement, varie au-dessus de la moyenne de la strate pour les années 2012, 2013, 2015 et 2016 — en 2016, il s’établit à 429 € vs. 276 € pour la strate — et au-dessous pour les années 2010, 2011 et 2014.

#### Endettement
L'endettement de La Baule-Escoublac au 31 décembre 2016 peut s'évaluer à partir de trois critères : l'encours de la dette, l'annuité de la dette et sa capacité de désendettement :
- l'encours de la dette pour une valeur de 15 531 000 €, soit 959 € par habitant, est supérieur de 4,4 % à la valeur moyenne calculée pour les communes de la même strate (918 € par habitant). Depuis 5 ans, ce ratio fluctue et présente un minimum de 583 € par habitant en 2011 et un maximum de 1 711 € par habitant en 2013[200] ;
- l'annuité de la dette pour une somme de 5 453 000 €, soit 337 €par habitant, est supérieure de 251 % à la valeur moyenne calculée pour les communes de la même strate (134 € par habitant). En partant de 2011 et jusqu'à 2016, ce ratio fluctue et présente un minimum de 154 € par habitant en 2012 et un maximum de 588 € par habitant en 2015[200] ;
- la capacité d'autofinancement (CAF) pour une valeur totale de 11 803 000 €, soit 729 €par habitant, est supérieure de 392 % à la valeur moyenne calculée pour les communes de la même strate (186 € par habitant). Pour la période allant de 2011 à 2016, ce ratio fluctue et présente un minimum de 623 € par habitant en 2014 et un maximum de 731 € par habitant en 2015[200]. La capacité de désendettement est d'environ un an en 2016. Sur une période de 17 années, ce ratio est constant et faible (inférieur à 4 ans).

|                                                                                               | La Baule-Escoublac (€/hab.) | Strate (€/hab.) | Écart                          |
| --------------------------------------------------------------------------------------------- | --------------------------- | --------------- | ------------------------------ |
| Encours de la dette                                                                           | 959 €                       | 918 €           | Picto disque bleu : écart fort |
| Annuité de la dette                                                                           | 337 €                       | 134 €           | Picto disque bleu : écart fort |
| Capacité d'autofinancement                                                                    | 729 €                       | 186 €           | Picto disque bleu : écart fort |
| Écart par rapport à la moyenne de la strate : · de 0 à 10 % ; de 10 à 30 % ; supérieur à 30 % |                             |                 |                                |

#### Fiscalité communale
Le tableau suivant compare les taux d'imposition locaux à ceux des autres communes de la même strate fiscale.
Les taux des taxes ci-dessous sont votés par la municipalité de La Baule-Escoublac. Par rapport à 2015, la taxe d'habitation à 15,65 %, la taxe foncière sur le bâti à 19,66 % et celle sur le non bâti à 47,16 % demeurent quasiment stables.
Le montant de la taxe d'habitation, indicateur de fiscalité directe, s'établit en 2016 à 5 479 €/habitant, contre 1 397 € en moyenne pour les communes de même importance. Cette hiérarchie est stable sur les cinq années précédentes.
|                                                                                               | La Baule-Escoublac (%) | Strate (%) | Écart                           |
| --------------------------------------------------------------------------------------------- | ---------------------- | ---------- | ------------------------------- |
| Taxe d'habitation                                                                             | 15,65                  | 16,61      | Picto disque blanc : écart nul  |
| Taxe foncière sur le bâti                                                                     | 19,66                  | 22,74      | Picto cercle bleu : écart moyen |
| Taxe foncière sur le non bâti                                                                 | 47,16                  | 57,79      | Picto cercle bleu : écart moyen |
| Écart par rapport à la moyenne de la strate : · de 0 à 10 % ; de 10 à 30 % ; supérieur à 30 % |                        |            |                                 |

### Jumelages
Au 30 juin 2017, La Baule-Escoublac est jumelée avec :
- Inverness (Écosse) (Royaume-Uni) depuis 1981 ;
- Hombourg (Sarre) (Allemagne) depuis 1984 ;
- Vila Real de Santo António (Portugal) depuis 2010.

Par ailleurs, depuis le 22 mars 2018, une charte d'amitié unit La Baule-Escoublac à la commune italienne de Cervia.
Enfin selon la mairie, le partenariat entre La Baule-Escoublac et la commune de Nowy Sącz en Pologne — les deux communes ont signé en 2005 une lettre d'intention, s'engageant à « continuer d'œuvrer pour l'établissement de relations amicales et d'échanges » entre les deux villes — n'est désormais plus en vigueur en 2020.

## Équipements et services publics

### Eau et déchets

#### Gestion de l'eau
À partir de la fin 2017 l'alimentation en eau potable de la commune sera complétée par des eaux provenant de la région nantaise,. Avant cette date, l’eau distribuée provient de Campbon, Férel et Guérande.
L'eau distribuée par le réseau d'alimentation est destinée à 85 % à un usage domestique. L'irrigation des terres ne concerne que 5 % de la surface agricole utilisée (SAU) de La Baule-Escoublac.
Selon Cap Atlantique, les besoins en eau pour les activités économiques s'établissent à des niveaux relativement faibles (9 %) et émanent surtout d'une quinzaine de gros consommateurs (besoins supérieurs à 10 000 m3/an) ; ceux-ci appartiennent principalement au secteur touristique : grands hôtels et campings, centres de vacances, société de location de linge, centre hélio-marin. D’autre part, l’eau de mer pompée à proximité est la principale ressource en eau des différents établissements de bains et de thalassothérapie.
La commune délègue à la communauté d'agglomération de la Presqu'île de Guérande Atlantique la gestion et la collecte des eaux potables et pluviales et l’assainissement des eaux usées. Cap Atlantique a confié à SEPIG, une filiale du groupe Saur, la gestion des stations d’épurations et de l’ensemble des équipements du réseau d’eaux usées, ainsi que la collecte, le transport et le traitement des eaux usées. Pour le traitement des eaux usées, La Baule-Escoublac relève de la station d’épuration de Livery, village de la commune de Guérande, inaugurée en septembre 2008. Le schéma de cohérence territoriale de 2011, en accord avec le schéma départemental de sécurisation de l'alimentation en eau potable, envisage la création d'une réserve d’eau d'une capacité de 3 500 m3 à moyen terme sur le secteur Guérande - La Baule-Escoublac.

#### Déchets ménagers
La commune, au sein de la communauté d'agglomération de la Presqu'île de Guérande Atlantique, organise le tri des ordures ménagères en collectant séparément les journaux et les magazines, ainsi que les emballages légers,.
Une déchèterie permettant la collecte des encombrants est en fonction à La Baule-Escoublac, route du Rocher. Près de 40 points d’apport volontaire sont également répartis, en 2017, sur le territoire de la commune. À l’instar de huit autres communes de la communauté d’agglomération Cap Atlantique, La Baule-Escoublac effectue la collecte en porte à porte (PAP) des déchets ménagers grâce à des bacs roulants, les collectes étant accentuées en période estivale. Une collecte de déchets verts est également organisée depuis 2001 deux fois par mois. En 2006, plus de 2 500 tonnes de végétaux ont été collectés et valorisés sur le site de broyage de la localité.
Depuis le 31 mars 2009, les ordures ménagères des communes adhérant à la communauté d’agglomération Cap Atlantique transitent uniquement par la station de transfert de Guérande ; la nouvelle station inaugurée en juin 2015 peut traiter près de 35 000 t de déchets. En revanche, les ordures encombrantes et le tout-venant sont orientés sur la station Keraline d’Herbignac qui a reçu, en 2012, plus de 8 500 t de rebuts. Les déchets recyclables sont, quant à eux, gérés à Guérande ; les quantités d’emballages légers et de journaux et magazines se sont élevées en 2013 respectivement à 1 740 t et 2 650 t pour l’ensemble de la communauté d’agglomération. Pour l’année 2013, le coût de collecte et de traitement s’est monté à 159 € par foyer, une donnée stable depuis 2010.

### Entretien des espaces publics

#### Plage
L’entretien et nettoyage de la plage ont fait l’objet d'un marché public lancé par la commune en 2014 et attribué à la Saur. Le marché couvre deux lots distincts, d'une part le ratissage et le tamisage du sable, avec nettoyage et balayage manuel et d’autre part la collecte des corbeilles de plage, avec tri sélectif, et transport jusqu'au centre de transfert,.
Depuis 2016, la gestion de la plage de La Baule a été concédée à Veolia pour les 20 % occupés par des restaurants et des clubs de plage ou de voile. Après une période d’opposition entre la mairie, les plagistes, l’État et Veolia, une société d'économie mixte locale (SEM) est créée, associant la mairie et Veolia et opérationnelle en octobre 2017 pour la gestion de la concession,.

#### Parc de stationnement et espaces publics
En ce qui concerne la gestion et l’entretien du parc de stationnement et des espaces publics du pôle d'échanges multimodal (PEM) sur le territoire de la ville de La Baule-Escoublac, un marché public, dont le pouvoir adjudicateur est la communauté d’agglomération Cap Atlantique, a été ouvert en octobre 2017.

### Enfance
Le centre communal d'action sociale (CCAS) de La Baule-Escoublac a mis en place des structures d'accueil qui dépendent de l'âge des enfants,. Pour des enfants âgés de six semaines à trois ans, les parents peuvent s'adresser au relais d'assistantes maternelles (RAM), service gratuit d'orientation, soutenu financièrement par la caisse d'allocations familiales (CAF) de Loire-Atlantique. Celui-ci peut les orienter vers la structure « Les petits grains de sable », un centre d'accueil collectif qui peut regrouper jusqu'à vingt enfants simultanément. Le CCAS organise également un système de crèche familiale où jusqu'à quarante enfants peuvent être pris en charge au domicile d'une assistante maternelle agréée par le conseil départemental.
Pour les enfants âgés de quatre à onze ans, et outre les services décrits ci-avant, un regroupement d'associations — l'association périscolaire La Baule (APS) — propose un accueil périscolaire dans les écoles de Tanchoux, le Guézy, Bois-Robin et Paul-Minot, qui permet la prise en charge des enfants le matin et le soir avant et après l’école. De son côté, la maison des jeunes et de la culture (MJC) Saint-Exupéry organise depuis janvier 2015 des activités pour les enfants concernés par l'accueil périscolaire,.

### Personnes âgées
La ville de La Baule-Escoublac a confié au CCAS l'organisation d'un service de portage de repas à domicile pour les personnes âgées, handicapées, momentanément fragilisées ou en perte d’autonomie, qu'elle réside à titre principal ou secondaire dans la localité ; le service fonctionne 365 jours par an. Le CCAS a également conclu un accord avec une société privée, Vitaris-response, afin de fournir un service de téléassistance à domicile.
Deux établissement d'hébergement pour personnes âgées dépendantes (EHPAD) médicalisés sont actifs en 2017 sur le territoire de la commune (résidence de la Forêt d’Escoublac et résidence Quiétus),.
Cette offre d'hébergement est complétée par une résidence non médicalisée proposant desservices pour personnes âgées (résidence Hespérides Malherbe) et une maison de retraite (résidence Bôle Eden),.
L'association France Alzheimer et maladies apparentées a établi, depuis 2007, une halte-relais pour soutenir les aidants confrontés à la maladie d'Alzheimer.
La municipalité et le CCAS organisent un repas annuel, gratuit pour les résidents de la commune âgés de 71 ans et plus. De plus, à l’occasion de la semaine bleue — semaine d'animations destinées aux plus de 60 ans —, le CCAS propose des manifestations, en collaboration avec les établissements d’hébergement et le club Amitié.

### Personnes handicapées
Les personnes handicapées résidant à La Baule-Escoublac peuvent bénéficier des services de téléassistance et de portage de repas à domicile organisés pour les personnes âgées.
Une structure d’aide à la personne, Capvie, autorisée par le conseil départemental propose des services de prise en charge à domicile des personnes ayant perdu ou dont l’autonomie diminue.
D’autre part, l’office de tourisme a obtenu en 2009 la marque « Tourisme et Handicap » pour les handicaps moteurs, visuels, auditifs et mentaux ; le label a été renouvelé en 2014. Cette démarche se décline par un service en langue des signes, des plans de ville et des guides touristiques en braille et des visites de quartiers en audio-description.
L'association Jeunesse et Avenir de La Baule-Escoublac est agréée pour toutes les classes d’âge et son action recouvre les handicaps psychiques, l’autisme et les troubles envahissants du développement (TED), les déficiences intellectuelles avec ou sans troubles associés ; elle possède un siège avenue de Lattre de Tassigny où un institut médico-éducatif (IME) propose une section d'éducation et d'enseignement spécialisé (SEES). L'association intervient également à l’institut thérapeutique, éducatif et pédagogique (ITEP) de la route de Ker Rivaud.
La gare de La Baule-Escoublac a mis en place un service d’accueil aux personnes en situation de handicap.

### Enseignement
La Baule-Escoublac est rattachée à l’académie de Nantes, dans la zone B du calendrier scolaire.
La ville administre quatre écoles maternelles (Le Bois-Robin, Les Pléiades, Tanchoux-Les Érables et Paul-Minot) et quatre écoles élémentaires communales (Tanchoux-Les Érables, Le Bois-Robin, Les Pléiades et Paul-Minot). On compte deux écoles primaires privées (Le Sacré-Cœur et Saint-Joseph) dans la localité.
Le département gère deux collèges (Éric-Tabarly et Grand-Air) et la région Pays de la Loire le lycée général et technologique Grand-Air,. Le collège Grand-Air propose une section internationale de collège en anglais et deux sections bilingues en allemand et en anglais. Il dispose également d'une section sportive pour les disciplines de planche à voile, voile et tennis, ainsi qu’une spécialité donnant accès au brevet d'initiation aéronautique.
Cette dernière spécificité est également dispensée au collège Éric-Tabarly, qui propose de surcroît une section d'enseignement général et professionnel adapté (Segpa).
Le lycée Grand-Air propose une préparation au baccalauréat technologique pour les thématiques mercatique ainsi que ressources humaines et communication.
La Baule-Escoublac partage avec Guérande depuis le 1er janvier 2014 un conservatoire intercommunal de musique,.
Celui-ci propose l'enseignement de près de 30 disciplines instrumentales ainsi que des saisons de concerts.

### Santé
Les soins sur place sont assurés en 2017 par plusieurs praticiens dont près de vingt médecins généralistes, assistés d'auxiliaires médicaux et de neuf pharmacies. La densité de médecins généralistes est de 9,5 pour 10 000 habitants contre 9,29 sur le plan national. Les habitants de la localité ont également accès à l'hôpital intercommunal de la Presqu'île, résultant de la fusion en 2003 du centre hospitalier de Guérande et de l'hôpital local du Croisic, ainsi qu’à l’hôpital de jour pour adultes L’Estran, situé également à Guérande. La clinique de la Brière compte 63 lits de psychiatrie,. La localité a disposé également d'une polyclinique privée — la polyclinique de la Forêt — dotée de 120 lits aujourd’hui transformée en maison de retraite médicalisée. Enfin deux établissements de thalassothérapie, un institut médico-éducatif (IME) — IME Le château — et plusieurs autres résidences de retraite telles les Corallines ou Quiétus viennent s’ajouter à l’offre médicale locale. Les urgences sont traitées par les établissements de Saint-Nazaire, la polyclinique de l'Europe et l'hôpital Cité sanitaire,, situés à quelque douze kilomètres. Aucun lit de chirurgie n’existe dans la localité qui est entièrement dépendante de Saint-Nazaire sur ce sujet.
Le centre de convalescence de La Baule compte 40 lits.

### Justice et sécurité
Dans le ressort de la cour d'appel de Rennes, La Baule-Escoublac relève de Saint-Nazaire pour toutes les juridictions, à l'exception du tribunal administratif, de la cour administrative d'appel et de la cour d’assises, situés tous les trois à Nantes.
La commune se trouve dans la circonscription du commissariat de police de La Baule-Escoublac. Le premier commissariat est créé place de la Victoire le 16 février 1938 ; l’actuel commissariat, place Rhin-et-Danube, a été inauguré le 27 novembre 1971.
Le centre de secours et d'incendie de La Baule et de Guérande est installé à Kerquessaud, écart de Guérande, depuis 2012.

## Population et société

### Démographie
Selon le classement établi par l'Insee en 2020, La Baule-Escoublac est une commune urbaine, une des 17 communes de l'unité urbaine de Saint-Nazaire, qui s'étend de Donges au Croisic ; elle fait partie de l'aire d'attraction de Saint-Nazaire et de l'espace urbain de Nantes-Saint-Nazaire. Elle appartient à la communauté d'agglomération de la Presqu'île de Guérande Atlantique, à la zone d’emploi de Saint-Nazaire et au bassin de vie de cette dernière.
Les habitants de la commune sont appelés les Baulois.

#### Évolution démographique
L'évolution du nombre d'habitants est connue à travers les recensements de la population effectués dans la commune depuis 1793. Pour les communes de plus de 10 000 habitants les recensements ont lieu chaque année à la suite d'une enquête par sondage auprès d'un échantillon d'adresses représentant 8 % de leurs logements, contrairement aux autres communes qui ont un recensement réel tous les cinq ans,.

En 2022, la commune comptait 16 613 habitants, en évolution de +7,49 % par rapport à 2016 (Loire-Atlantique : +6,68 %, France hors Mayotte : +2,11 %).
| 1793  | 1800 | 1806  | 1821 | 1831  | 1836  | 1841  | 1846  | 1851  |
| ----- | ---- | ----- | ---- | ----- | ----- | ----- | ----- | ----- |
| 1 600 | 796  | 1 113 | 933  | 1 238 | 1 227 | 1 190 | 1 179 | 1 217 |

| 1856  | 1861  | 1866  | 1872  | 1876  | 1881  | 1886  | 1891  | 1896  |
| ----- | ----- | ----- | ----- | ----- | ----- | ----- | ----- | ----- |
| 1 180 | 1 157 | 1 200 | 1 172 | 1 223 | 1 415 | 1 535 | 1 648 | 1 912 |

| 1901  | 1906  | 1911  | 1921  | 1926  | 1931  | 1936  | 1946   | 1954   |
| ----- | ----- | ----- | ----- | ----- | ----- | ----- | ------ | ------ |
| 1 777 | 2 167 | 2 727 | 3 395 | 5 051 | 6 126 | 6 115 | 15 205 | 13 166 |

| 1962   | 1968   | 1975   | 1982   | 1990   | 1999   | 2006   | 2011   | 2016   |
| ------ | ------ | ------ | ------ | ------ | ------ | ------ | ------ | ------ |
| 13 004 | 13 336 | 15 006 | 14 553 | 14 845 | 15 833 | 16 095 | 16 112 | 15 455 |

| 2021   | 2022   | - | - | - | - | - | - | - |
| ------ | ------ | - | - | - | - | - | - | - |
| 16 468 | 16 613 | - | - | - | - | - | - | - |

La légère baisse du nombre d'habitants observée entre les recensements de 1896 et 1901 est en partie imputable à la création de la commune de Pornichet en 1900 à partir d'une partie des territoires des communes d’Escoublac et Saint-Nazaire. À partir du 1er mars 1943 l'évacuation totale de la population civile de la commune de Saint-Nazaire est décidée. Les habitants se réfugient dans les communes de la presqu'île de Guérande, dont Escoublac-la-Baule. Cet épisode explique l'augmentation de plus de 9 000 habitants recensés entre 1936 et 1946, le retour des Nazairiens n'ayant pu s'effectuer qu'après des travaux de reconstruction de leur ville. De 15 205 habitants en 1946, la population se réduit à 13 004 en 1962, et ne retrouve une première fois la barrière des 15 000 âmes qu’à partir de 1975.
En 2014, le recensement ne relève toujours que 15 542 habitants.
Durant la période estivale la population de la localité peut atteindre 150 000 habitants.

#### Pyramide des âges
La population de la commune est relativement âgée.
En 2018, le taux de personnes d'un âge inférieur à 30 ans s'élève à 20,3 %, soit en dessous de la moyenne départementale (37,3 %). À l'inverse, le taux de personnes d'âge supérieur à 60 ans est de 49,9 % la même année, alors qu'il est de 23,8 % au niveau départemental.
En 2018, la commune comptait 7 336 hommes pour 8 781 femmes, soit un taux de 54,48 % de femmes, largement supérieur au taux départemental (51,42 %).
Les pyramides des âges de la commune et du département s'établissent comme suit.
| Hommes | Classe d’âge | Femmes |
| ------ | ------------ | ------ |
| 1,5    | 90 ou +      | 4,1    |
| 15,2   | 75-89 ans    | 19,9   |
| 28,0   | 60-74 ans    | 30,2   |
| 20,8   | 45-59 ans    | 18,6   |
| 10,4   | 30-44 ans    | 10,0   |
| 12,0   | 15-29 ans    | 8,7    |
| 12,2   | 0-14 ans     | 8,4    |

| Hommes | Classe d’âge | Femmes |
| ------ | ------------ | ------ |
| 0,6    | 90 ou +      | 1,8    |
| 6      | 75-89 ans    | 8,6    |
| 15,1   | 60-74 ans    | 16,4   |
| 19,4   | 45-59 ans    | 18,8   |
| 20,1   | 30-44 ans    | 19,3   |
| 19,2   | 15-29 ans    | 17,4   |
| 19,5   | 0-14 ans     | 17,6   |

#### Formation
Selon une étude menée par la communauté d’agglomération Cap Atlantique en 2011, 8,7 % du total de la population de la localité est titulaire d’un diplôme du supérieur, contre 5,5 % à Guérande. Les proportions d’étudiants sont conditionnées par la proximité avec les moyens de transports vers Saint-Nazaire et Nantes et au caractère urbain de l’échantillon de population étudié, les communes intégrées dans une unité urbaine présentant globalement une proportion plus forte d’études prolongées. L’étude relève une grande cohérence des diplômes délivrés par rapport à la réalité économique du territoire ; dans le cas de La Baule, le BTS animation et gestion touristiques locales en est une bonne illustration.

### Vie associative

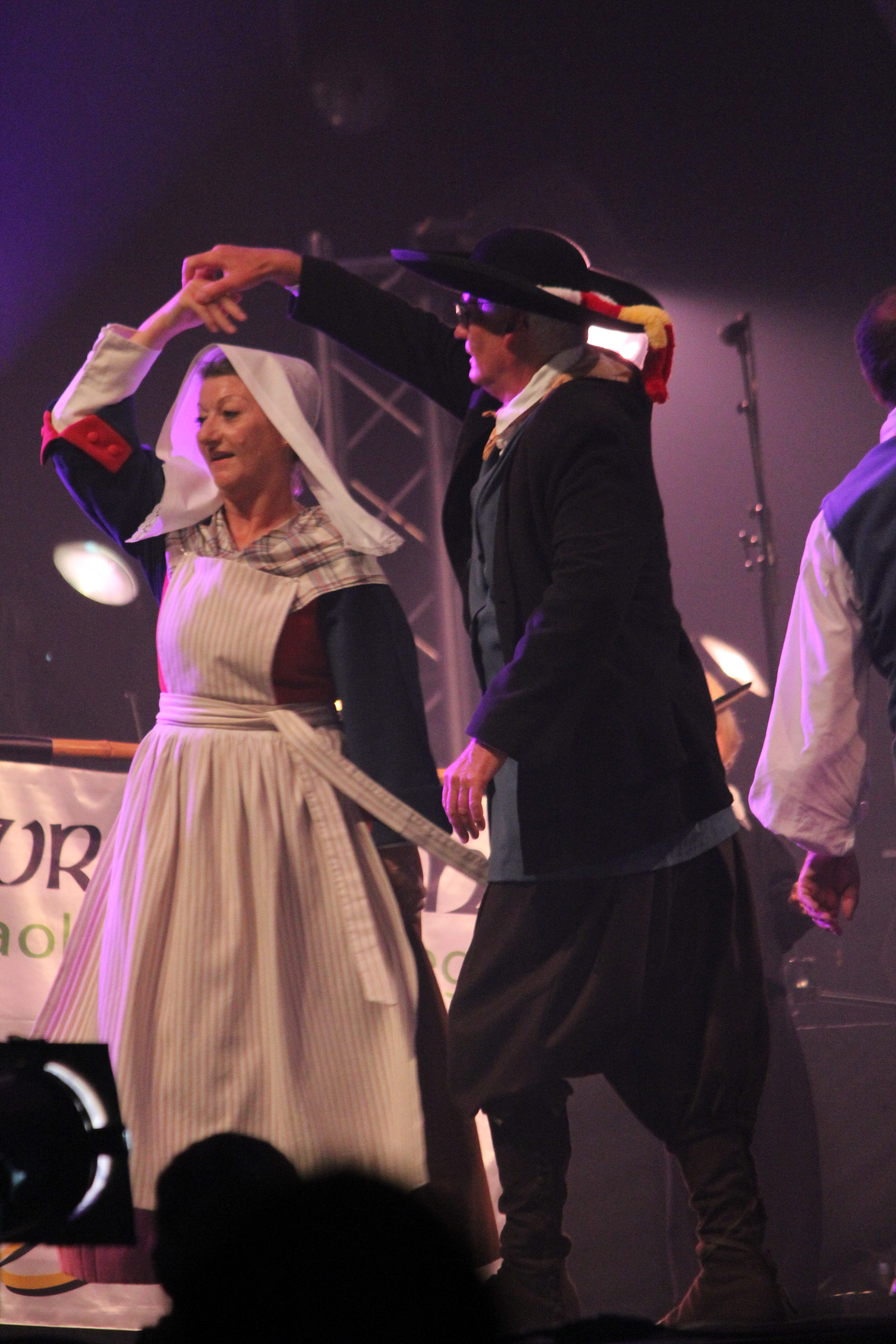
Le cercle celtique Ar Vro Wenn.

Au 1er janvier 2017, près de cent soixante-dix associations regroupent les activités des Baulois. On dénombre en particulier quarante-cinq associations sportives, de danse et de bien-être aux côtés d’associations culturelles et de loisirs,.
Tous les ans depuis 2011, la ville organise deux fois par an un forum des associations, permettant la présentation des différents groupements aux Baulois. L’édition de mars 2017 a été l’occasion d’honorer le pardon de La Baule, le comité des fêtes d'Escoublac, l'Outil en main, Actions cancer 44 et la maison des jeunes et de la culture.

### Sports et loisirs

#### Équipements culturels et sportifs

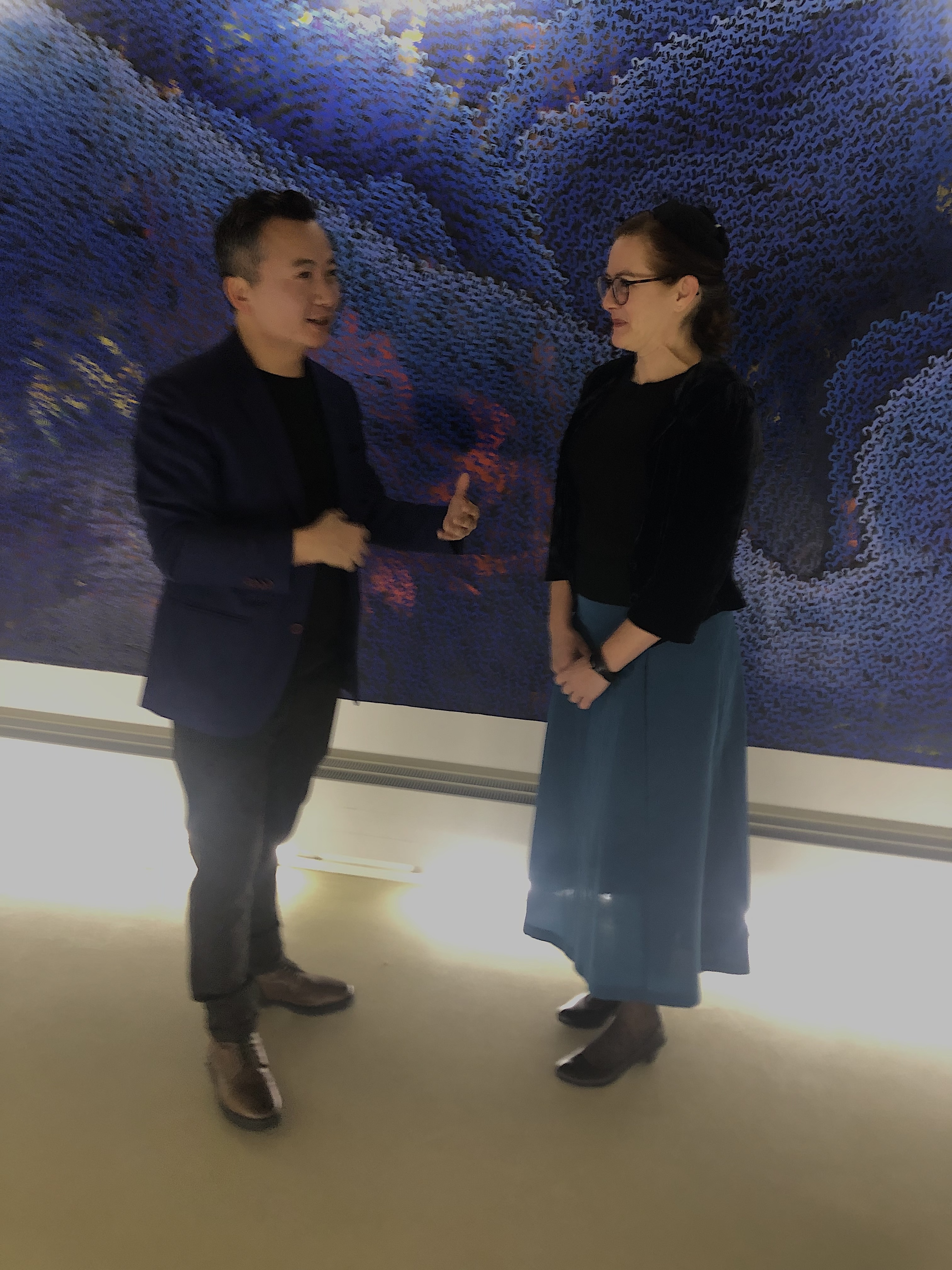
Rétrospective OtGO 2024 au musée Bernard-Boesch. L'artiste OtGO et Mélanie Grasset, commissaire de l’exposition.

La bibliothèque et médiathèque Henri-Queffélec, outre la consultation et le prêt d'ouvrages, accueille des animations, des expositions thématiques et des conférences d’auteurs,. Un service de bibliobus, transportant près de 1 500 livres se déplace dans les différents quartiers de la localité chaque semaine à jours et à heures fixes. Un service d’échange de livres sous la forme de bookcrossing est géré par la bibliothèque depuis mai 2017.
L'espace culturel de la chapelle Sainte-Anne accueille des manifestations culturelles telles que les Écrivains de bord de mer, les salons d’automne et de printemps de la société littéraire et artistique de La Baule ou le festival de musique de chambre de l’été musical de la localité.
Le musée Bernard-Boesch a pour vocation, outre la présentation d’œuvres artistiques, l’accompagnement des créateurs grâce à sa maison atelier indépendante accueillant les artistes en résidence,.
Le musée aéronautique Presqu'Île Côte d'Amour (MAPICA) se dédie depuis 1980 à la restauration et à la conservation du patrimoine aéronautique. Il a reçu le diplôme d'honneur Phoenix de la Fédération aéronautique internationale pour avoir restauré un biplan Caudron-Renault C-275 « Luciole ». Une nouvelle distinction, de l'Aéro-Club de France cette fois, le récompense en 1999 pour son travail sur un monoplan de type parasol Morane-Saulnier 317.
Le palais des congrès Atlantia propose 3 000 m2 d’espaces modulables, comprenant un auditorium de 900 places, des salles de travail ou d’exposition et une structure de restauration. Il accueille de façon récurrente le festival de l'image d’entreprise Films & companies ainsi que le festival Cinéma et musique de film,.
Le palais Atlantia actuel est la 3e réalisation d’un palais des congrès communal à La Baule. Il est issu des délibérations municipales du 25 février 1984 et du choix du projet de l’architecte baulois Jean-Paul Canseliet ; il est inauguré le 11 juin 1987.
Il prend la forme, depuis décembre 2013 d’une société publique locale (SPL) détenue majoritairement par La Baule-Escoublac et la communauté d'agglomération de la Presqu'île de Guérande Atlantique.
La ville dispose du stade municipal Moreau-Defarges et des complexes sportifs Alain-Burban, Maud-Fontenoy et Jean-Gaillaron - Les Salines.
Elle héberge une école de voile et est dotée du centre nautique municipal Aquabaule, de terrains de tennis au Country club, au Garden et au Sporting et de plusieurs structures permettant la pratique de l'équitation — le centre équestre, le stade François-André, l'allée cavalière et le manège des platanes.
La piscine municipale est le résultat d’un projet de l’architecte Libergé, retenu par le conseil municipal le 7 novembre 1966. Une première tranche comprenant le bassin de plein air est inaugurée en août 1968 et l’ensemble nautique est livré dans son entièreté en 1971. La livraison du nouveau projet, toujours sous le vocable d'« Aquabaule », initialement prévue pour la fin de 2018, devait avoir lieu au printemps 2019.

#### Événements sportifs
Le Grand Prix automobile de La Baule a été organisé à dix reprises entre 1924 et 1952. De 100 km à ses débuts, le Grand Prix se déroule à partir de 1931 sur 150 km puis, en 1938, sur 121,24 km.
Ce Grand Prix a été précédé le 31 mai 1919 par des courses automobiles qui se déroulent alors sur toute la longueur de la plage qui sépare Pornichet du Pouliguen.

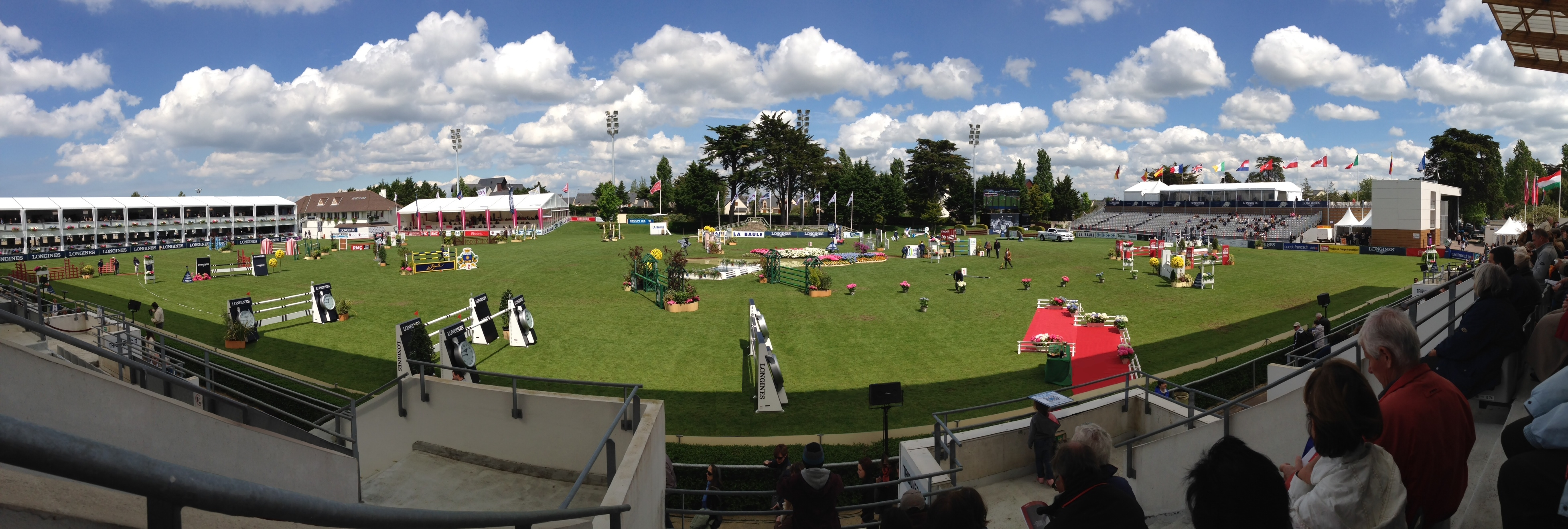
Le stade François-André lors du CSIO-5* de La Baule 2013.

Le Jumping international de France, créé à La Baule en 1962 sous le nom de « Grand Prix de La Baule », est l'une des plus importantes épreuves internationales de saut d'obstacles. Il accueille chaque année, dans le stade François-André, la première étape de la coupe des nations de saut d'obstacles, puis le Grand Prix CSIO-5* Longines de La Baule et enfin le derby de la région des Pays de la Loire,.
Le cercle nautique La Baule-Le Pouliguen-Pornichet est un club de voile né de la fusion de trois organisations fondées en 1872, le comité du cercle nautique de La Baule, la société des régates du Pouliguen et le centre de voile et de plaisance du Pouliguen. Il a à son actif la création d'événements sportifs à portée internationale telles le La Baule-Dakar, créé en 1980, ou le Triangle Ouest-France — 10 éditions entre 1980 et 1990. Le cercle est récompensé en décembre 2010 par la fédération française de voile dans la catégorie École de sport,.
Le triathlon de La Baule, créé en 1988, est organisé par une association d'étudiants de l'école de commerce de Nantes, l'Audencia business school. Il comprend neuf courses suivant le sexe, l’âge et les difficultés.
En revanche le marathon de la Côte d'Amour, course de 42,195 km entre Le Croisic et Pornichet traversant la commune depuis 2003, a vu sa dernière édition en 2013.
En 2018, La Baule-Escoublac est ville-étape du Tour de France pour la 3e fois. Le 10 juillet, la 4e étape du Tour conduit en effet les cyclistes de La Baule à Sarzeau (Morbihan). Deux précédentes éditions ont fait étape dans la localité, en 1965 et en 1972. En 1988, en prélude du grand départ réel du Tour de France donné à Pontchâteau, le tout premier « village départ » est installé la veille à La Baule, la ville n'accueillant toutefois pas à cette occasion une étape officielle mais l'arrivée d'une courte épreuve ne comptant pas pour le Tour lancée depuis Pornichet et intitulée « Préface ».

#### Chemins de randonnée
« La petite marchande » est un circuit pédestre de 10 km qui traverse la forêt d’Escoublac et parcourt l’arrière-pays baulois. Il tient son nom d'une mercière ambulante, Pauline Antignac, morte en 1963, qui passait de village en village avec une voiture d’enfant pour vendre sa marchandise,.
Le circuit des mottes parcourt également 10 km dans le bocage escoublacais. Il s’élance comme le précédent de la place de la mairie d’Escoublac et visite plusieurs mottes castrales érigées en protection de demeures seigneuriales au Moyen Âge.
Un troisième chemin balisé de 10 km, dit « circuit du Bois d’Amour » serpente dans la forêt située à l’est du boulevard de Cacqueray.

### Médias
La presse écrite locale est dominée par le Groupe Sipa - Ouest-France et ses éditions Ouest-France et Presse-Océan. Des journaux locaux dont la diffusion est plus modeste sont également publiés.

Le logo de L'Écho de la Presqu'île.

Ainsi, L'Écho de la Presqu'île guérandaise et de Saint-Nazaire est un hebdomadaire régional d’information paraissant le vendredi, dont le siège social se situe à Guérande. Selon les chiffres de l’OJD, la diffusion totale pour 2015 a été de l’ordre de 15 000 numéros en moyenne sur l’année.
Outre au canton de Guérande, la diffusion du périodique s’étend aux cantons de La Baule-Escoublac, Muzillac, Pontchâteau, Savenay et Saint-Nazaire. Il appartient depuis 2007 au groupe groupe SIPA - Ouest-France par le biais de sa filiale Publihebdos.
La Baule + est un mensuel gratuit qui vient compléter l’offre de la presse écrite locale. Tiré à près de 35 000 exemplaires, sa ligne éditoriale est proche de l’extrême droite et relaie des opinions pro-russes, pro-Trump, "anti-woke", anti-vax, proches des milieux conspirationnistes et de réinformation. Son co-fondateur est Yannick Urrien, ancien chroniqueur à Vacteurs Actuelles, mais aussi à l'origine de la création de Radio Solidarité, de Voltage FM et de Kernews. Il a été candidat sous l'étiquette "divers droite" aux élections législatives de juin 2012 dans la 9ème circonscription des Français établis hors de France, à l'issue desquelles il est déclaré inéligible durant 3 ans par le Conseil constitutionnel pour non-présentation des comptes de campagne. 
Le Rigadeau déchaîné est un journal éphémère, publié à l’occasion des élections municipales de mai 1935 et imprimé à Saint-Nazaire. Son sous-titre indique « canard satyrique et impartial, paraissant au gré des flots »,. Il disparaît dès la fin des élections de 1935.
La Baule.TV est une chaîne de télévision locale, la première  Web TV de la presqu’île créée en avril 2005. Après une interruption en 2010, elle émet à nouveau à partir de 2014. Son programme se compose essentiellement de reportages et d’émissions courtes traitant des divers aspects de la vie de la presqu'île guérandaise.
Kernews est une station de radio locale basée à La Baule-Escoublac qui émet sur la  fréquence de 91,5 MHz, pour diffuser des programmes atteignant La Baule-Escoublac, Saint-Nazaire, Nantes, Pornic, Noirmoutier et Vannes. Outre les informations et de nombreux invités de la vie locale, Kernews se distingue par une programmation musicale à dominante pop-rock. Son fondateur est Yannick Urrien, qui dirige La Baule +.

### Cultes
Le culte catholique est pratiqué à La Baule-Escoublac ; la paroisse Notre-Dame et Sainte-Thérèse couvre l'ensemble du territoire de la commune et est rattachée à la zone pastorale de la presqu'île guérandaise dans le diocèse de Nantes, suffragant depuis 2003 de la province ecclésiastique de Rennes qui regroupe les diocèses des régions Bretagne et Pays de la Loire. Mgr Jean-Paul James est l’évêque de ce diocèse depuis le 8 juillet 2009.
Le culte est pratiqué dans les églises Notre-Dame et Sainte-Thérèse à La Baule, dans l'église Saint-Pierre à Escoublac et dans la chapelle du Sacré-Cœur,.
La chapelle de l'Annonciation, temple protestant construit en 1930 rue Edmond-Rostand, accueille les fidèles de l'Église protestante unie de France pour des cultes hors saison (Noël, Pâques et Pentecôte) et pour des cultes hebdomadaires en juillet et août.
Le culte juif est pratiqué, durant les mois d'été, à la synagogue de l'avenue du Bois d'Amour,.
Il n'y a pas de lieu de culte musulman à La Baule.

## Économie

### Revenus de la population et fiscalité
En 2011, le revenu fiscal médian par ménage était de 31 511 €, ce qui plaçait La Baule-Escoublac au 13 193e rang parmi les 31 886 communes de plus de 49 ménages en métropole. En 2013, 32,0 % des foyers fiscaux n'étaient pas imposables.

### Emploi
En 2014, la population âgée de 15 à 64 ans s'élevait à 7 995 personnes, parmi lesquelles on comptait 69,9 % d'actifs dont 61,4 % ayant un emploi et 8,5 % de chômeurs.
On comptait alors 5 938 emplois dans la zone d'emploi, contre 6 720 en 2009. Le nombre d'actifs ayant un emploi résidant dans la zone d'emploi étant de 5 041, l'indicateur de concentration d'emploi est de 117,8 %, ce qui signifie que la zone d'emploi offre un peu plus d’un emploi par habitant actif.

### Entreprises et commerces
Au 31 décembre 2015, La Baule-Escoublac comptait 2 821 établissements : 19 dans l’agriculture-sylviculture-pêche, 78 dans l'industrie, 212 dans la construction, 2 187 dans le commerce-transports-services divers et 325 étaient relatifs au secteur administratif.
En 2015, 174 entreprises ont été créées à La Baule-Escoublac, dont 97 par des micro-entrepreneurs.
Le tableau ci-dessous détaille les établissements actifs par secteur d'activité au regard du nombre de salariés :
|                                                              | Total | %     | 0 salarié | 1 à 9 salariés | 10 à 19 salariés | 20 à 49 salariés | 50 salariés ou plus |
| ------------------------------------------------------------ | ----- | ----- | --------- | -------------- | ---------------- | ---------------- | ------------------- |
| Ensemble                                                     | 2 821 | 100,0 | 2 043     | 691            | 46               | 26               | 15                  |
| Agriculture, sylviculture et pêche                           | 19    | 0,7   | 11        | 8              | 0                | 0                | 0                   |
| Industrie                                                    | 78    | 2,8   | 42        | 23             | 7                | 3                | 3                   |
| Construction                                                 | 212   | 7,5   | 150       | 56             | 5                | 1                | 0                   |
| Commerce, transports, services divers                        | 2 187 | 77,5  | 1 579     | 562            | 26               | 14               | 6                   |
| dont commerce et réparation automobile                       | 573   | 20,3  | 352       | 216            | 3                | 2                | 0                   |
| Administration publique, enseignement, santé, action sociale | 325   | 11,5  | 261       | 42             | 8                | 8                | 6                   |
| Champ : ensemble des activités.                              |       |       |           |                |                  |                  |                     |

L'examen de ce tableau amène quelques remarques : l'essentiel de l'activité économique est assuré par des entreprises du secteur tertiaire ; l'agriculture et la pêche représentent une part peu significative de la vie économique de la localité avec 19 établissements actifs ; moins de 5 % de l'activité est assuré par des entreprises du secteur industriel, qui reste concentré sur des structures de moins de dix salariés, tout comme les activités liées à la construction ; l'administration publique, l’enseignement, la santé et l’action sociale forment une activité qui regroupe près de 12 % des entreprises et comptent six des quinze établissements employant plus de 50 salariés.

#### Secteur primaire
Le secteur primaire est peu représenté sur la localité. En 2017, quelques établissements agricoles ou sylvicoles, dont un pratiquant l'agriculture raisonnée et un autre l’élevage de volailles, parmi la vingtaine d’entreprises majoritairement individuelles, maintiennent une activité à La Baule-Escoublac.
La vigne a tenu un rôle important dans l’activité économique de la localité ; de 1833 à 1899, pas moins de sept délibérations du conseil municipal en réglementent les vendanges. L’une d’elles, datant de 1855 indique :

« le conseil, considérant que la commune est chargée d’impôts à cause des sables, que les deux cent cinquante hectares de vignes imposent des gênes aux agriculteurs par l’absence presque complète de récoltes, demande à être considérée comme pauvre pour bénéficier des fonds de secours. »

— Délibération du conseil municipal d’Escoublac du 4 février 1855.

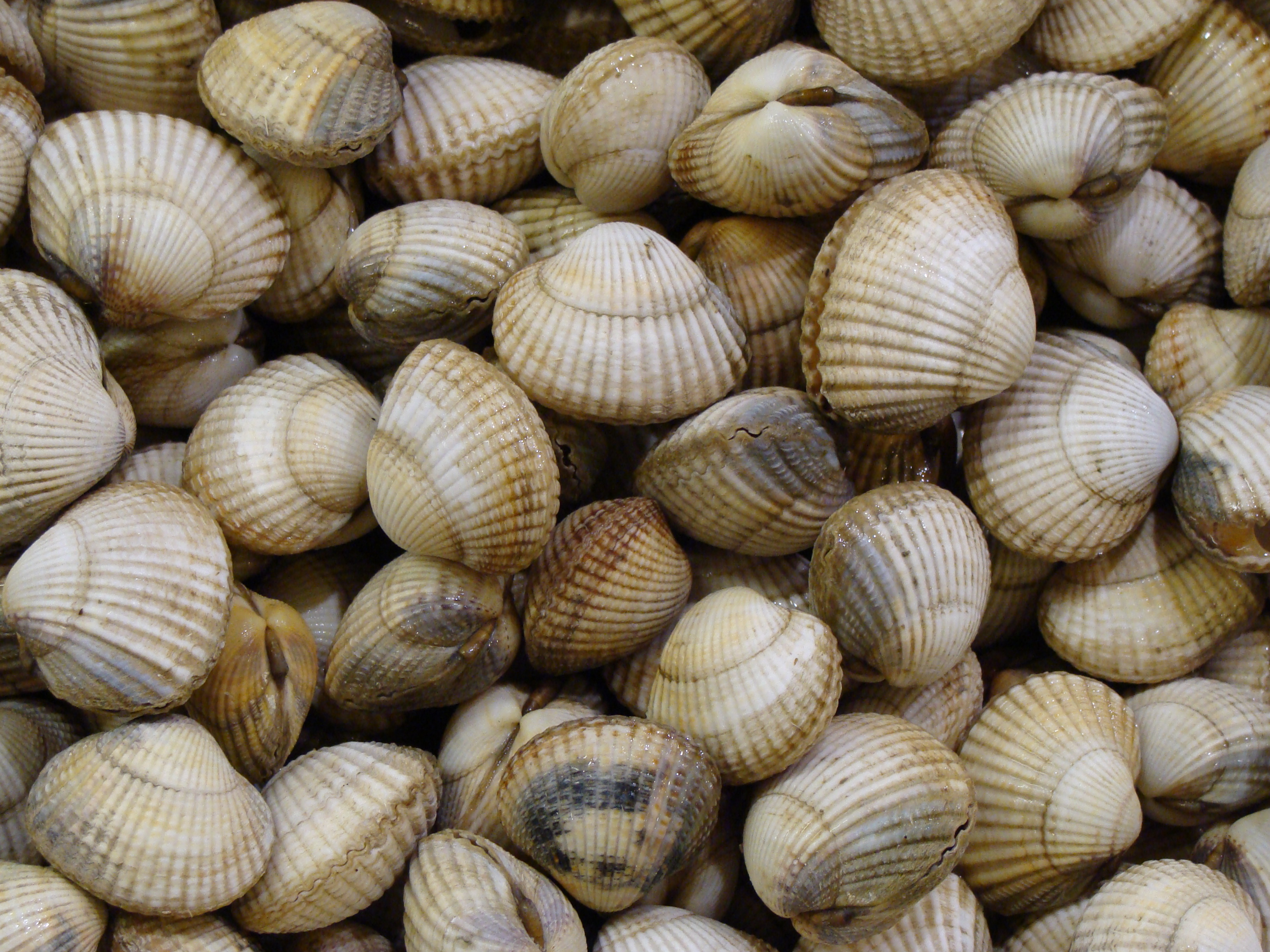
Coque commune.

En 1899, le phylloxéra s’attaque aux deux cents hectares de vigne de la commune.
D’autre part, l’exercice de la pêche à pied professionnelle des coques (Cerastoderma edule) — tout comme la pêche de loisir du même coquillage — sur le gisement de La Baule est encadré par des arrêtés préfectoraux dont le dernier date de 2016. Le gisement de coques de La Baule constitue l'un des trois plus importants au niveau national avec celui de la baie de Somme et celui de la baie des Veys.
Les pêcheurs à pied professionnels possèdent un permis spécifique délivré par les Affaires maritimes. Un quota journalier, dépendant de l'amplitude des marées et des conditions climatiques, est attribué aux pêcheurs à pied — il peut aller jusqu'à 150 kg. Les acheteurs sont positionnés sur des barges flottantes et fournissent des sacs d'une contenance de 32 kg aux pêcheurs. Ceux-ci, à l'aide de râteaux, récoltent les coques et les calibrent. Cette pêche se déroule sous la surveillance de gardes jurés, de la Gendarmerie nationale ou des Affaires maritimes.
La localisation géographique de la localité la place de facto dans des aires de production de produits bénéficiant d’une indication géographique protégée (IGP). C’est le cas en particulier pour la « Farine de blé noir de Bretagne — gwinizh du breizh », la « Mâche nantaise », le « Pâté de campagne breton » et le « Sel de Guérande ».

#### Secteur secondaire
Sur le plan industriel, une agence du groupe Engie, avec 55 salariés, fait partie des employeurs importants de la localité. Par ailleurs, le groupe Lucas, au travers de sa filiale Peinture Ricordel, spécialisée dans les peintures et le traitement des façades, emploie 45 salariés. D'autres établissements, tels les menuiseries HEP — 30 salariés, mais récemment placée en liquidation judiciaire — Ser Alu Plast (20 salariés) ou les installations électriques Sygmatel (20 salariés), constituent le tissu industriel et artisanal de la commune.
Le secteur de la construction représente 7.5 % des établissements actifs au 31 décembre 2015 (soit 212 établissements), dont les trois quarts sont des auto-entrepreneurs. On recense six entreprises du secteur du bâtiment.

#### Secteur tertiaire

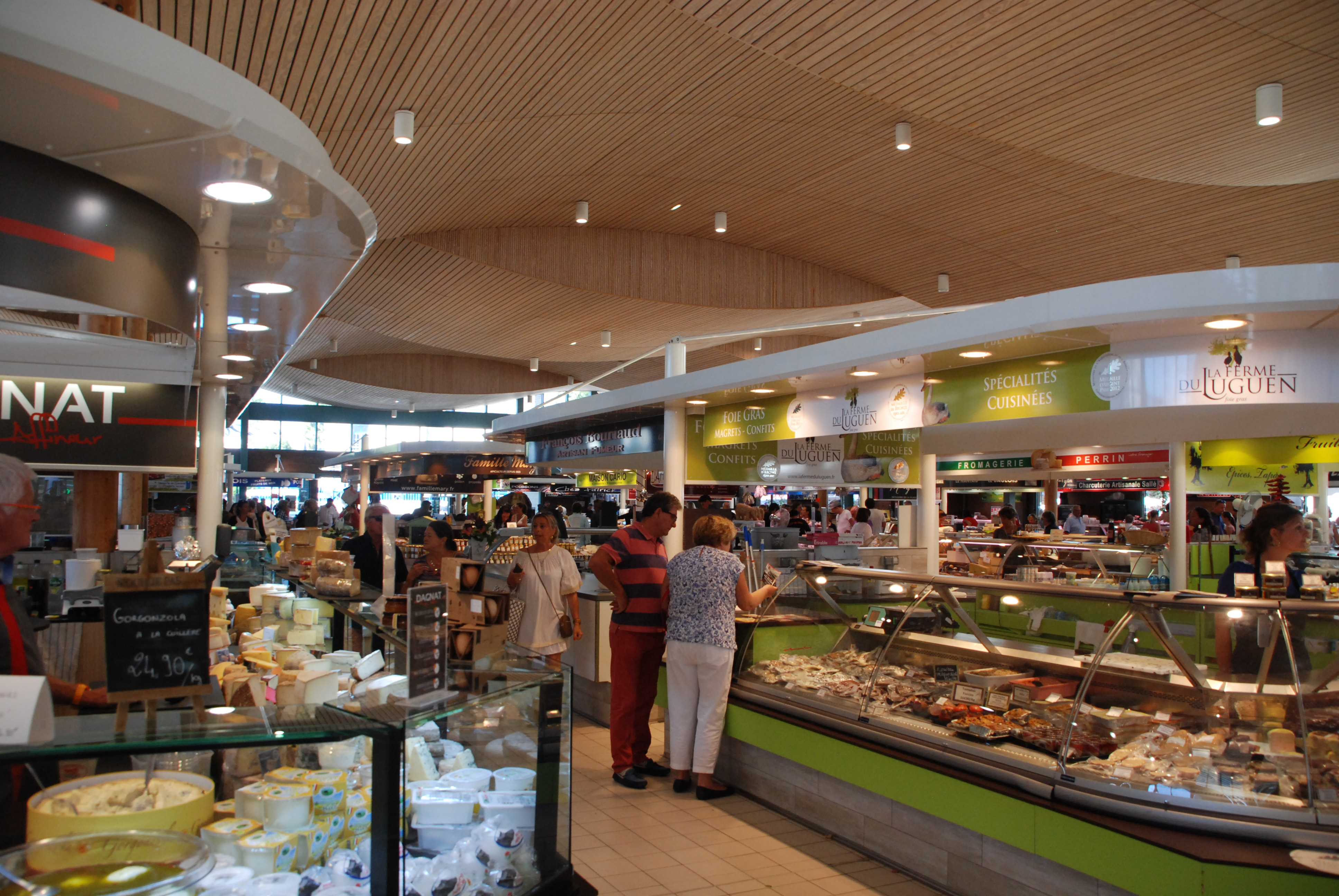
Les halles de La Baule.

Le secteur tertiaire concentre près de la moitié des établissements employant plus de 20 salariés (20 des 41 établissements recensés au 31 décembre 2015). Au sein du groupe Barrière — également propriétaire du casino (105 salariés), des hôtels Royal (85 salariés) et Castel Marie-Louise (40 salariés), du tennis country club et d'un centre de thalassothérapie — l'hôtel Hermitage est l'employeur le plus important d'entre eux avec 180 salariés.
Parmi les entreprises employant plus de 50 salariés en 2015, on peut également citer Jenny Craig, un grand magasin de produits diététiques du groupe Nestlé Protéika (50 salariés),, l'entreprise de nettoyage Impec (90 salariés), la société d'autocars Keolis Atlantique du groupe Keolis (95 salariés) ou les services des eaux de la Saur (140 salariés et de la Sepig (25 salariés,,.
Le port de La Baule - Le Pouliguen — situé sur l’étier du Pouliguen reliant l’océan Atlantique aux marais salants de Guérande et marquant la limite entre les deux communes de La Baule-Escoublac et du Pouliguen — est exploité et géré depuis 2014, et pour une durée de 12 années par la chambre de commerce et d'industrie de Nantes et de Saint-Nazaire sur délégation du SIVU du port de pêche et de plaisance La Baule – Le Pouliguen. Ce port, dont une première structure est connue dès le XVe siècle — quoiqu'avec une orientation perpendiculaire à celle existant à partir de 1516 et jusqu'au XXIe siècle — répond à l'origine aux souhaits des habitants du Pouliguen de transporter le sel récolté dans les marais salants avoisinants. Il s'agit donc à l'origine d'un port de commerce dont l'activité demeure florissante durant les XVIe et XVIIe siècles. Celle-ci marque le pas à partir du XVIIIe siècle et du début du XIXe siècle. Le port tente alors de réagir en armant des flottes pour la pêche à la morue. Ce n’est qu’à partir de 1880 que la rive gauche est aménagée, accompagnant la construction des premières villas du lotissement Benoît à La Baule. Au cours du XXe siècle, le port de commerce et de pêche à la sardine devient essentiellement un port de plaisance,. En juillet 1962, une vasière de 5 000 m2 est remise par l’État à la commune pour la transformer en cale de descente de bateaux à la hauteur du pont qui prolonge l'avenue de Champsavin. L'activité de négoce de plaisance regroupe 4 entreprises en 2011.
La commune propose plusieurs marchés, essentiellement alimentaires, dont certains datent du XIXe siècle. Ainsi le marché de Pornichet — qui jusqu’en 1900 et la séparation du village de Pornichet, appartient au territoire d’Escoublac — a été créé sur base de la délibération du conseil municipal du 4 novembre 1888 sur la place de la chapelle. Cette même année, un autre marché est constitué à La Baule-centre. Il se tient d’abord dans les bois des Aulnes, par la suite transformés en jardin public ; il est ensuite transféré en 1912 dans les halles nouvellement bâties et dessinées par l’architecte Georges Lafont. Deux autres marchés se tiennent l’un au Guézy depuis 1925 et l’autre, depuis 1929, à La Baule-Les Pins ; ce dernier a trouvé un nouvel emplacement sur l’avenue Louis-Lajarrige depuis juin 1994.
Au 1er janvier 2017, la ville compte 26 hôtels (dont 3 établissements cinq étoiles) pour 1 039 chambres. 893 emplacements de camping étaient recensés à la même date.

## Culture locale et patrimoine

### Lieux et monuments

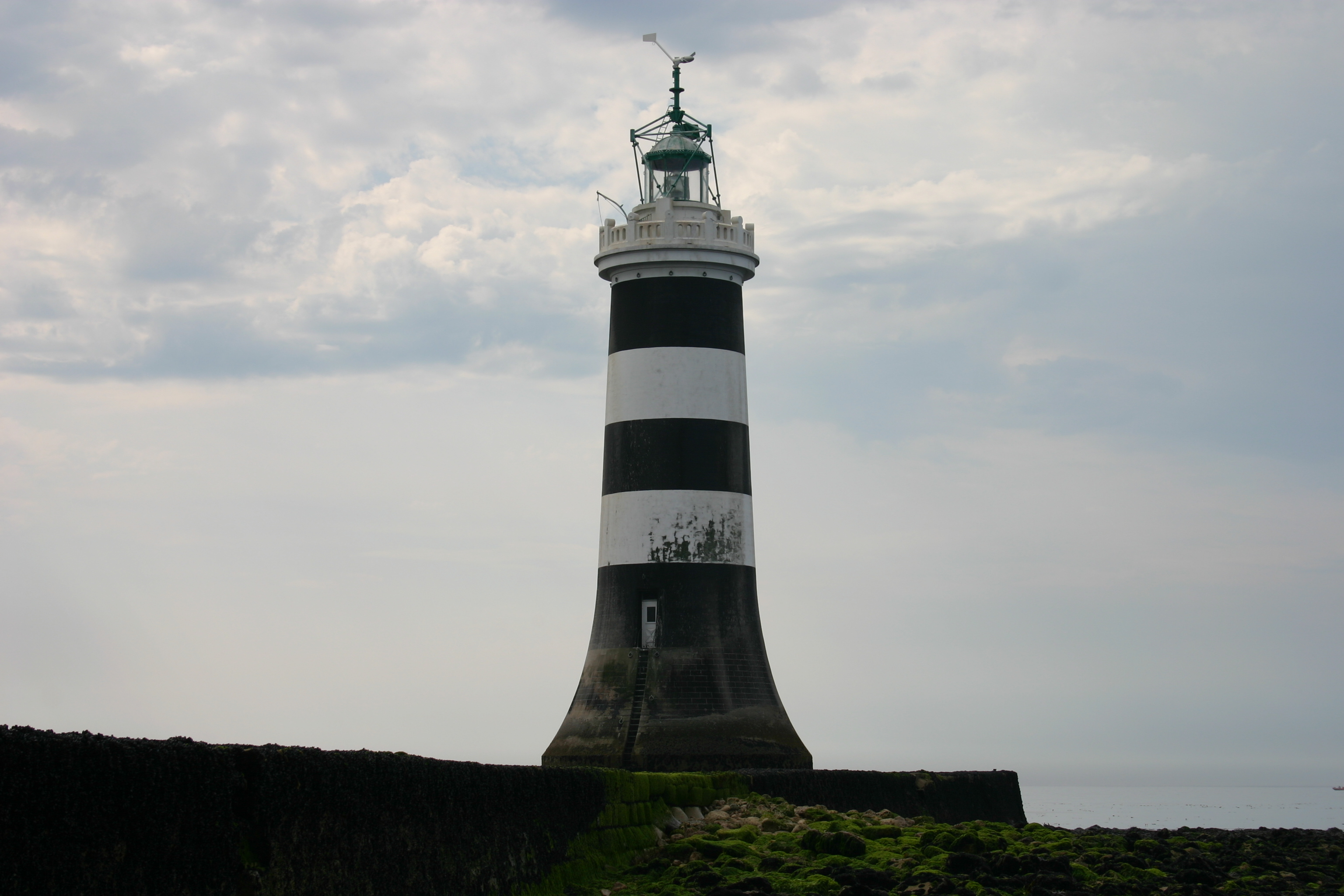
Le phare de la Banche.

Le phare de la Banche constitue l'unique monument de la commune répertorié à l'inventaire des monuments historiques ; il est également inclus dans l'inventaire général du patrimoine culturel. Par ailleurs, la commune compte huit objets répertoriés à l'inventaire des monuments historiques,. Parmi ceux-ci figure le sloop de plaisance Le Lady Trix construit en Écosse par les chantiers navals de Bannatyne en 1909,.

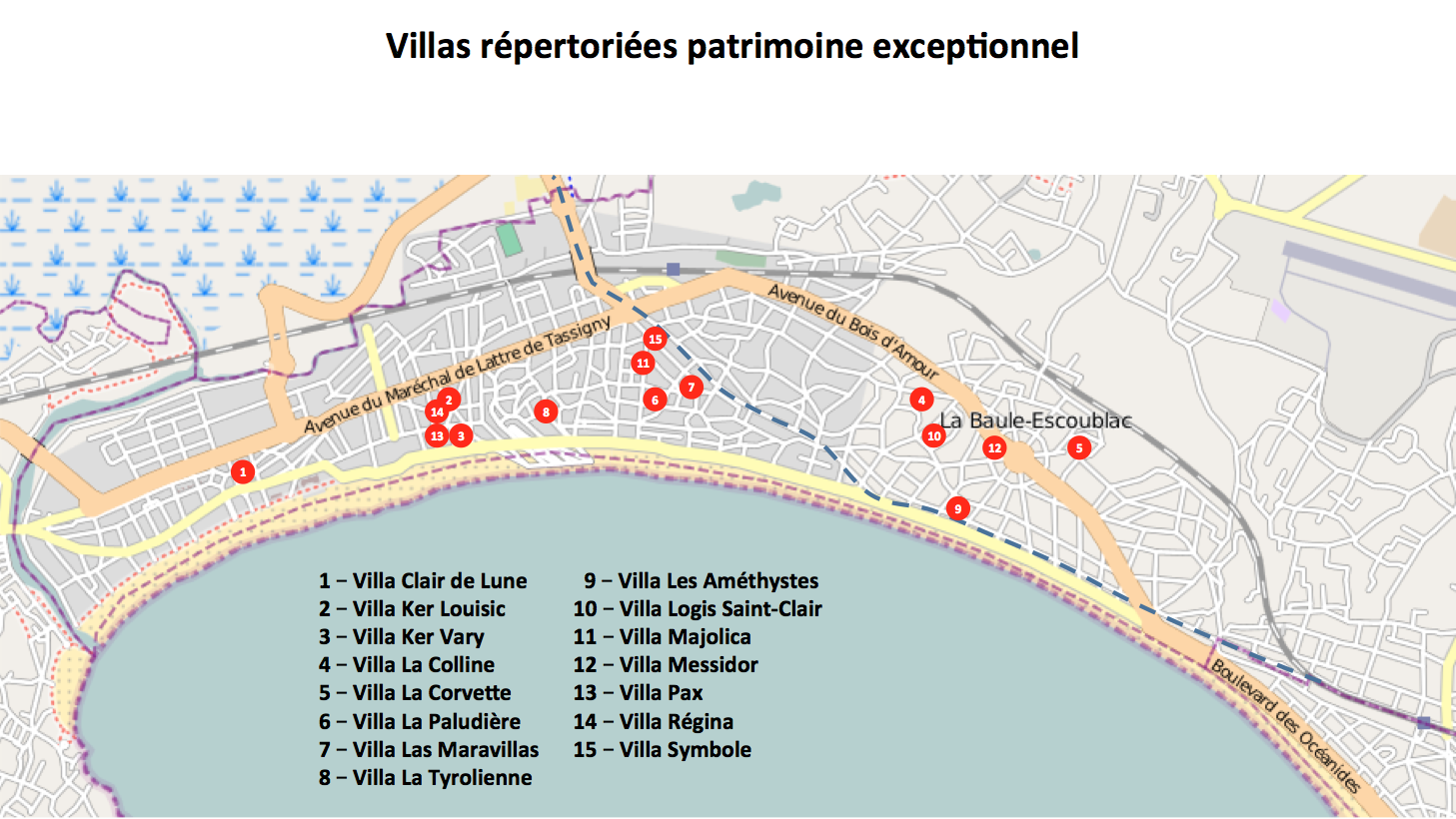
Emplacement des villas répertoriées comme patrimoine exceptionnel.

Le front de mer a été bordé de villas entre 1880 et les Années folles, mais sa physionomie s'est progressivement modifiée à partir des années 1960, lorsque la station balnéaire s'est popularisée. Au XXIe siècle il est constitué principalement d'immeubles de taille moyenne construits après 1960. Il reste de nombreuses villas de la Belle Époque, notamment en arrière du littoral. La zone de protection du patrimoine architectural, urbain et paysager (ZPPAUP) rassemble 6 871 bâtiments, parmi lesquels 15 villas sont distinguées en patrimoine exceptionnel,) ; 699 autres sont recensées en patrimoine remarquable à conserver et 1 741 en patrimoine d’accompagnement essentiel.
Le cimetière militaire britannique d'Escoublac-la-Baule (avenue de la Ville-Halgand) abrite 325 tombes de militaires britanniques, dont 74 non identifiés, et trois de soldats des Forces polonaises. Beaucoup de ces soldats sont des marins du Lancastria coulé en 1940 et des soldats qui participèrent à l'attaque contre le port de Saint-Nazaire en 1942 dite « opération Chariot »,.
Une bâtisse (sur un terrain privé, avenue de la Tour), parfois présentée comme le reste d'une lanterne des morts, est probablement la base d'un moulin de structure particulière, avec partie supérieure en bois, dit « moulin turquois ». Le moulin de Beauregard ou moulin de la falaise (chemin du Moulin) existait au XVe siècle et est resté en activité jusqu'en 1922.
Le manoir de Ker-Allan bâti en granit au XVe siècle est le seul de la commune à avoir conservé une fuie ; sur le domaine se trouve une chapelle initialement consacrée à Saint-Nicolas, puis transformée en pressoir. Datant également du XVe siècle, le château de la Saudraie (chemin du Ménigot) comporte une tour carrée peu fréquente dans la région. Le château de Lesnerac a été bâti au XVe siècle. Du XVIe siècle à 1789, Escoublac demeure sous la juridiction seigneuriale de Lesnerac. Au début du XIXe siècle son propriétaire, le comte de Sesmaisons, crée la grande allée joignant le château à la route de Guérande et fait construire deux pavillons italianisants au bord de cette route. Le manoir de Brédérac (route de Brédérac) du XVIIIe siècle a été la propriété du poète Paul Desforges-Maillard connu pour avoir mystifié le monde des lettres, notamment Voltaire, en se faisant passer pour une poétesse.
L'église Saint-Pierre d'Escoublac inaugurée en 1786, et située à Escoublac, comprend des éléments de style médiéval telle sa tourelle, et rassemble certains éléments de l'ancienne église enfouie sous les sables, comme quelques vitraux, le maître-autel et certaines statues. Le chemin de croix est de 1935, par le peintre Xavier de Langlais.
L'église Notre-Dame, édifiée de 1931 à 1935 dans le centre de la commune, est de style néo-roman. Les vitraux du chœur, de l'atelier Janin-Benoît de Nancy, sont consacrés à la Vierge Marie ; ils se distinguent par un choix de tons froids.
L'église Sainte-Thérèse, construite à partir de 1928 sur des plans d'Adrien Grave, puis reconstruite en 1972 sur le même site, rompt avec les conventions de l'architecture religieuse dans un style typique de son époque.
La chapelle Saint-Anne a été construite entre 1880 et 1886 et prolongée par deux nefs latérales en 1903. Laissée à l'abandon par la suite, la chapelle est acquise par la ville en 1981. En 1989, après rénovation, l'édifice se mue en centre culturel.

Patrimoine religieux (sélection).
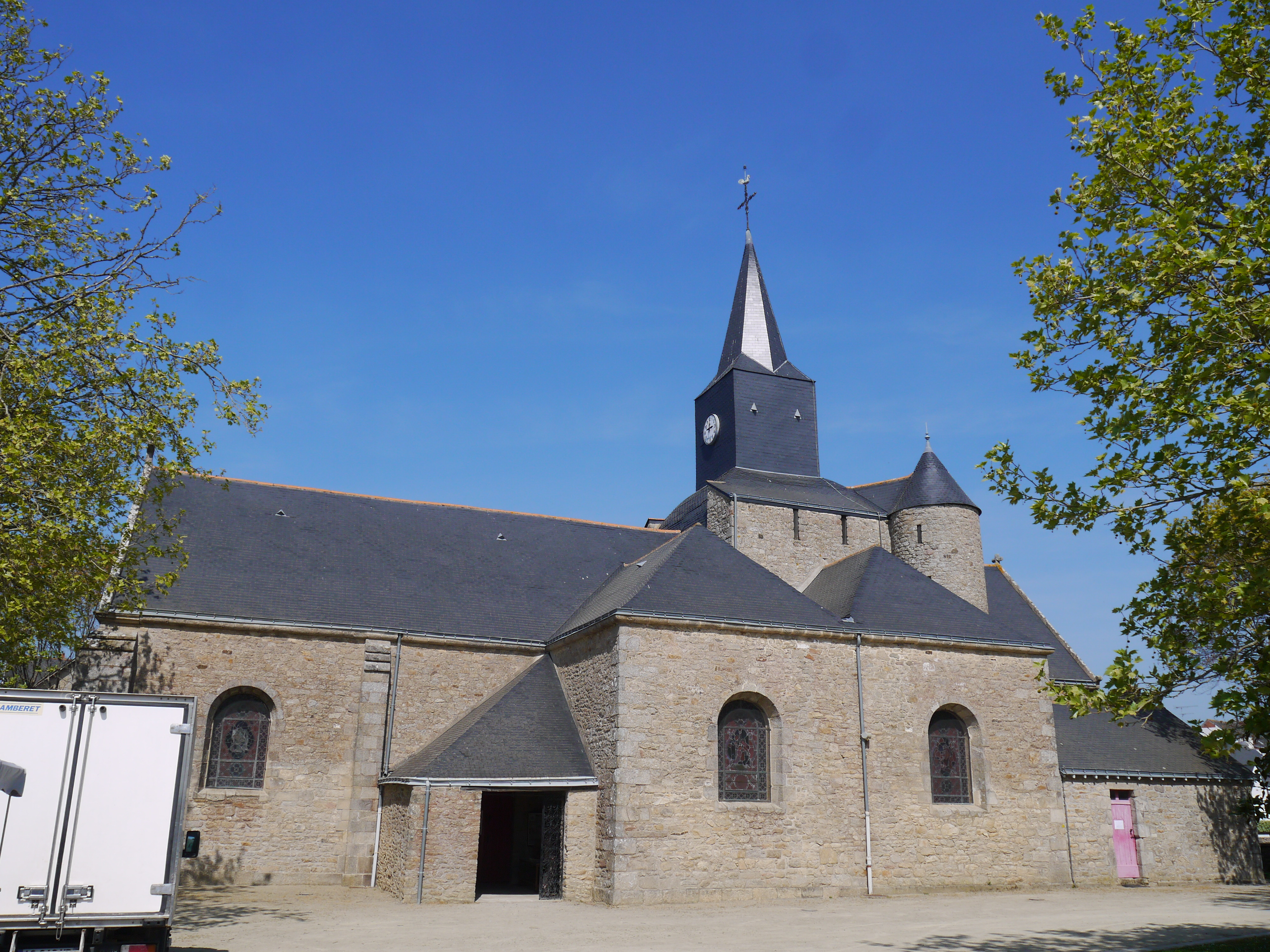
L'église Saint-Pierre d'Escoublac.
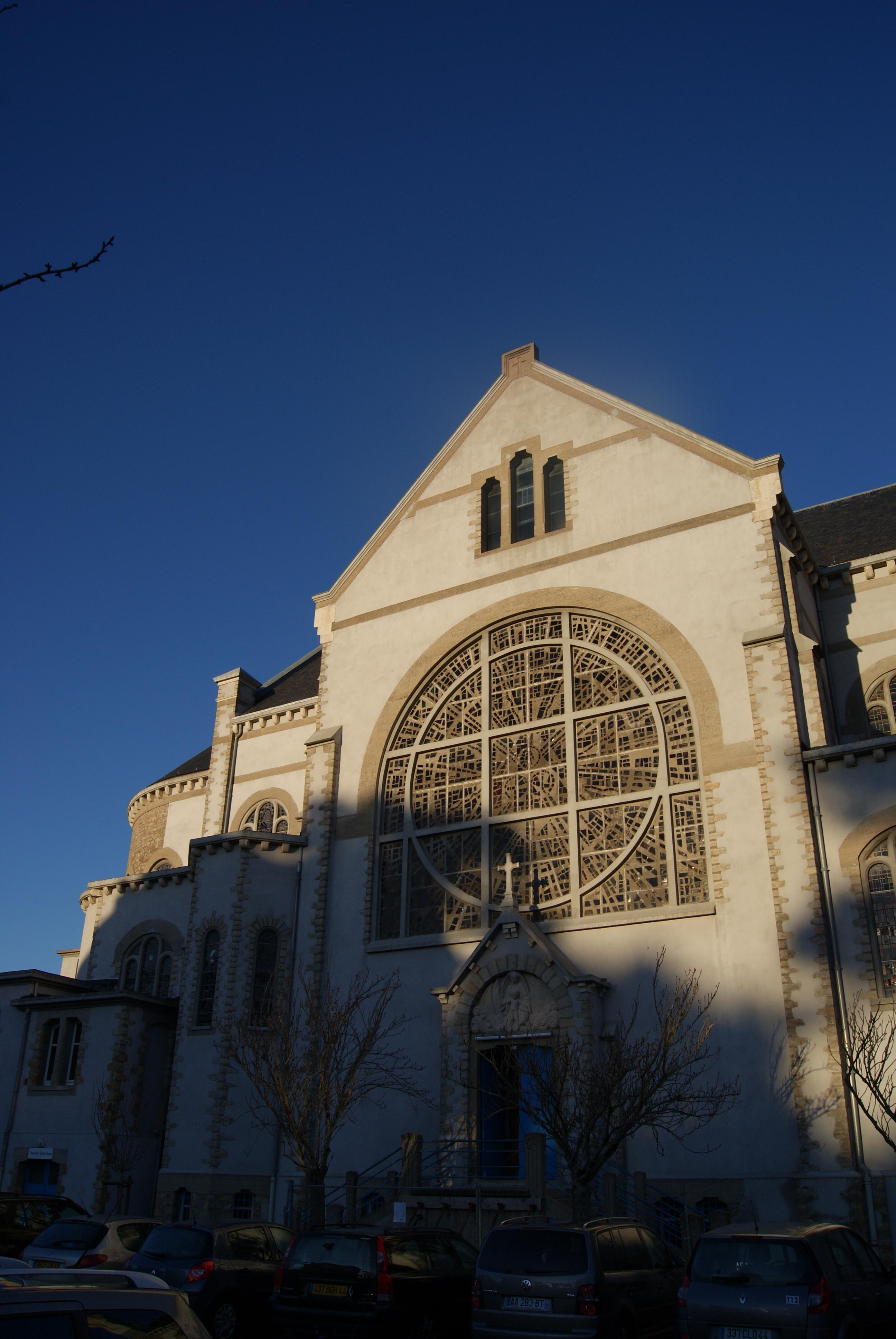
L'église Notre-Dame.
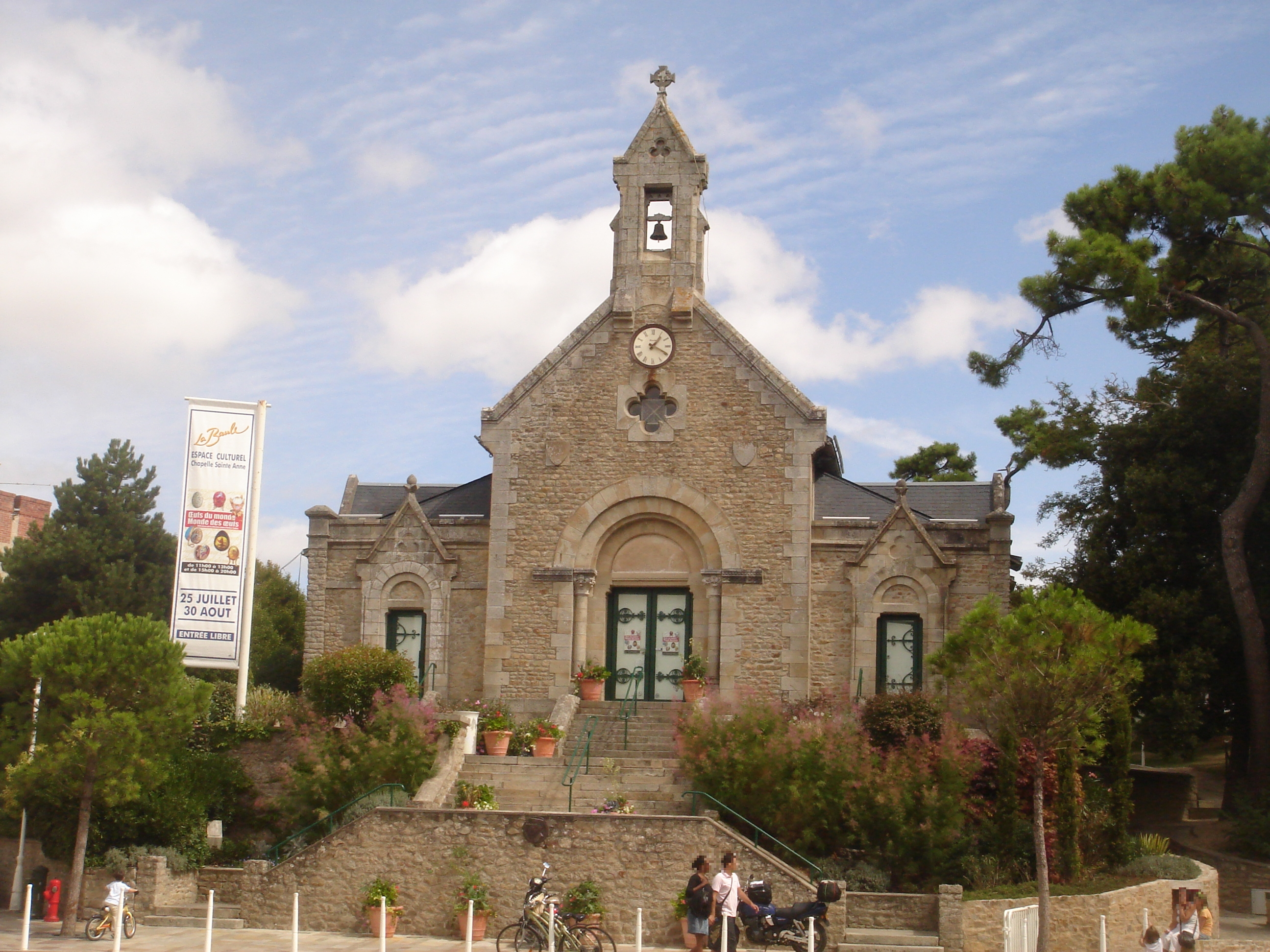
La chapelle Sainte-Anne.

### Patrimoine culturel

#### La commune dans la tradition et l'art
Le village d’Escoublac possède encore au XVIIIe siècle un rituel de mariage particulier, décrit par Ernest Fouinet en 1834 : « la mariée se dirigeait alors vers la grange où l’attendaient les pauvres du pays pour recevoir l’aumône. Puis, c’était le déchaînement des danses, coupées du cri strident et sacramentel : « Gai, hou, hou ! » On dansait des bretonnes au son de la vèze, et des rondes au son de la goule ».D'autre part, Les Filles d'Escoublac est une chanson traditionnelle, interprétée notamment par Tri Yann dans un enregistrement datant de  juin 1972,.
La localité a accueilli le tournage de plusieurs films tels, en 1937, L'Homme du jour de Julien Duvivier, en 1961, Lola de Jacques Demy, en 1990, La Baule-les-Pins de Diane Kurys ou en 2001, 15 août de Patrick Alessandrin.
Elle a également inspiré des dramaturges comme Sacha Guitry, ou des écrivains comme Stéphane Hoffmann qui y fait se dérouler une grande partie de son roman Des filles qui dansent,.
Je ne sais pas quand je mourrai

Si j'aurai très envie d'un saule,

Mais du moins tant que je vivrai,

C'est sous les grands pins de La Baule

Que j'aimerais passer ma vie.
— Sacha Guitry, livre d'or de 1929 déposé aux archives municipales,.

#### Manifestations culturelles et festivités
Le programme des manifestations s’étale du printemps à l’automne et est ponctué de quelques événements à envergure nationale. Au mois de mai, par exemple, se déroule le concours international de sauts d’obstacles. Le mois de juin commence par le trophée international des Dragons — des régates à la voile organisées par le yacht club de La Baule — et voit ensuite se succéder une course de vieilles voitures — le rallye Cap La Baule — et divers derbys de jumping, de polo, de tennis, de voile et de golf, tout au long de l’été. Juillet est marqué par les rencontres littéraires Écrivains en bord de mer, alors que le festival international de bridge se déroule en août tout comme le pardon de La Baule (le 3e dimanche du mois),.
Le festival Musiques à La Baule s’est déroulé en 2016 d’avril à juillet, proposant des concerts de jazz, classique et manouche, et de musique classique.
Créé en 2010, La Baule jazz festival s’est produit en 2017 du 6 juillet au 4 août, proposant 11 concerts gratuits pour sa 16e édition.
Le festival du cinéma et musique de film est né en 2014 et fête en novembre 2018 sa 5e édition. Les trophées distribués sont des Ibis d'or et ont été dessinés par Joëlle Bellet.

Festival du film
- Festival du Cinéma et Musique de Film de la Baule

### Patrimoine naturel

#### Les espaces protégés

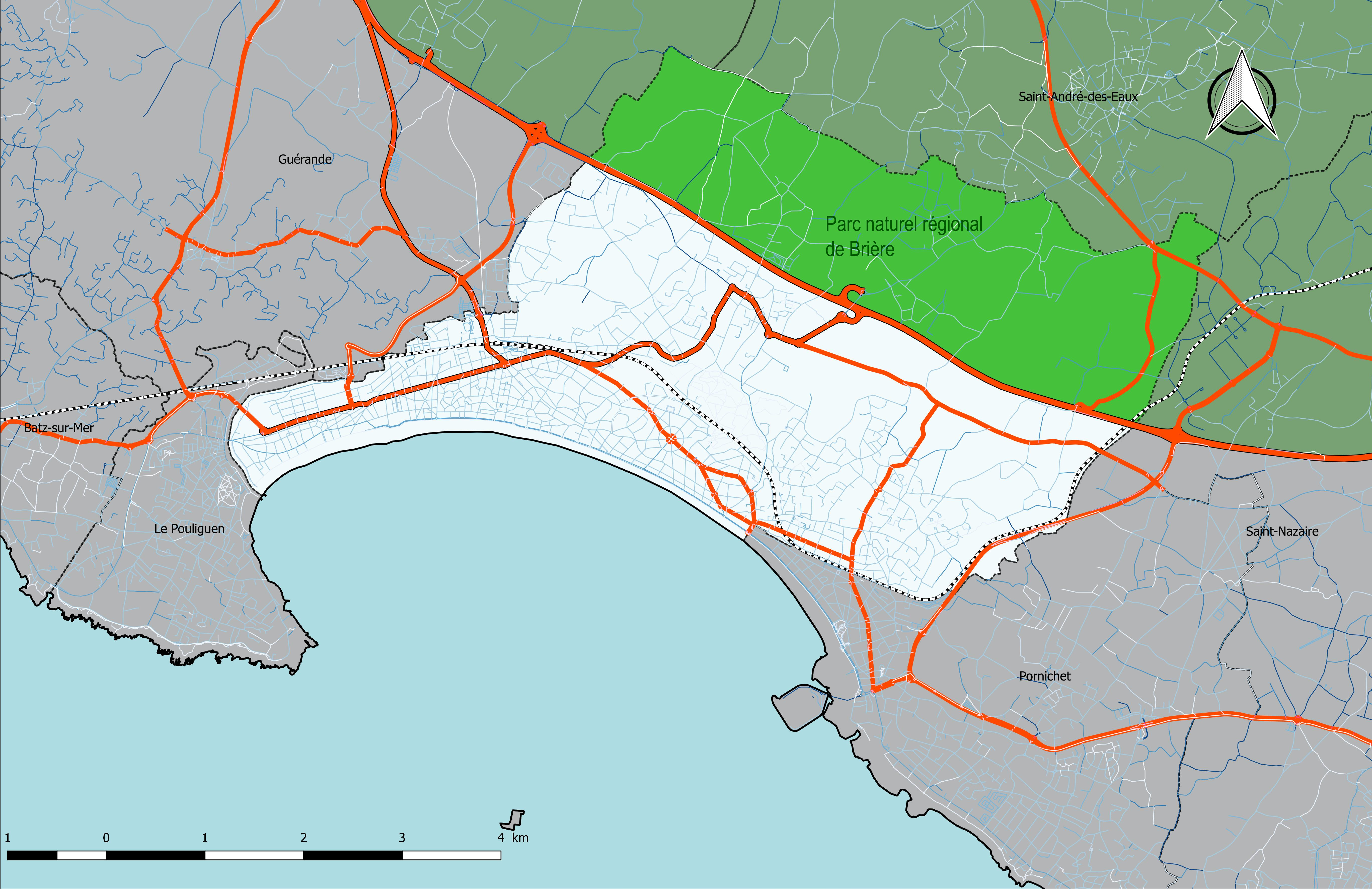
Le Parc naturel régional de Brière occupe la partie nord de la commune.

Le territoire de La Baule-Escoublac appartient partiellement au parc naturel régional de Brière, espace protégé et géré, inscrit à l'Inventaire national du patrimoine naturel (INPN) et institué par décret ministériel le 16 octobre 1970. Il s'agit d'une zone humide protégée par la Convention de Ramsar pour 17 600 des 54 880 ha du parc,.
Le parc regroupe 20 communes adhérentes.
La zone humide des marais de Brière accueille en particulier une sous-espèce de la Philoscie des mousses (Philoscia muscorum). Ces marais abritent de nombreux oiseaux. Ainsi les passereaux comptent dans leurs rangs la Phragmite des joncs (Acrocephalus schoenobaenus) ; les barboteurs se signalent par la présence de la Sarcelle d'hiver (Anas crecca) alors que les Ardéidés sont représentés par le Héron cendré (Ardea cinerea), la Grande Aigrette (Ardea alba) et l’Aigrette garzette (Egretta garzetta) et les laridés par la Guifette moustac (Chlidonias hybrida). Le biotope abrite également des échassiers tels que la Cigogne blanche (Ciconia ciconia), l’Ibis sacré (Threskiornis aethiopicus) et la Spatule blanche (Platalea leucorodia) et des rallidés comme la Foulque macroule (Fulica atra). On remarque également le Grand Cormoran (Phalacrocorax carbo).
Du côté des amphibiens, il faut nommer la Grenouille comestible (Pelophylax kl. esculentus) et pour les sauriens, le Lézard à deux bandes (Lacerta bilineata). L’espace protégé compte également des insectes remarquables comme des coléoptères de l’espèce Leptura quadrifasciata.
Quelques serpents sont à signaler, telle la Couleuvre à collier (Natrix natrix) ou la Vipère péliade (Vipera berus).
Deux mammifères sont caractéristiques de la zone, l'écureuil roux (Sciurus vulgaris) et le dauphin commun à bec court (Delphinus delphis).

#### Les zones d'intérêt

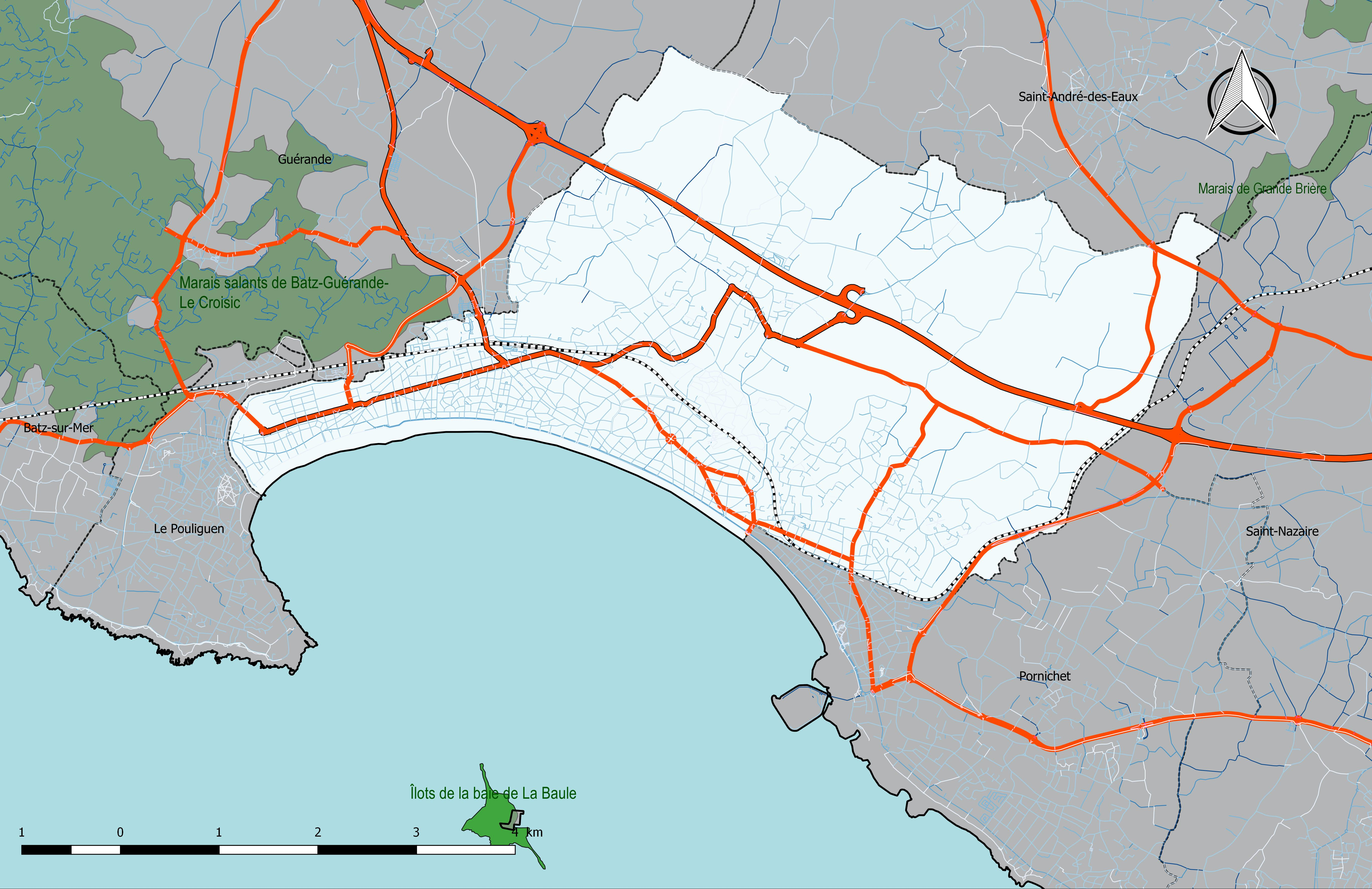
Localisation des ZNIEFF de type 1 dans et aux abords de La Baule-Escoublac.

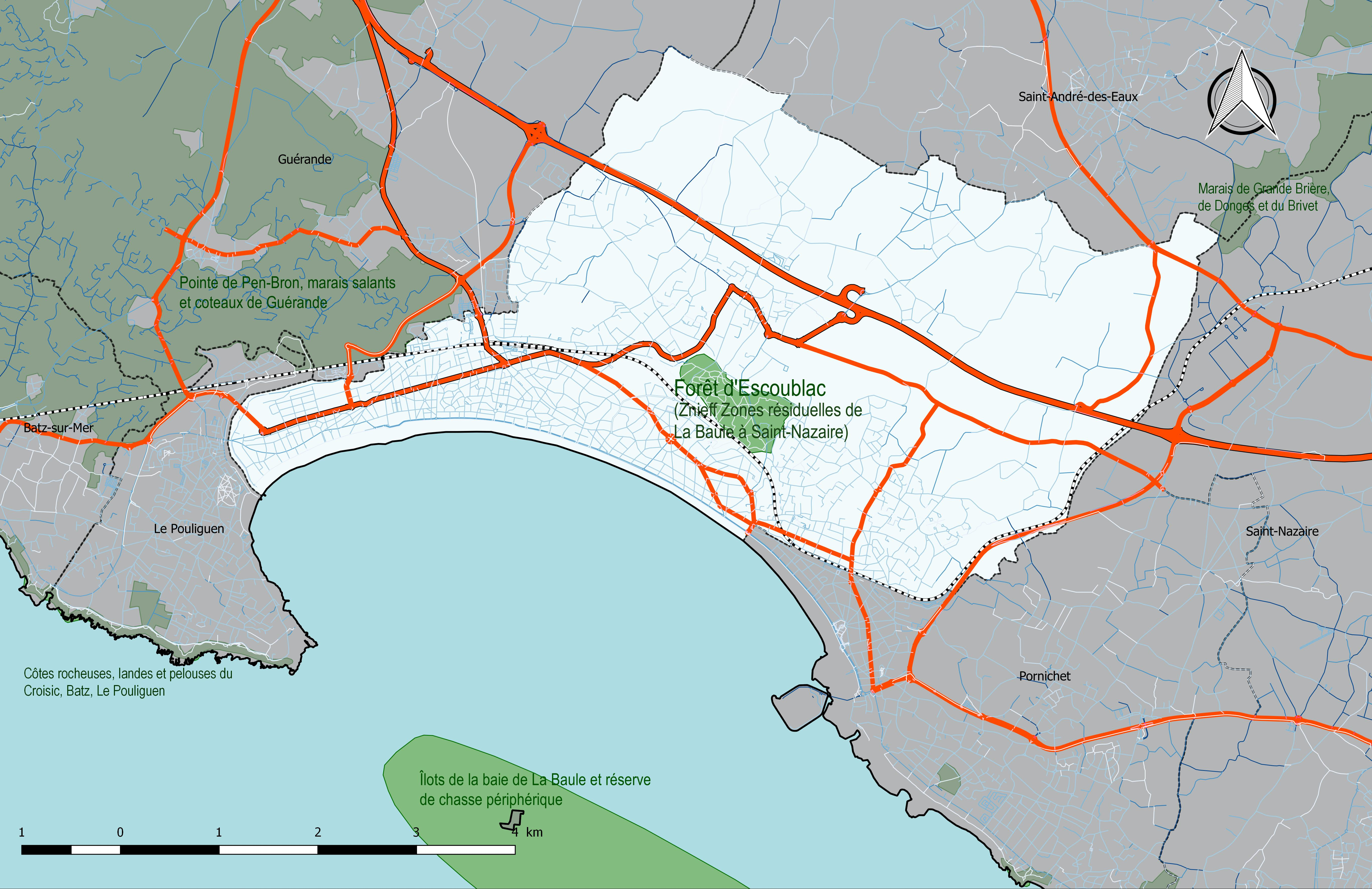
Localisation des ZNIEFF de type 2 dans et aux abords de La Baule-Escoublac.

Le territoire de la commune présente un intérêt écologique reconnu par le classement de la forêt d'Escoublac en zone naturelle d'intérêt écologique, faunistique et floristique (ZNIEFF) dénommée Zones résiduelles de La Baule à Saint-Nazaire et par la présence d'autres zones classées en lisière de son territoire. Ce classement ne s'accompagne d'aucune mesure de protection réglementaire. Le territoire communal de La Baule-Escoublac comprend quatre ZNIEFF.
L’espace Zones résiduelles de La Baule à Saint-Nazaire est une ZNIEFF continentale de type II. Elle concerne également les communes de Pornichet et de Saint-Nazaire et couvre 198 ha. Les biotopes déterminants se répartissent entre dunes (16 %), côtes rocheuses et falaises avec végétation (14 %), fourrés (14 %), bois de pins méditerranéens (36 %) et forêts de chênes verts méso et supra méditerranéennes (26%).
C’est en son sein que se situe la forêt d’Escoublac. La ville de La Baule-Escoublac en a confié la gestion à l’Office national des forêts (ONF) depuis 1999. Le plan de régénération qui concerne les pins ayant dépassé l’âge de 100 ans prévoit de traiter 5 000 m2 par an. Une station d’orchidée — l’orchidée homme-pendu (Orchis anthropophora) — est gérée par l’association Bretagne vivante.

Spécimens de la faune de La Baule-Escoublac.
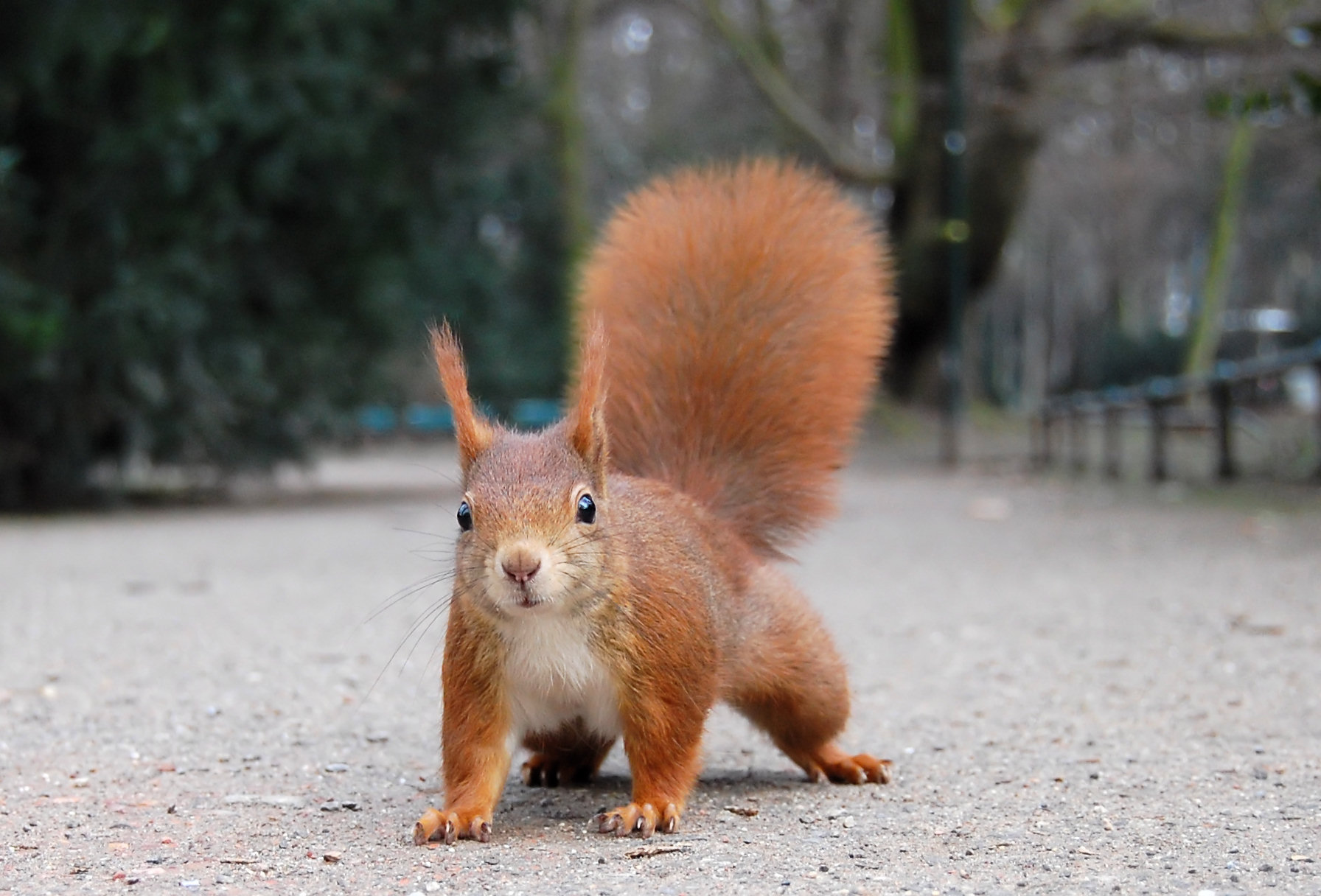
Écureuil roux.
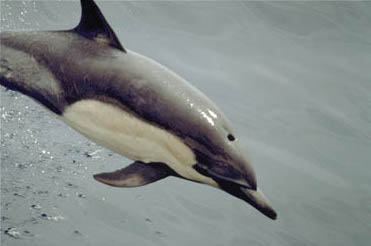
Dauphin commun à bec court.
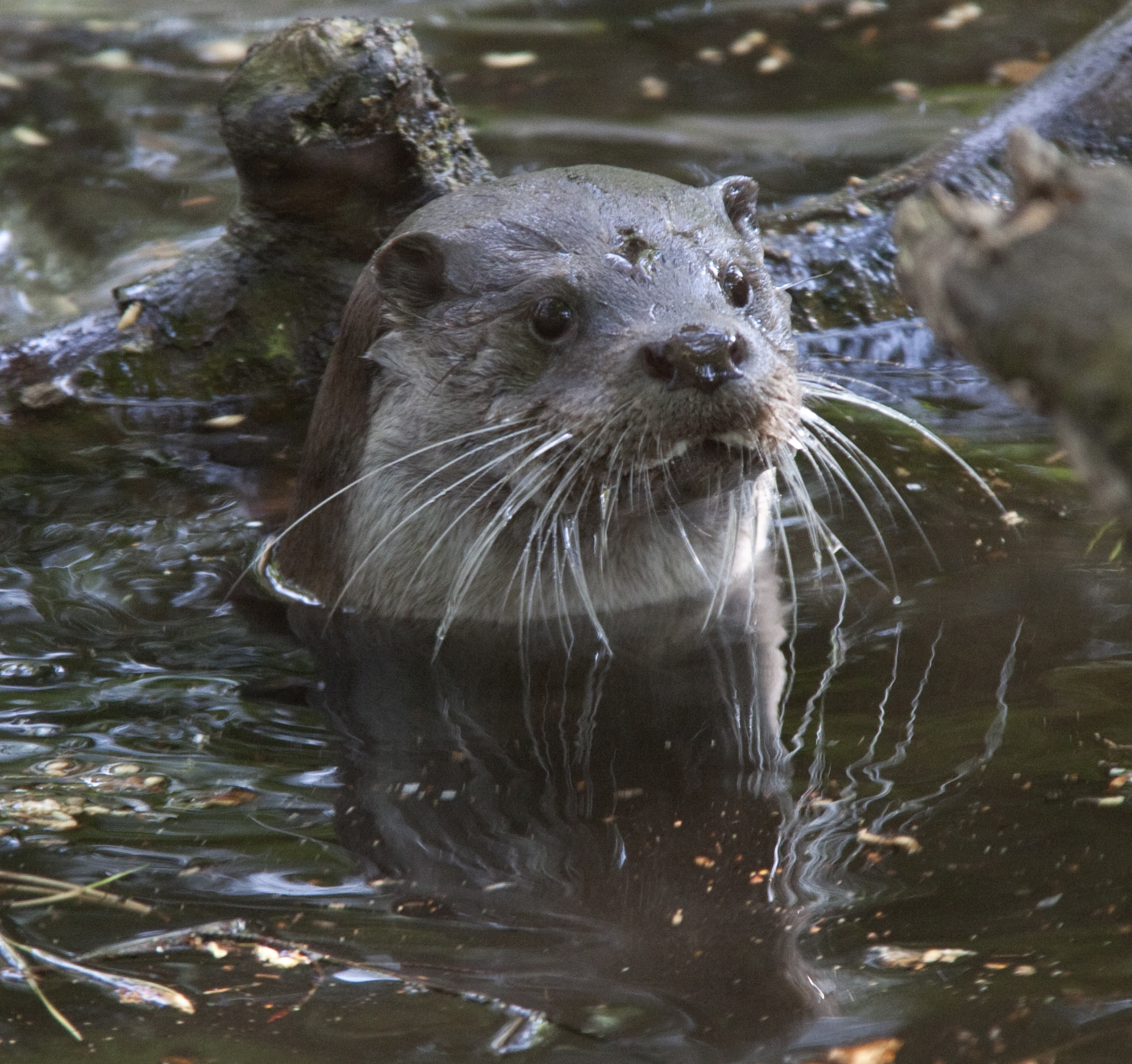
Loutre d'Europe.
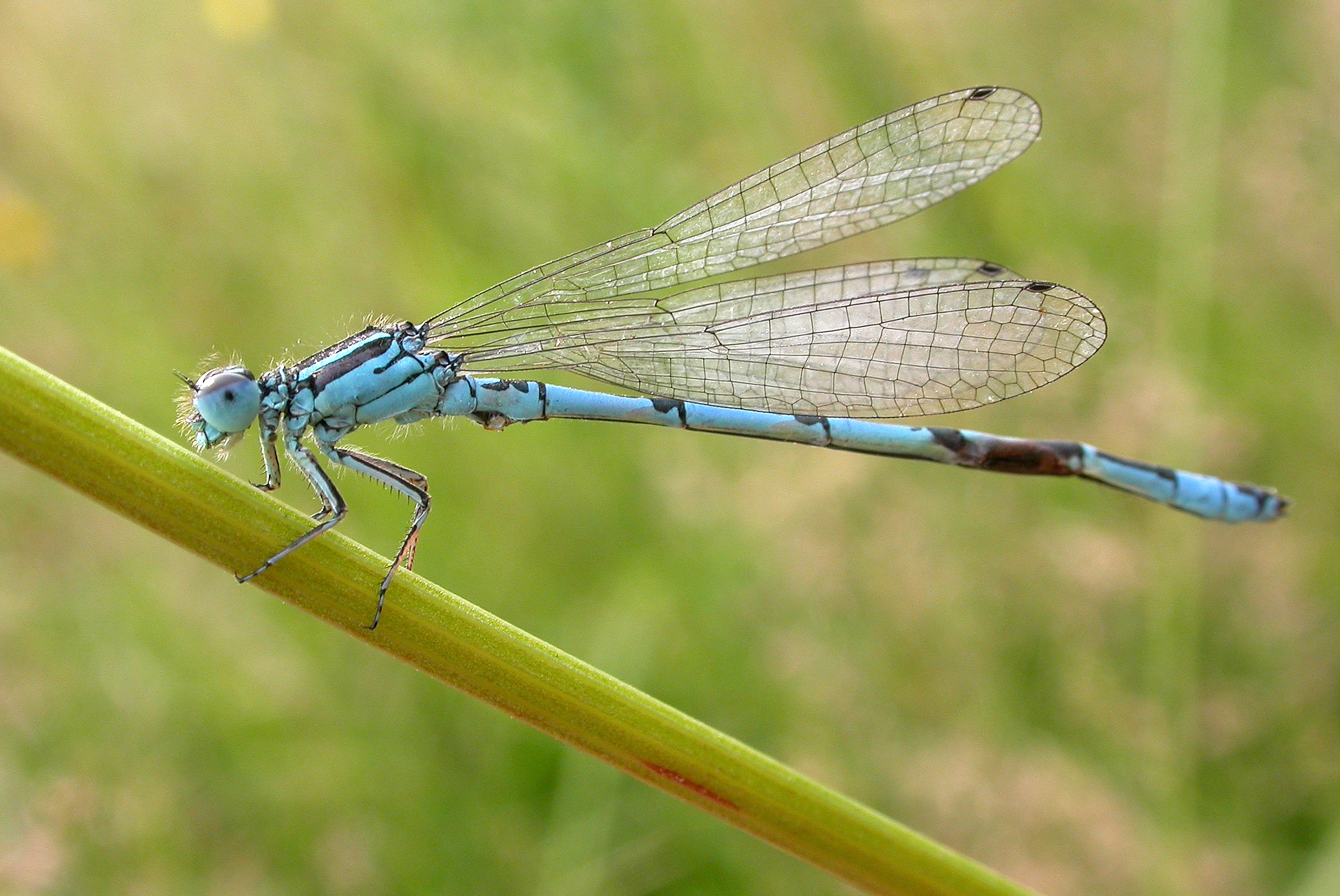
Agrion de Mercure.

L’espace Îlots de la baie de La Baule est une ZNIEFF continentale de type I qui couvre 54 ha et concerne également les communes de Pornichet et du Pouliguen. Tout comme l’espace Îlots de la baie de La Baule et réserve de chasse périphérique, ZNIEFF continentale de type II qui couvre une superficie de 1 199 ha et concerne également les communes de Pornichet et du Pouliguen, elle est caractérisée par une suite d’îlots maritimes couverts de pelouses aérohalines et présentant des estrans rocheux et des grèves sableuses découverts à marée basse. La ZNIEFF de type I comprend 10 % de plages de galets, 75 % d’îlots, bancs rocheux et récifs, 10 % de plages de sable et 5 % de côtes rocheuses et falaises maritimes. Pour la ZNIEFF de type II, la partie îlots, bancs rocheux et récifs représente 15 % et le biotope caractérisé par les eaux du talus et du plateau continental, 84 %. Les deux espaces constituent des zones de nidification de diverses espèces de laridés (Laridae) comme les Goélands et plus rarement pour l'Eider à duvet (Somateria mollissima). Ils demeurent des zones de stationnement, durant les périodes migrations et en hiver, pour quelques espèces d'Anatidés marins comme les eiders et certaines macreuses (Melanitta). Trois espèces d’oiseaux sont jugées déterminantes pour cette ZNIEFF, l’Eider à duvet, la Sterne caugek (Thalasseus sandvicensis) et la Sterne pierregarin (Sterna hirundo). Ces ZNIEFF ont longtemps abrité une importante colonie de ces deux espèces de sternes durant la période de reproduction. Un angiosperme est également caractéristique de cette zone, l’arroche du littoral (Atriplex littoralis).
Ces deux ZNIEFF ont été fortement affectées par la marée noire engendrée par le naufrage de l’Erika le 12 décembre 1999.

Spécimens de la faune aviaire de La Baule-Escoublac.
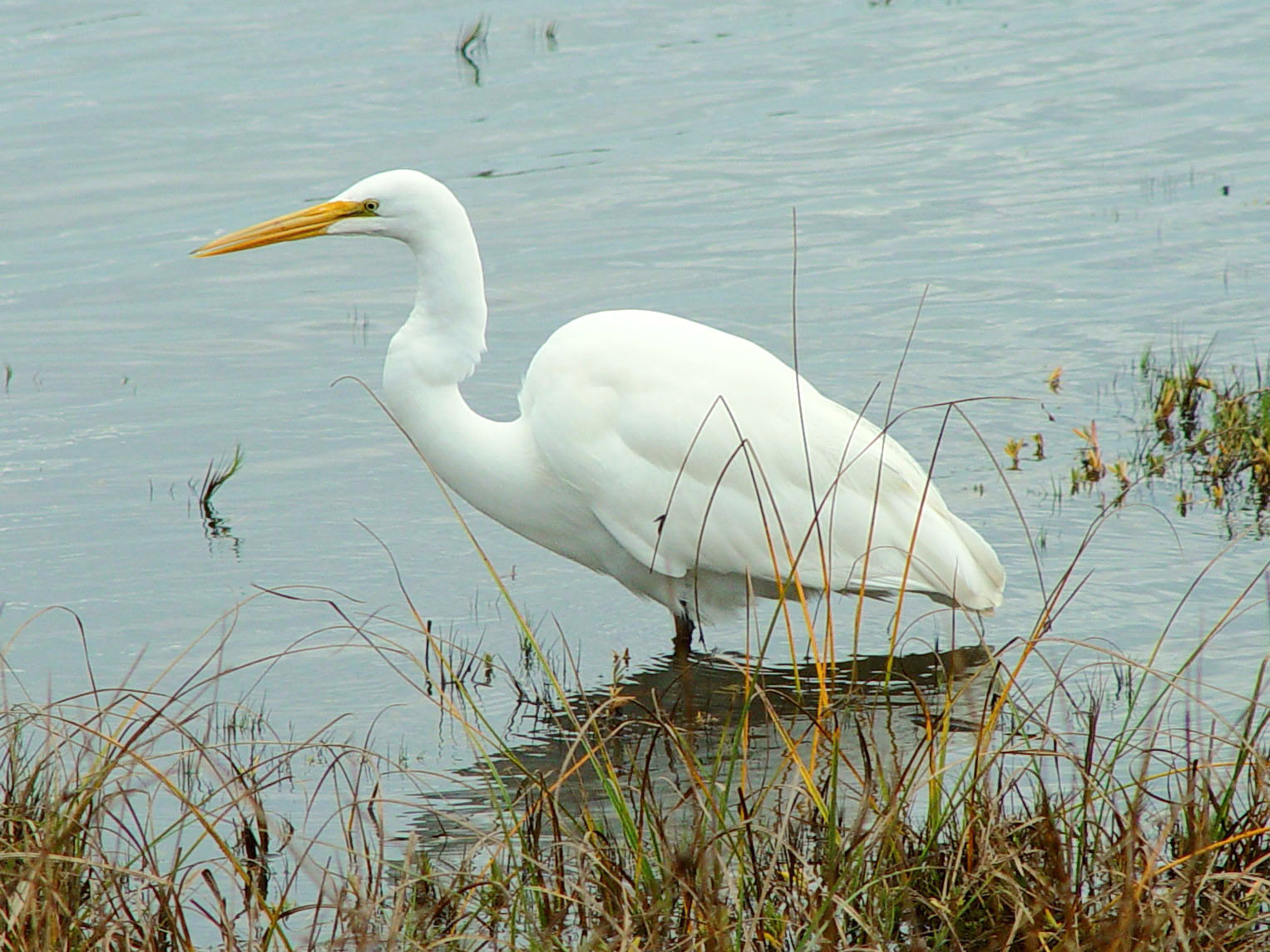
Grande Aigrette.
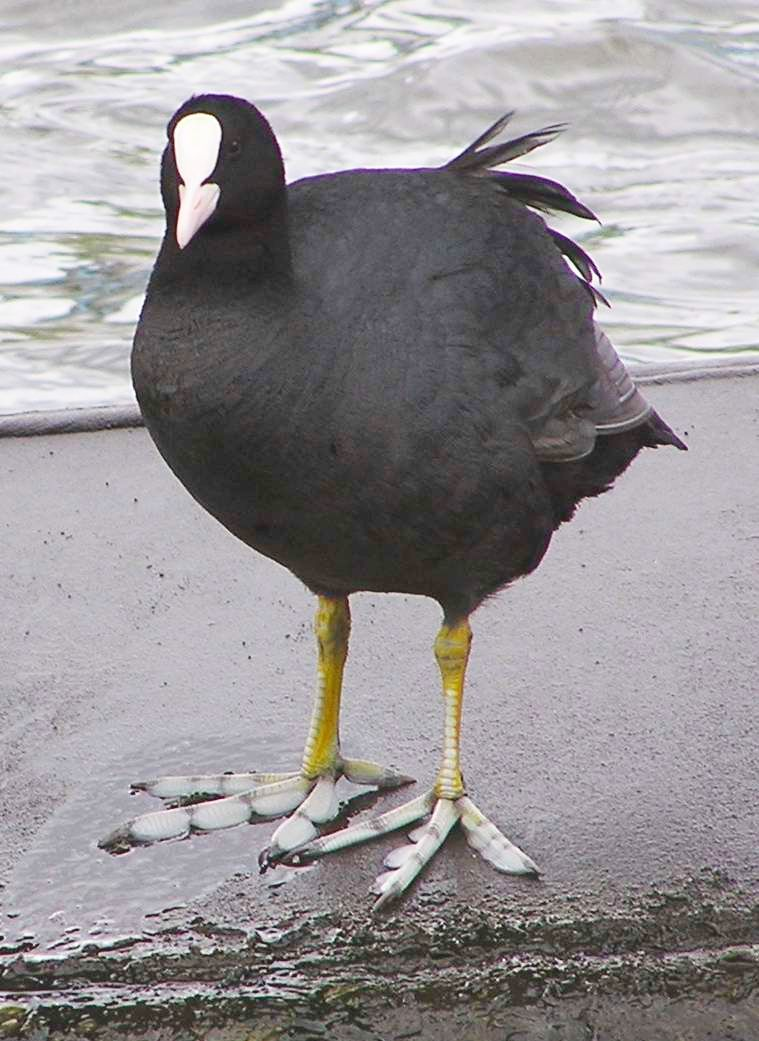
Foulque macroule.
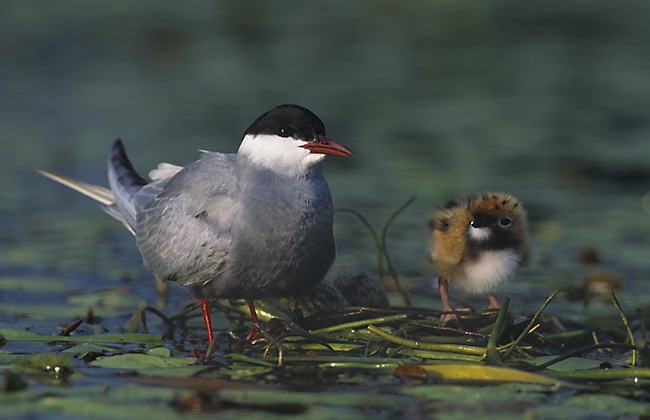
Guifette moustac.
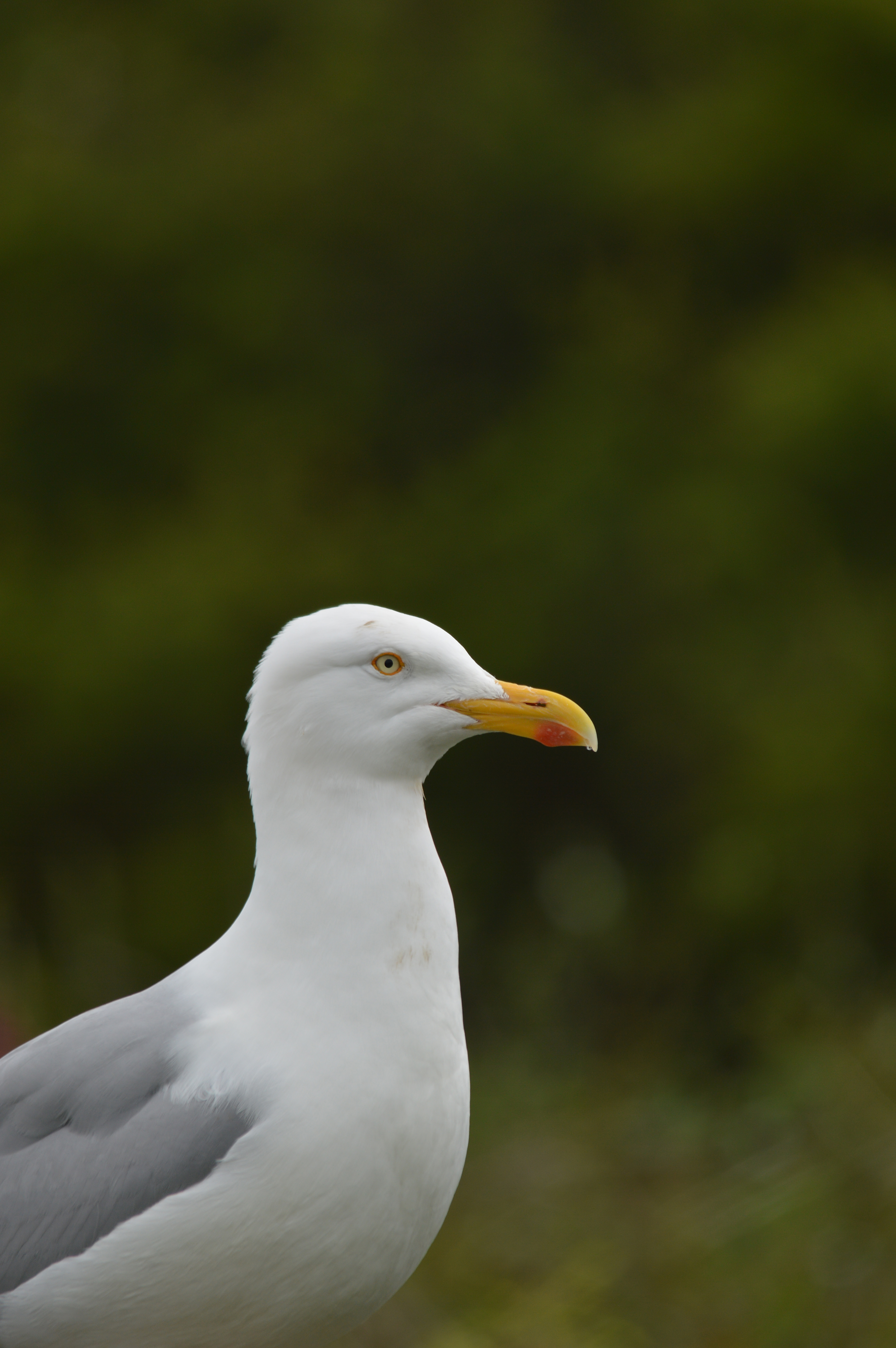
Goéland.
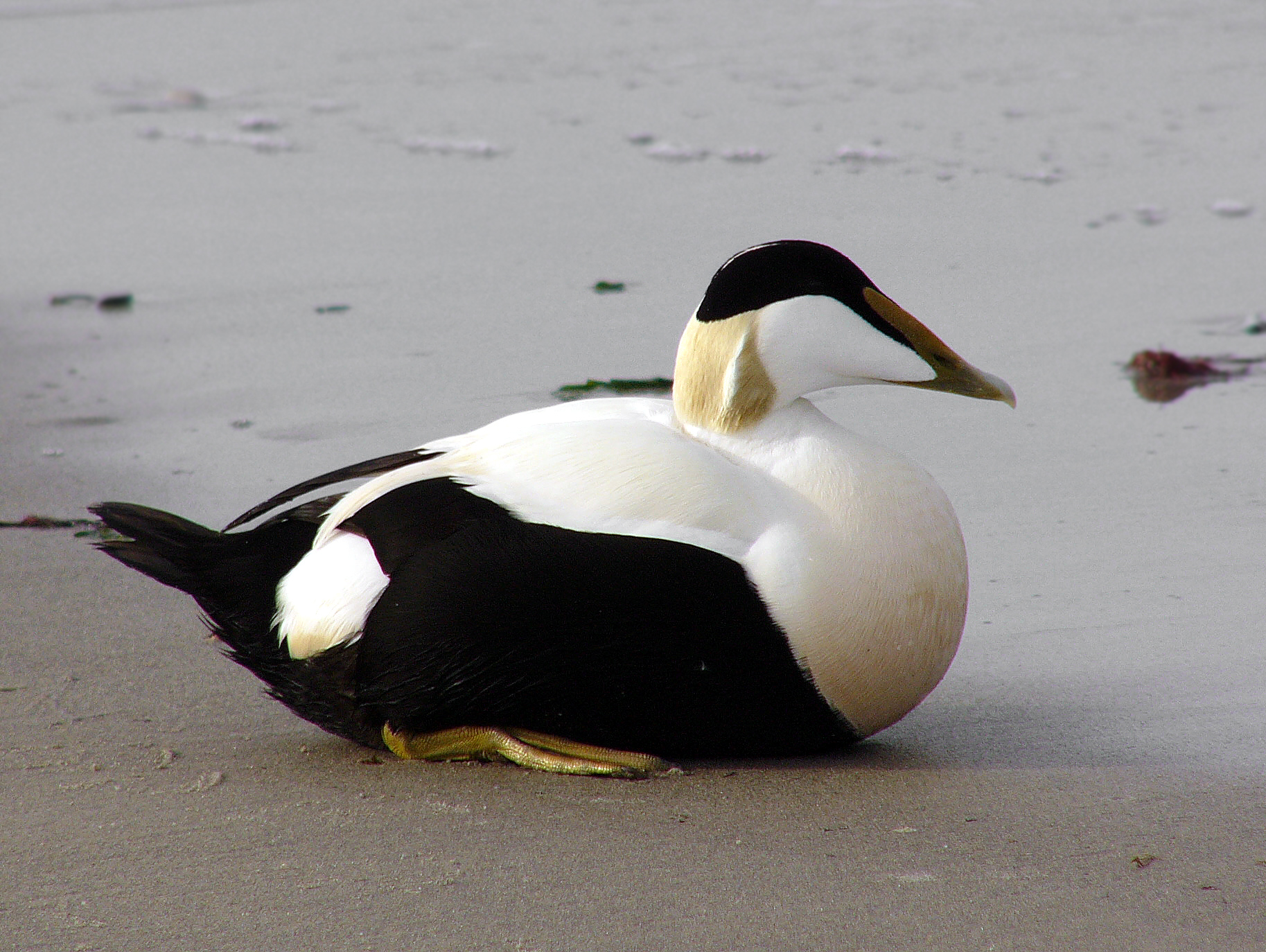
Eider à duvet.

L’espace Marais salants de Batz - Guérande - Le Croisic est une ZNIEFF continentale de type I qui constitue la zone naturelle emblématique du territoire situé à l’ouest de la commune. Elle s’étend sur 2 658,75 hectares, essentiellement des marais salants inondés par les marées, à l’origine de productions piscicoles ou conchylicoles. Cette vaste étendue est caractérisée par des vasières (slikkes alimentées par les Petit et Grand traicts). Si la flore recèle un patrimoine d'une grande richesse, la zone humide concentre de nombreuses espèces d’oiseaux d’un intérêt exceptionnel qui a justifié la création d’une zone importante pour la conservation des oiseaux (ZICO) en commun avec les effectifs des marais du Mès. La zone accueille également trois espèces prioritaires de la directive européenne habitats : la Loutre d'Europe, (Lutra lutra), le Triton crêté (Triturus cristatus) et l'Agrion de Mercure (Coenagrion mercuriale). D’autres espèces déterminantes sont relevées telles que la Belette d'Europe (Mustela nivalis) et le Campagnol amphibie (Arvicola sapidus). La faune avicole accueille entre autres l’Aigrette garzette (Egretta garzetta), le Chevalier gambette (Tringa totanus), le Busard des roseaux (Circus aeruginosus), le Busard cendré (Circus pygargus), le Râle d'eau (Rallus aquaticus), l’Échasse blanche (Himantopus himantopus), l’Avocette élégante (Recurvirostra avosetta) et le Tadorne de Belon (Tadorna tadorna). D’autres petits échassiers sont présents, comme le Pluvier à collier interrompu (Charadrius alexandrinus) et le Vanneau huppé (Vanellus vanellus). On observe également des laridés comme la Sterne pierregarin (Sterna hirundo) ou des passereaux comme le Pipit farlouse (Anthus pratensis), la Panure à moustaches (Panurus biarmicus), le Bruant des roseaux (Emberiza schoeniclus) et le Gorgebleue à miroir (Luscinia svecica). La flore se distingue avec la Spiranthe d’été (Spiranthes aestivalis) et l’asperge (Asparagus officinalis),.

Spécimens de la flore de La Baule-Escoublac.
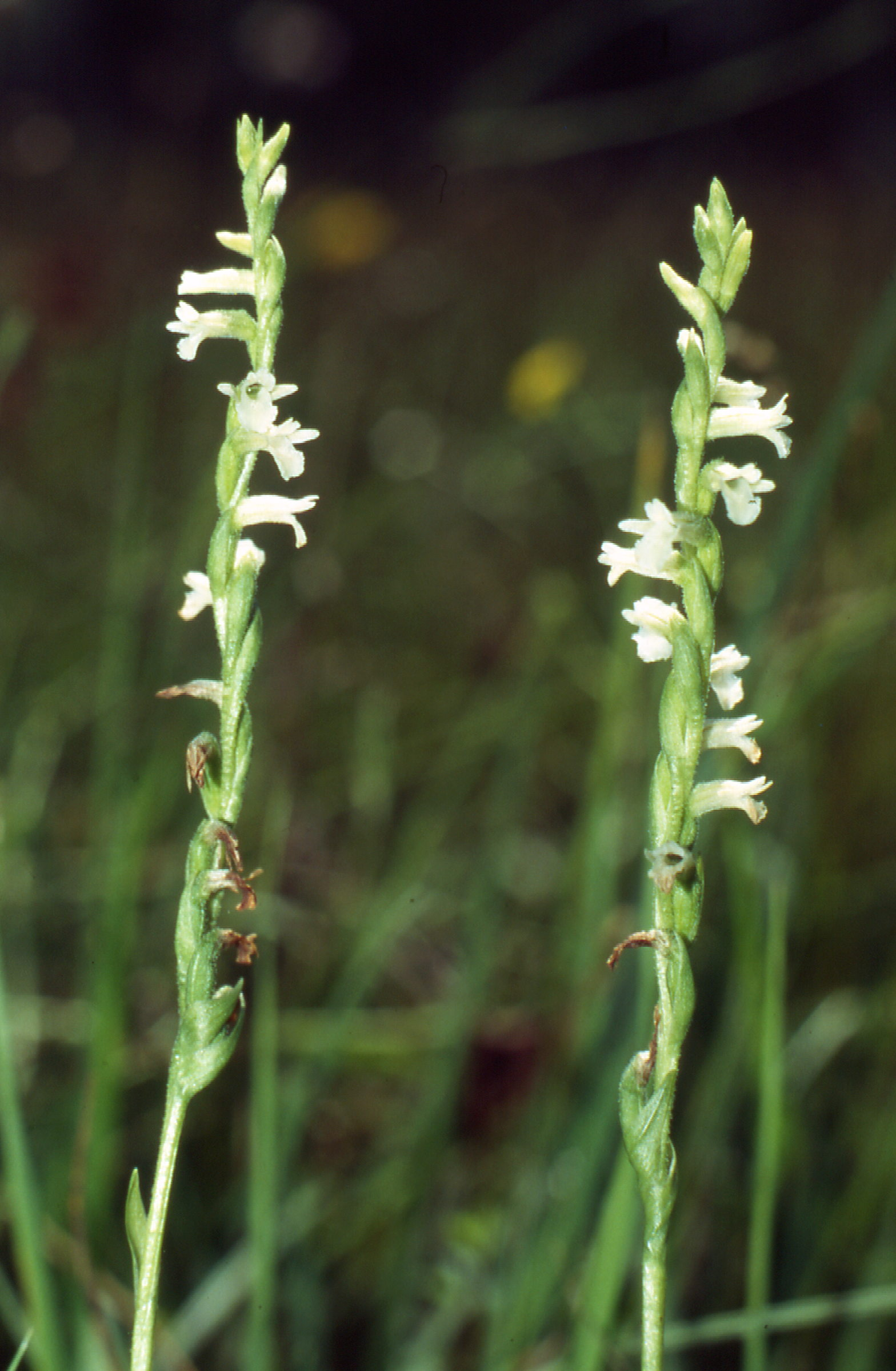
Spiranthe d'été.
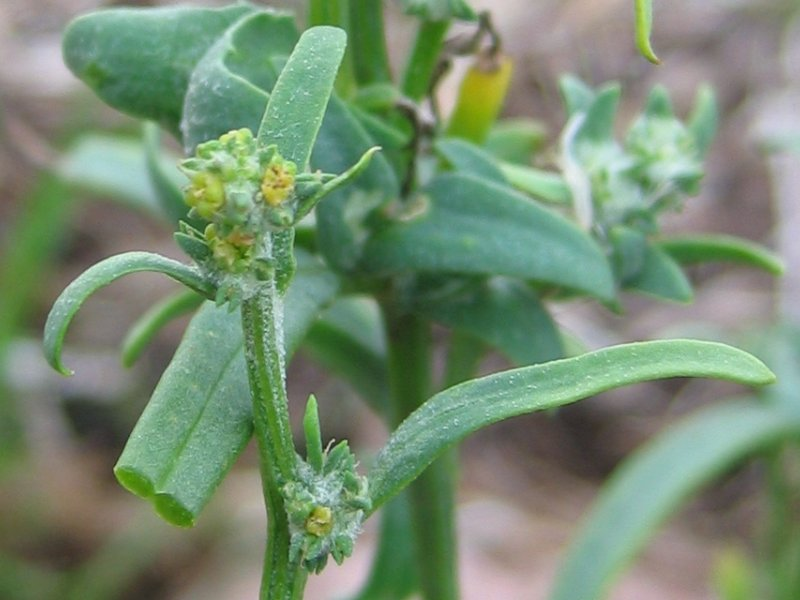
Arroche du littoral.
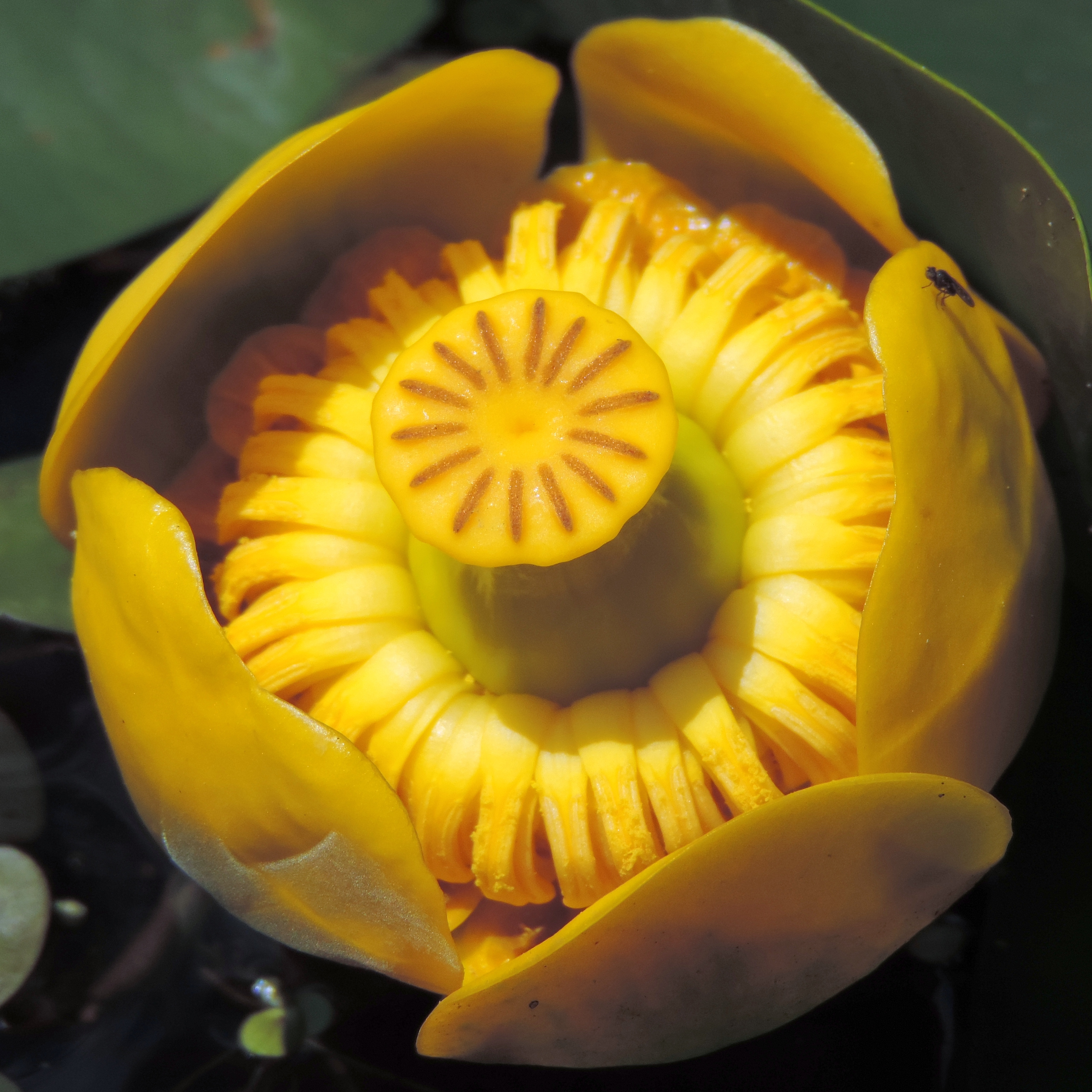
Nénuphar jaune.
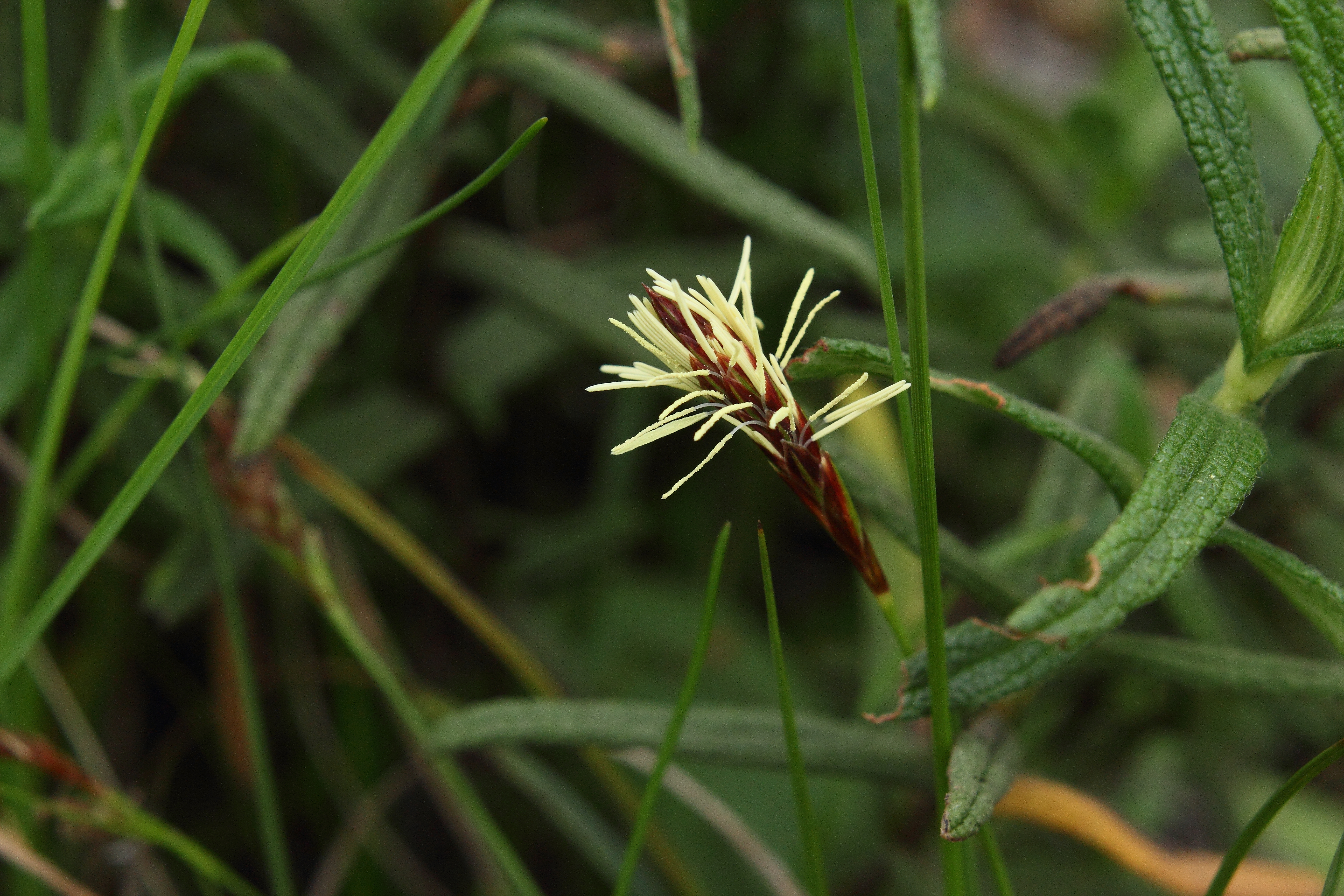
Laîches.
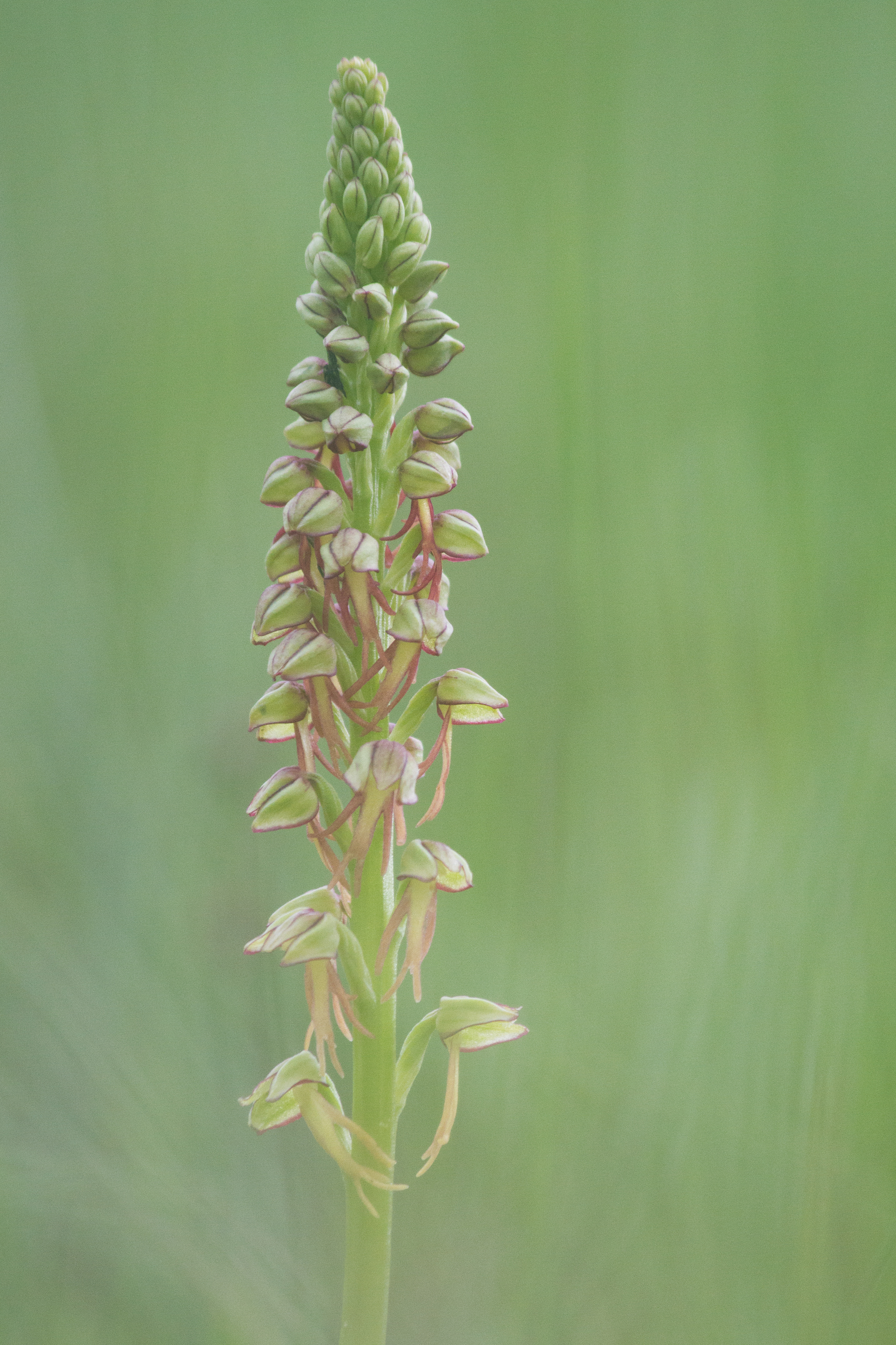
Homme-pendu.

#### Réseau Natura 2000
Un territoire intégré au réseau Natura 2000 et appartenant au domaine public maritime, se nomme Îles de la baie de La Baule. Créé le 27 octobre 2004, il est intégré dans la zone de protection spéciale (ZPS) Estuaire de la Loire - Baie de Bourgneuf le 8 mars 2012,. Il s’agit d’une zone d'une superficie de 3 400 ha classée en zone de protection spéciale (ZPS) depuis janvier 1990. Elle a été créée pour « favoriser les conditions d'accueil pour l'hivernage des oiseaux marins ainsi que les conditions de nidification des espèces sur les îlots rocheux tout en prenant en compte leur vulnérabilité face aux pollutions marines ».

#### Autres espaces verts

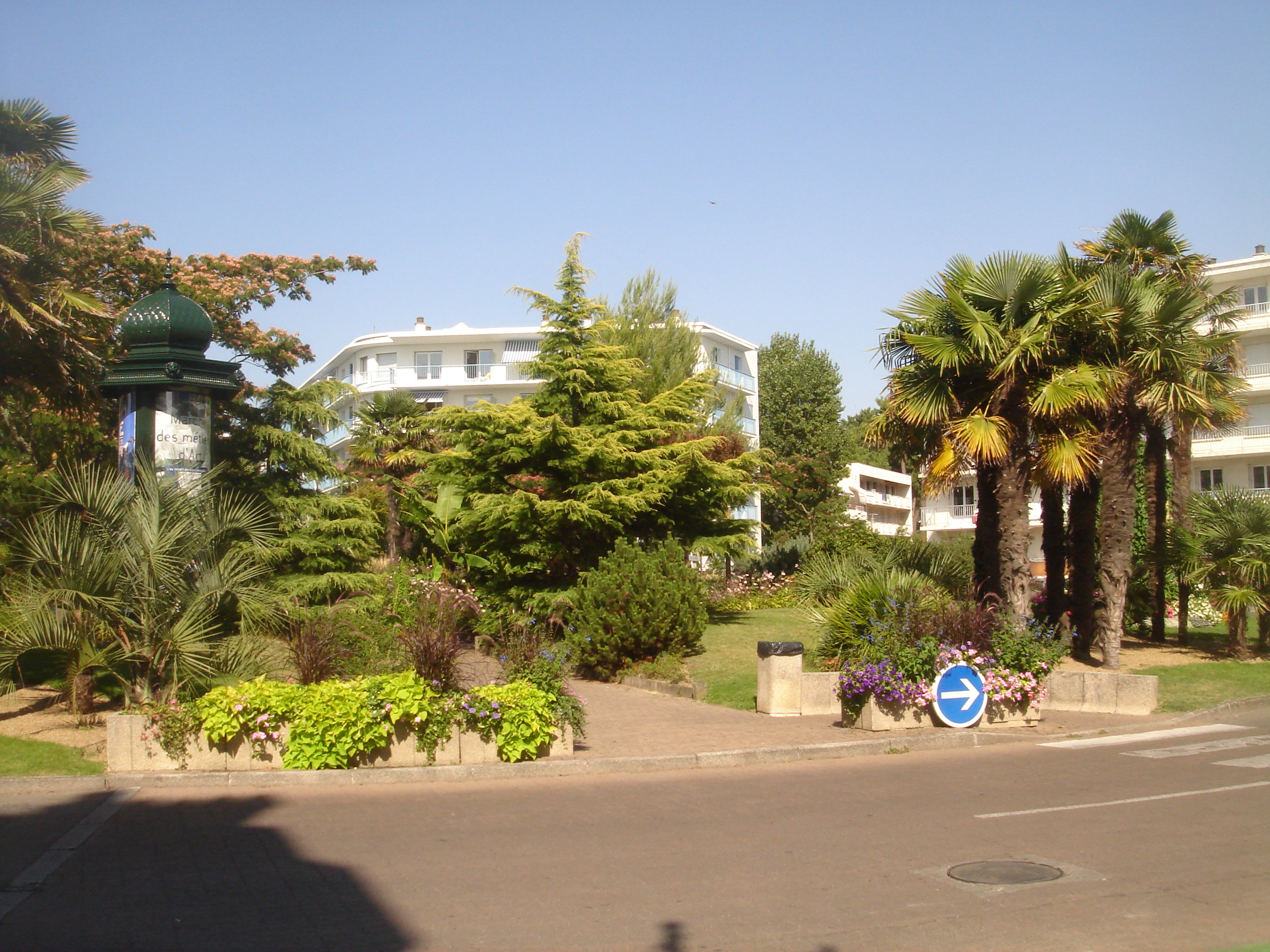
La place des Palmiers.

En 1973, la localité obtient sa première fleur au Concours des villes et villages fleuris. En 1993, elle fait partie des 200 communes françaises à recevoir leur quatrième fleur.
Trois ans plus tard, en 1996, elle est lauréate du grand prix national du fleurissement et elle est récompensée de la fleur d'or en 2008. Enfin, en 2010, elle obtient le prix national de l'arbre.
La commune présente de nombreux espaces verts, dont le parc des Dryades, le jardin de la Victoire, le quai Inverness, le jardin Benoît, la forêt d'Escoublac, le bois des Aulnes, le parc de Beslon, le parc Lassalle, la place des Cupressus, le square Jean-Sohier et le tropicarium bonsaï.
Elle s'engage pour la protection des arbres de son territoire en signant en 2009 la « charte de l'arbre » pour « sensibiliser les citoyens à l’environnement qui les entoure et […] engager les différents signataires au respect de l’arbre en suivant des recommandations rigoureuses ».
Les services municipaux ont procédé à un recensement des espaces verts publics — en dehors de la forêt d'Escoublac — en 2007 et 2008 et ont répertorié à cette occasion 8 350 arbres. En outre, les alignements d’arbres qui s’étendent sur 9 kilomètres comprennent majoritairement des platanes (Platanus), mais également des essences secondaires de charmes (Carpinus), mûriers à feuilles de platanes (Morus australis), tilleuls (Tilia), albizzias (Albizia julibrissin), cerisiers du Japon (Prunus serrulata) et de peupliers (Populus).

### Personnalités liées à la commune
La châtellenie d'Escoublac, connue depuis le XIe siècle, a rattaché quelques personnages célèbres à Escoublac, comme les membres de la famille de Goüyon, Pierre de L'Hôpital ou la famille de Sesmaisons.
À l’origine du développement et de la renommée de la cité balnéaire se trouvent aux XIXe et XIXe siècles des investisseurs opportunistes et visionnaires tels Donatien de Sesmaisons, Louis-Hyacinthe Levesque et Jules Benoît ainsi que leur famille, François André, Lucien Barrière (neveu de François André), André Pavie, Édouard Darlu, René Dubois, Jules Hennecart ou encore Louis Lajarrige. Certains d’entre eux ont également eu une carrière politique locale. La commune conserve leur souvenir par la dénomination de rues, centres de soins ou stades. Ils ont permis à des générations d’architectes de s’exprimer, qui ont laissé à leur tour une trace durable de leur œuvre dans La Baule-Escoublac du XXIe siècle. Il en va ainsi, entre autres, d’Adrien Grave, Bernard Boesch, Georges Lafont, Paul-Henri Datessen, Noël Le Maresquier, Ferdinand Ménard — qui réside à la villa Les Acanthes, boulevard Hennecart — ou encore du cabinet Bougoüin.

Personnalités liées à La Baule-Escoublac (sélection).
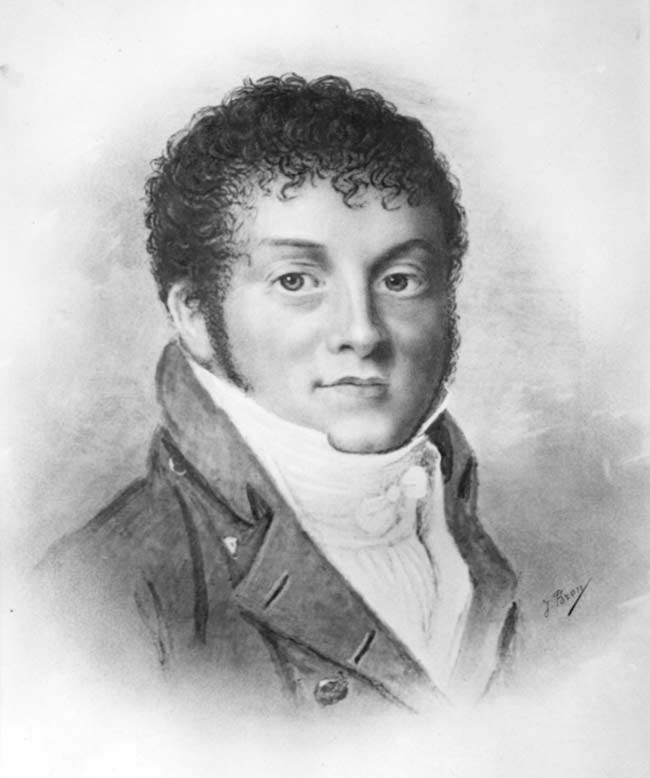
Louis-Hyacinthe Levesque.
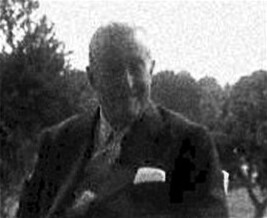
François André.
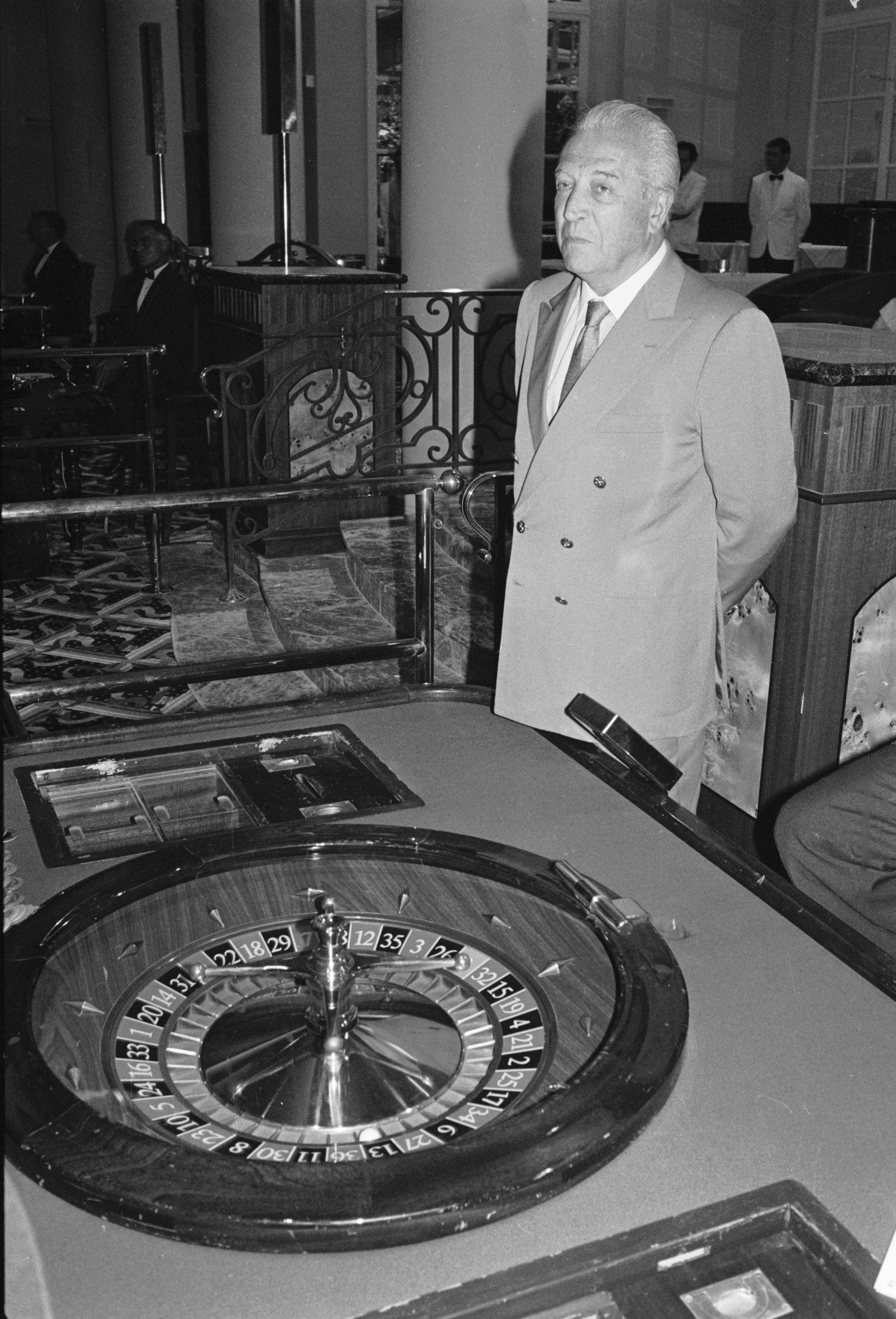
Lucien Barrière.
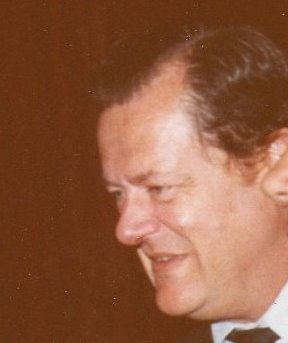
Olivier Guichard.
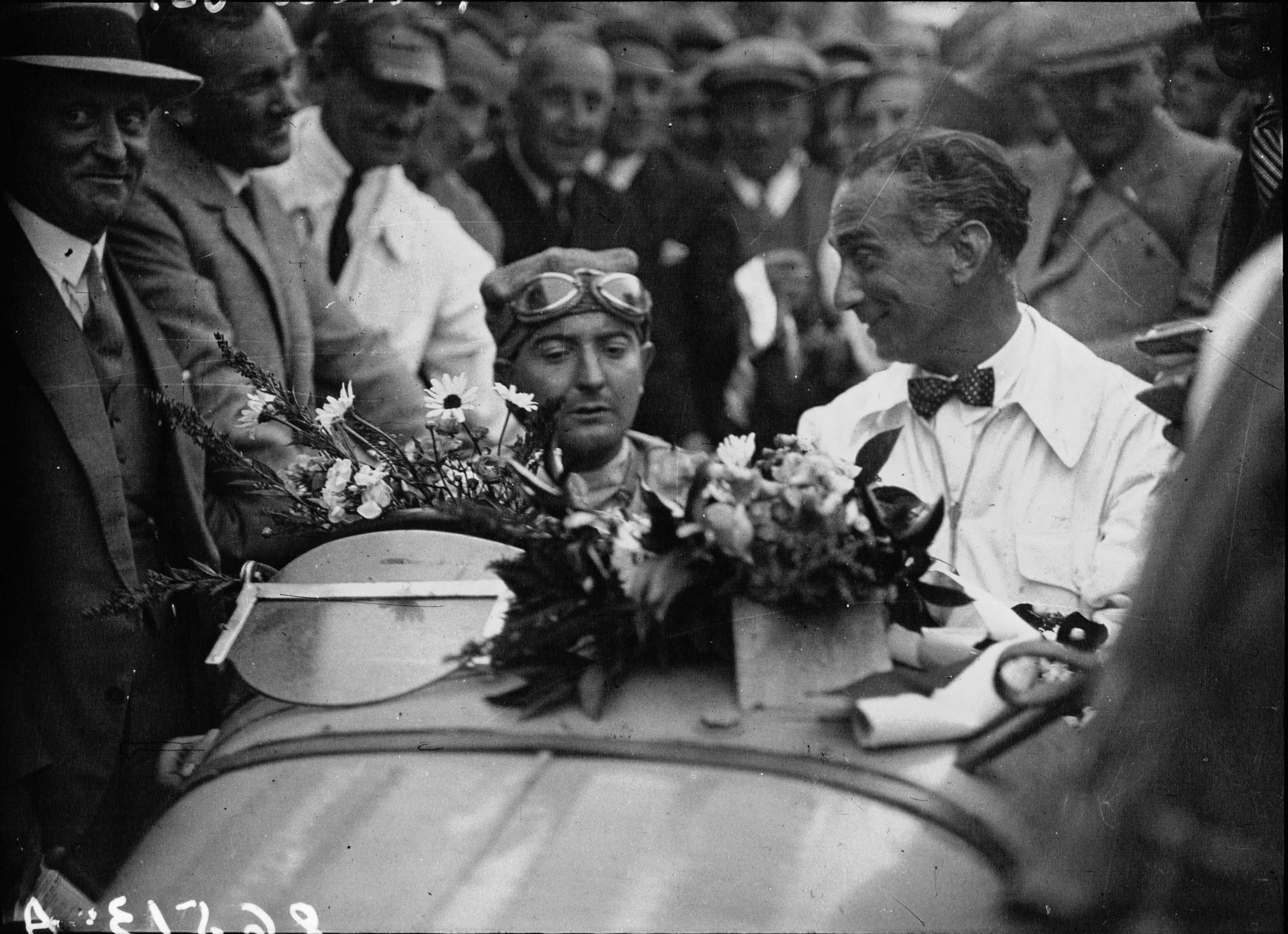
William Grover-Williams.
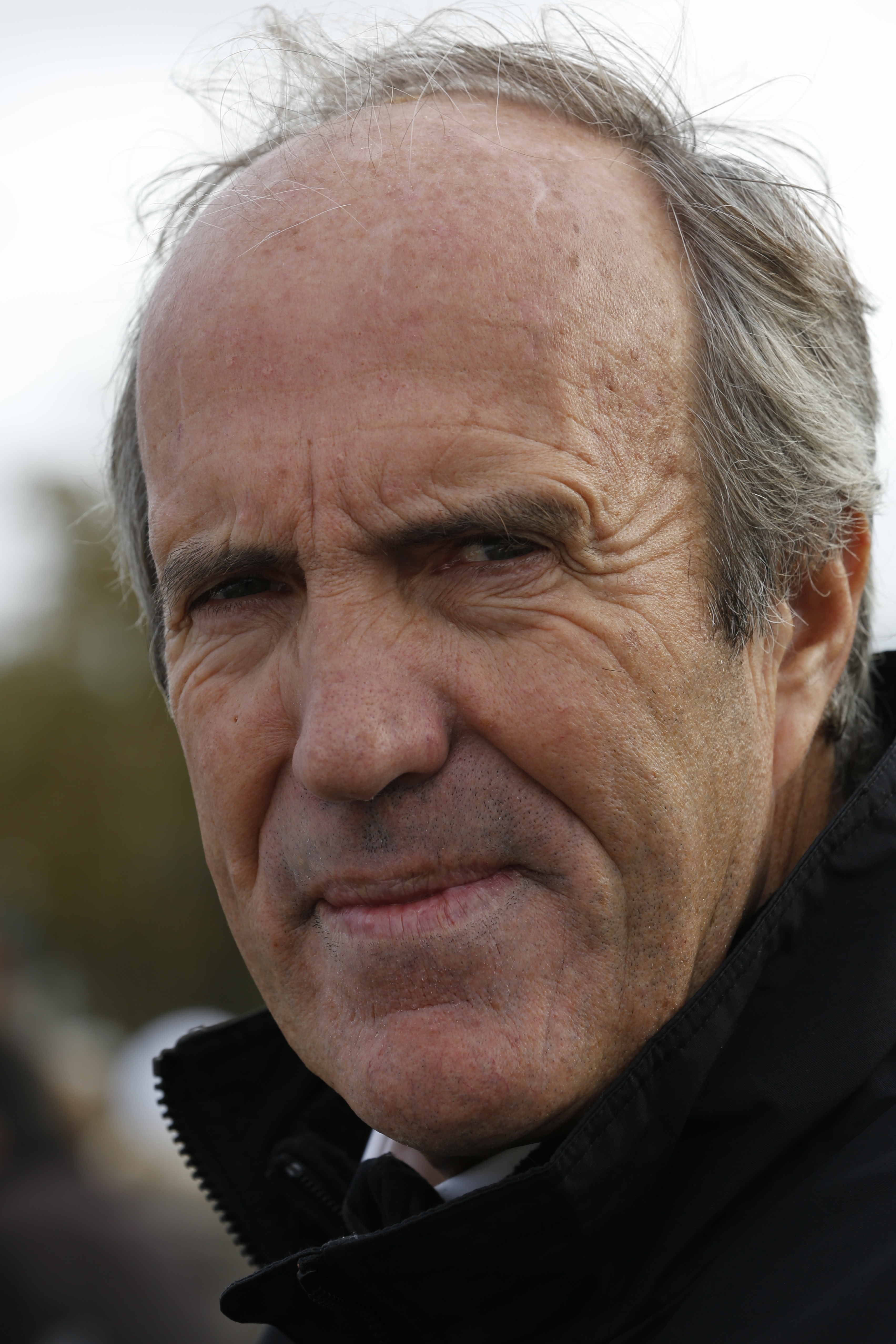
Marc Pajot.
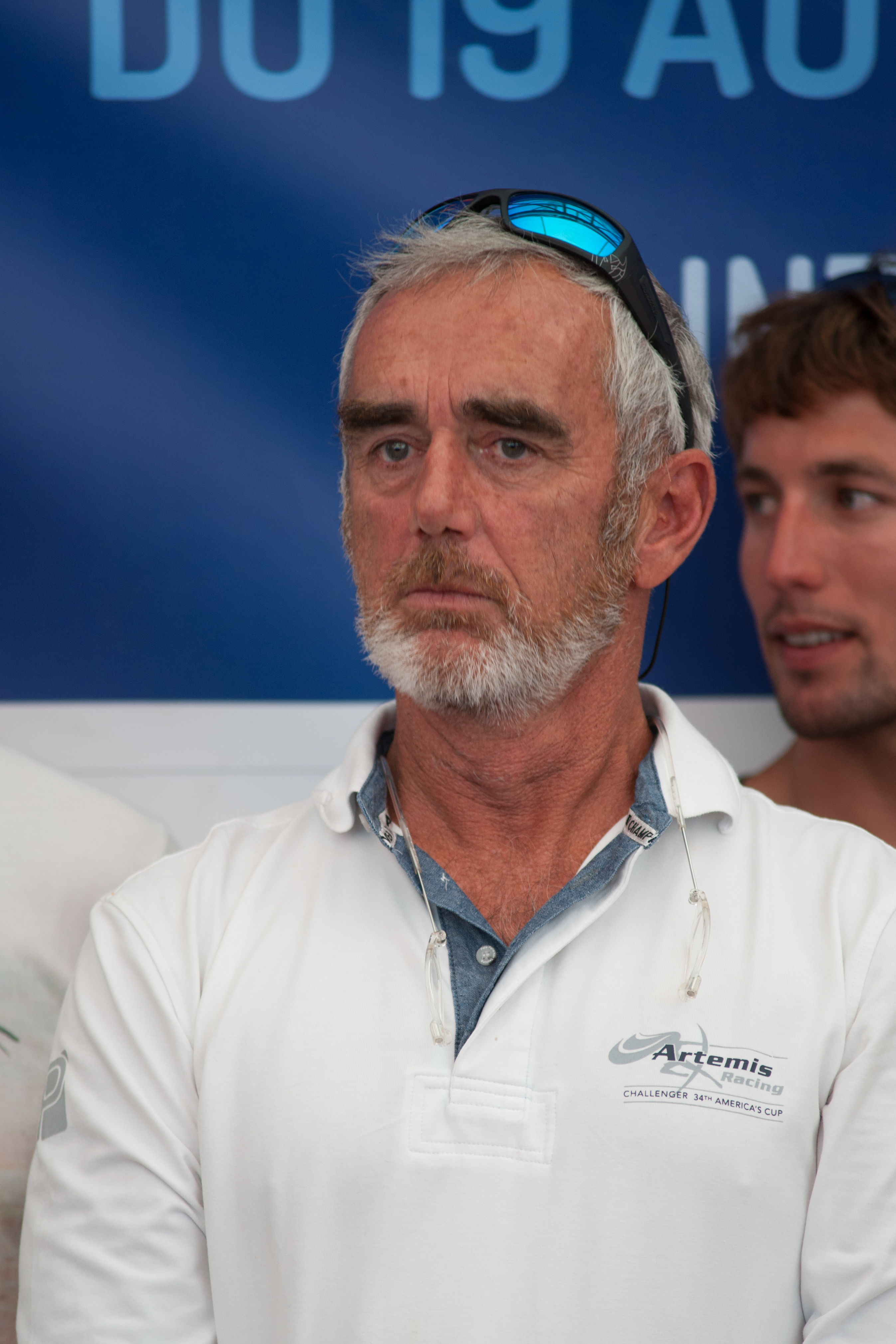
Loïck Peyron.

Olivier Guichard, plusieurs fois ministre sous les présidences de Charles de Gaulle, Georges Pompidou et Valéry Giscard d'Estaing et maire de la commune de 1971 à 1995, a également durablement marqué le développement de la commune, ce que lui reprochent d'ailleurs ses détracteurs à la fin de sa carrière.
La commune rend hommage, par l’attribution de noms de rues les commémorant, à nombre de pionniers de l’aviation ou à des soldats ayant marqué la localité, comme Augustin Amiand (1884-1970) curé d’Escoublac et titulaire de la médaille de la Reconnaissance française, René Bazin (1894-1973), fondateur de la section de la presqu’île guérandaise de l’aéro-club de l’Atlantique, Henry Berthélemy (1857-1943) président de l’hôpital bénévole de guerre installé dans le casino durant la Première Guerre mondiale, Auguste Cazeau (1897-1964), croix de guerre et médaille de Verdun, maire adjoint de 1947 à 1964 ou Georges Tanchoux (1921-1945), instituteur et résistant baulois, décoré à titre posthume en 1947 de la croix de guerre, de la médaille de la Résistance et de la Légion d’honneur.
Paul Desforges-Maillard (1699-1772) séjourne au manoir de Brederac dans les années 1730 où il écrit ses poèmes sous le pseudonyme de « Mademoiselle Malcrais de La Vigne », dite la muse bretonne.
Des musiciens, tel Alfred Bruneau (1857- 1934) en 1921, ont également acquis une villa à La Baule, qui leur rend hommage en leur dédiant une avenue.
Des champions sportifs ont également marqué de leur présence et de leurs exploits la cité balnéaire. Ainsi, William Grover-Williams (1903-1945), est un pilote automobile de Grand Prix de l'écurie Bugatti ; il remporte trois fois le Grand Prix de La Baule de 1931 à 1933 ; il possède, avec son épouse Yvonne, une villa à La Baule jusqu'au début du second conflit mondial durant lequel il participe à des opérations d'espionnage pour le compte de la Grande-Bretagne.
Les frères Pajot, tous deux nés dans la localité — les parents d'Yves et Marc Pajot possèdent un club de plage à La Baule — ont remporté plusieurs titres de champion du monde et olympique de voile dans les années 1970. La Baule s'enorgueillit d'un autre champion des mers — habitant au Pouliguen, Loïck Peyron a étudié au lycée Grand-Air — qui a participé à plusieurs éditions du La Baule-Dakar. Ce dernier participe, au début des années 2000, à la renaissance du Lady Trix, un sloop de 1909 inscrit à l'inventaire des monuments historiques dans le patrimoine maritime de La Baule.

### Héraldique, logotype et devise
| Blason | Blasonnement : D'azur à la champagne ondée d'or surmontée d'un soleil non figuré du même ; au chef d'hermine. Commentaires : La champagne ondée d'or évoque l'Atlantique, la plage de La Baule et les dunes d'Escoublac. Le chef d'hermine évoque le blasonnement d'hermine plain de la Bretagne, rappelant l'appartenance passée de la ville au duché de Bretagne. Ce blason a été conçu par Adrien Grave et accepté par délibération municipale du 29 janvier 1951. |

Le conseil municipal confie en 1996 au graphiste Patrick Brette un projet de rénovation du visuel. Si le soleil rayonnant, désormais sur la mer, et les dunes de sable d’or surmontées des hermines bretonnes sont conservés, les feuilles de chêne entourant à l’origine le blason sont remplacées par deux branches de pin maritime vertes, pommelées d’or. La couronne murale à quatre créneaux est substituée par une couronne comtale, en l’honneur du comte De Sesmaisons, seigneur de Lesnerac et premier concessionnaire des dunes d’Escoublac.
La devise de La Baule-Escoublac est Labor, Sol Et Mare Fulgeant In Unum (« Que le travail, le soleil et la mer brillent « en un seul [endroit] » / ensemble ») ; elle rappelle que le travail de l’Homme — la fixation des dunes de sable —, le soleil et la mer sont à l’origine de l’essor de la localité balnéaire.

#### Ouvrages
- Yves Archimbaud, La Baule, Rennes, Alan Sutton, coll. « Mémoire en images », avril 1995, 127 p. (ISBN 2-9104-4426-0, BNF 35777147).
- Yves Archimbaud, La Baule-Escoublac, t. 2, Rennes, Alan Sutton, coll. « Mémoire en images », octobre 1998, 127 p. (ISBN 2-8425-3164-7, BNF 37067427).
- Gaël Archimbaud, La Baule, t. 3, Joué-lès-Tours, Alan Sutton, coll. « Mémoire en images », avril 2007, 130 p. (ISBN 978-2-8491-0562-7, BNF 41020529).
- Christophe Besler, La Baule, Prahecq, Patrimoines Médias, coll. « Il y a 100 ans en cartes postales », octobre 2007, 156 p. (ISBN 978-2-9167-5705-6, BNF 41163367).
- Luc Braeuer, La Baule, 1939-1945, Batz-sur-Mer, Luc Braeuer, 1998, 88 p. (BNF 36993216).
- Alain Charles, La Baule et ses villas : le concept balnéaire, Paris, Massin, juillet 2002, 213 p. (ISBN 2-7072-0444-7, BNF 38890407).
- Frédéric Chavenon et Loïc Abed, La Baule à la Belle Époque, Doué-la-Fontaine, C.M.D., coll. « Mémoire d'une ville », 2000, 100 p. (ISBN 2-8447-7073-8).
- Sophie Danet et Paul Bauduz, L'épopée des bains de mer : Le Pouliguen, La Baule, Nantes, Siloé, 1999, 89 p. (ISBN 2-8423-1111-6, BNF 37076870).
- Colette David (photogr. Stéphan Ménoret), Les villas de La Baule : des bourgeoises modèles aux excentriques rigolotes, La presse de l’Estuaire, 1979, 95 p. (ASIN B009P12Q4I).
- Ouvrage collectif, La Baule de A à Z : petite histoire d'une grande station, La Baule-Escoublac, publication sous l’égide de la mairie, coll. « Patrimoine de La Baule », 1998, 214 p. (ISBN 2-9512-8790-9, BNF 37046006).
- Jean-Luc Flohic (dir.), Le Patrimoine des communes de la Loire-Atlantique., t. 1, Charenton-le-Pont, Flohic éditions, coll. « Le patrimoine des communes de France », 1999, 637 p. (ISBN 2-8423-4040-X, BNF 37351408), p. 105-118, La Baule.
- Alain Gallicé et Josick Lancien, La Baule, La Crèche, Geste éditions, coll. « Je découvre », 2016, 55 p. (ISBN 978-2-3674-6462-6, BNF 45024834).
- Christiane Kerboul-Vilhon (ill. Éric Milteau), La côte d'Amour : Pornichet-La Baule-Le Pouliguen, Rennes, Ouest-France, coll. « Monographie patrimoine », mai 2005, 31 p. (ISBN 2-7373-3580-9, BNF 39976433).
- Gérard Locu, Images de la presqu'île guérandaise en 1900 : choix de cartes postales d'époque commentées, La Baule, Éditions des Paludiers, 1977, 103 p. (BNF 34705022).
- Guy de La Morandais (préf. René Dubois), La Baule et la côte de Loire-Atlantique, La Rochelle, Édition Mélusine, 1957, 68 p. (BNF 32343330).
- Claude Motte, Isabelle Séguy, Christine Théré et al., Communes d’hier, communes d’aujourd’hui : les communes de la France métropolitaine, 1801-2001. Dictionnaire d’histoire administrative, Paris, Institut national d'études démographiques, coll. « Classiques de l'économie et de la population. Études & enquêtes historiques », 2003, 406 p. (ISBN 978-2-7332-1028-4, BNF 39063370, lire en ligne).
- Loïc Sellin, Les avenues de La Baule-Escoublac, leur nom, leur histoire, Stéphane Batigne éditeur, 2024, 250 p. (ISBN 978-2-493599-08-7).
- Daniel Voyé, La Baule : grand large, La Crèche, Geste éditions, 2004, 101 p. (ISBN 2-8456-1126-9, BNF 39200386).
- Jean-Bernard Vighetti, La Baule et la presqu'île guérandaise : XIXe siècle, la naissance des bains de mer, t. 1, Nantes, Siloé, 2003, 166 p. (ISBN 2-8423-1255-4, BNF 39054886).
- Jean-Bernard Vighetti, La Baule et la presqu'île guérandaise : XXe siècle, le grand essor du tourisme, t. 2, Nantes, Siloé, 2003, 359 p. (ISBN 2-8423-1257-0, BNF 39054875).

#### Périodiques
- Michel Évain, « Douceur et chaleur océaniques sur le littoral », Par les temps et les rêves, Saint-Nazaire, Histoire et culture en région nazairienne, no 5 « Paysages de notre région »,‎ 2015 (ISBN 978-2-9546-6072-1, ISSN 2115-9971).

 : document utilisé comme source pour la rédaction de cet article.